# Châteaulin
Châteaulin (prononcé : /ʃatolɛ̃/ ; en breton : Kastellin) est une commune française du département du Finistère, en région Bretagne.

## Géographie

### Situation et site
Châteaulin est située au centre du département du Finistère, à l'ouest du bassin de Châteaulin et près de l'entrée de la presqu'île de Crozon. La commune est entourée des collines du Massif armoricain, les monts d'Arrée au nord-est, les montagnes Noires au sud-est et le Ménez Hom à l'ouest. La ville est née sur une butte, formant initialement un site fortifié portant le château, de la rive concave, aussi rive gauche, d'un méandre de l'Aulne, même si la ville s'est par la suite surtout développée sur la rive droite du lobe formé par la rive convexe du même méandre ; c'est une « ville-pont » qui s'est développée au niveau du dernier pont sur l'Aulne avant l'estuaire et la rade de Brest, là où cessaient les possibilités de navigation maritime (même si Port-Launay, un peu plus en aval a été le port principal) ; l'aménagement de l'Aulne lors de la construction du canal de Nantes à Brest en a fait aussi un port fluvial pendant la majeure partie du XIXe siècle et le début du XXe siècle.

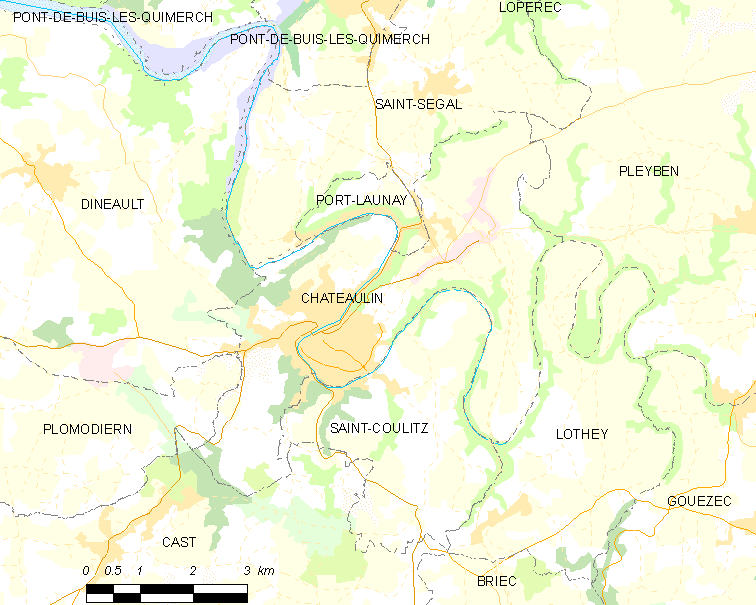
Carte de la commune de Châteaulin.
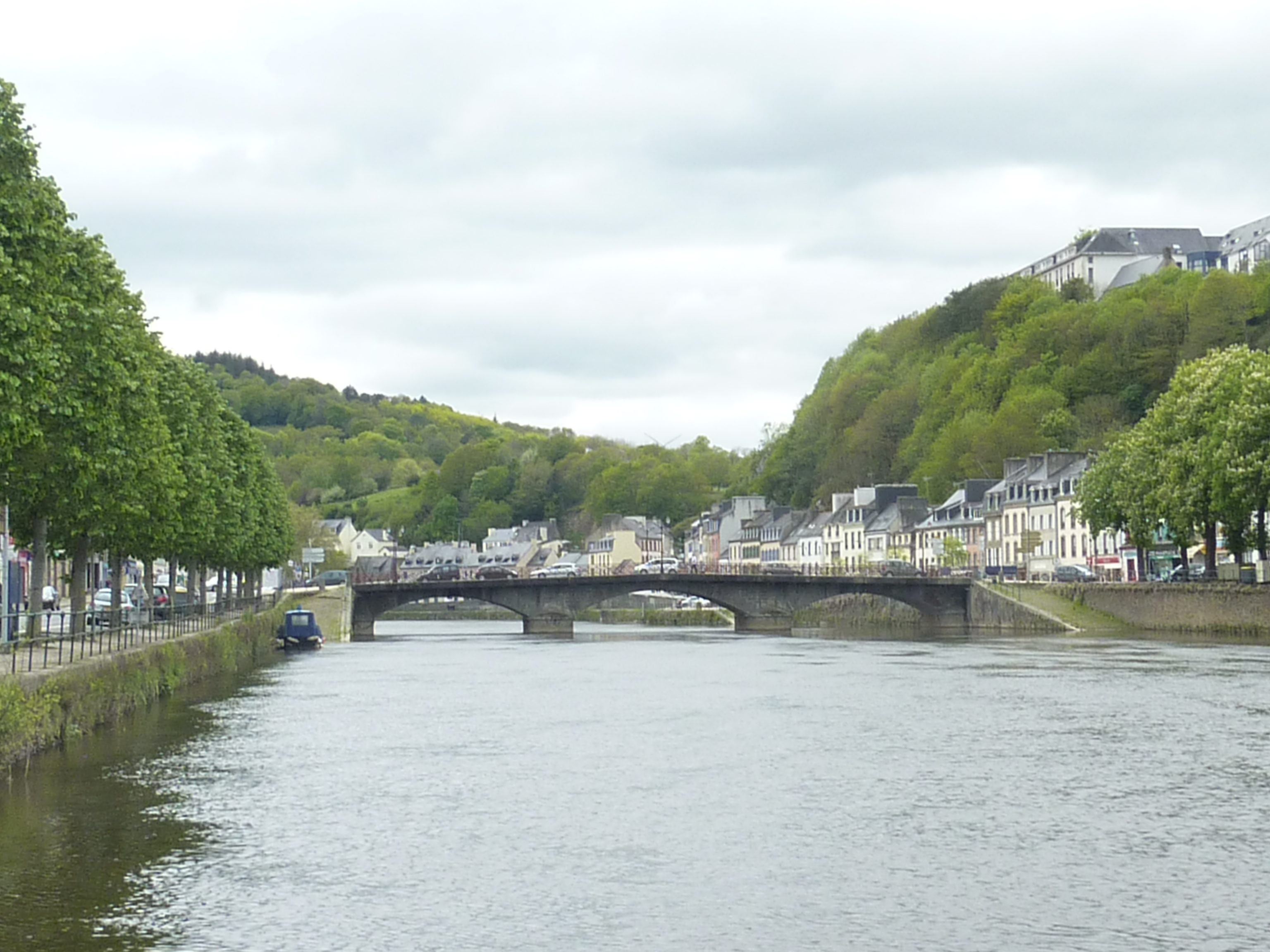
Châteaulin : le pont sur l'Aulne.
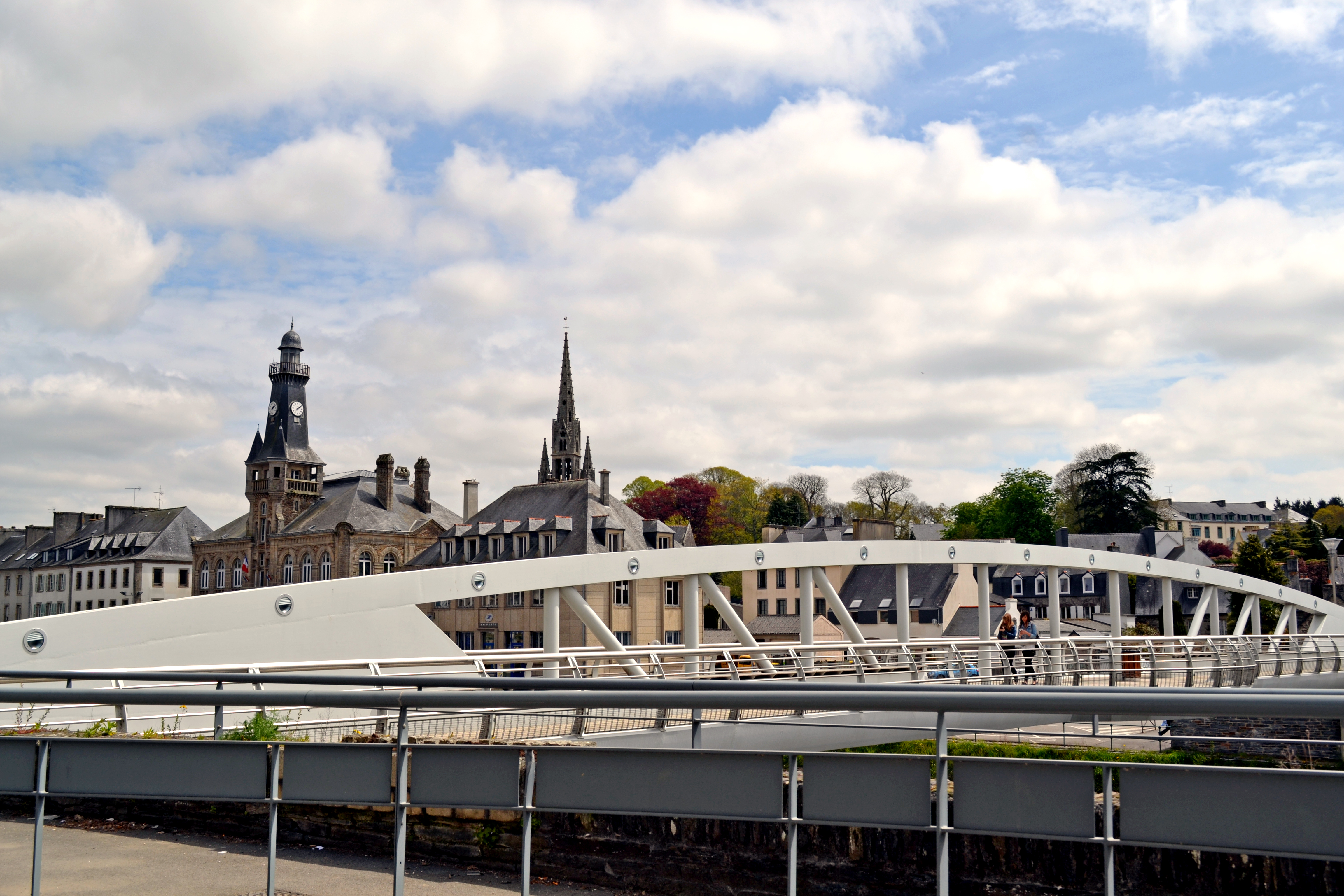
La nouvelle passerelle permettant de franchir l'Aulne.

| Port-Launay | Saint-Ségal | Pleyben       |
| Dinéault    | Châteaulin  | Lothey        |
| Plomodiern  | Cast        | Saint-Coulitz |

### Topographie

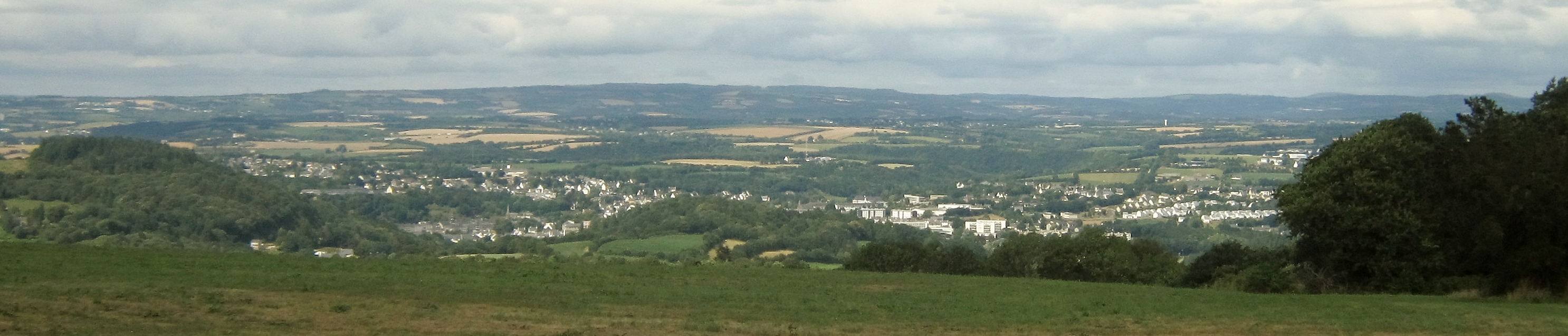
Châteaulin vu depuis les hauteurs de la montagne de Saint-Gildas (en Plomodiern).

La topographie de la commune est assez accidentée, avec des dénivelés notables : les bords de l'Aulne sont à 8 mètres d'altitude à hauteur de la ville, les buttes schisteuses de la rive gauche s'élèvent jusqu'à 140 mètres d'altitude à proximité même de l'Aulne, l'altitude record atteignant même 206 mètres, à la lisière du bois de Saint-Gildas, au sud-est du finage communal, à la limite communale avec Cast. Les méandres très prononcés de l'Aulne donnent à la commune des limites assez sinueuses, en raison principalement du méandre du Quinquis-Pennarpont, situé à l'est du finage communal, qui contient notamment la chapelle de Kerluhan, dont toute la rive convexe appartient à la commune de Châteaulin, mais qui est séparée de la ville par un autre méandre constituant la commune de Saint-Coulitz. La partie nord du territoire communal s'élève jusqu'à 121 mètres, au nord-est de la chapelle de Lospars, à la limite communale avec Pleyben, mais atteint déjà 87 mètres au Pouillot, la côte de Stang ar Garront avec sa pente forte et sa longueur expliquant la célébrité de la course cycliste les boucles de l'Aulne.

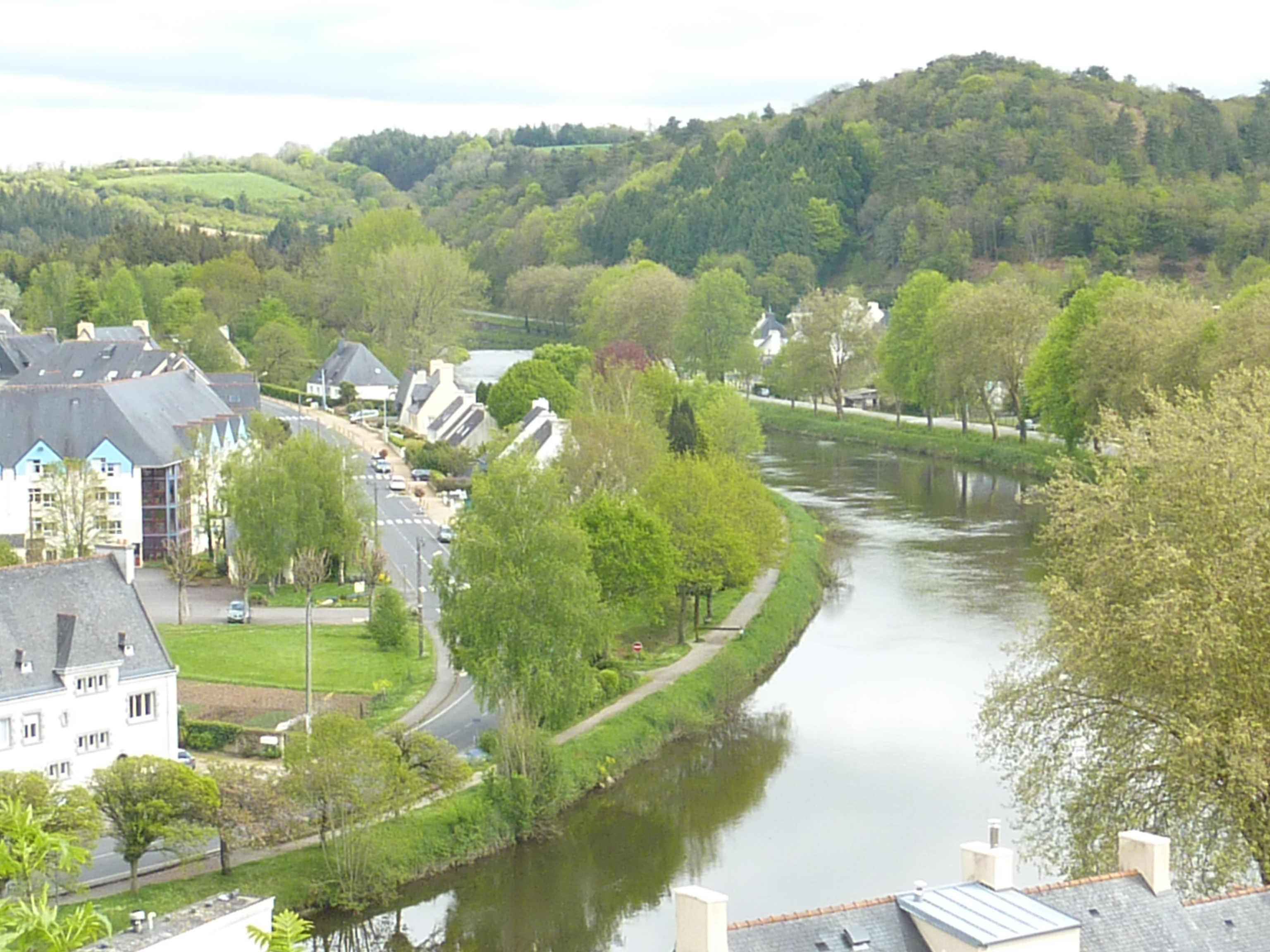
L'Aulne : vue vers l'amont depuis la butte de la chapelle Notre-Dame.
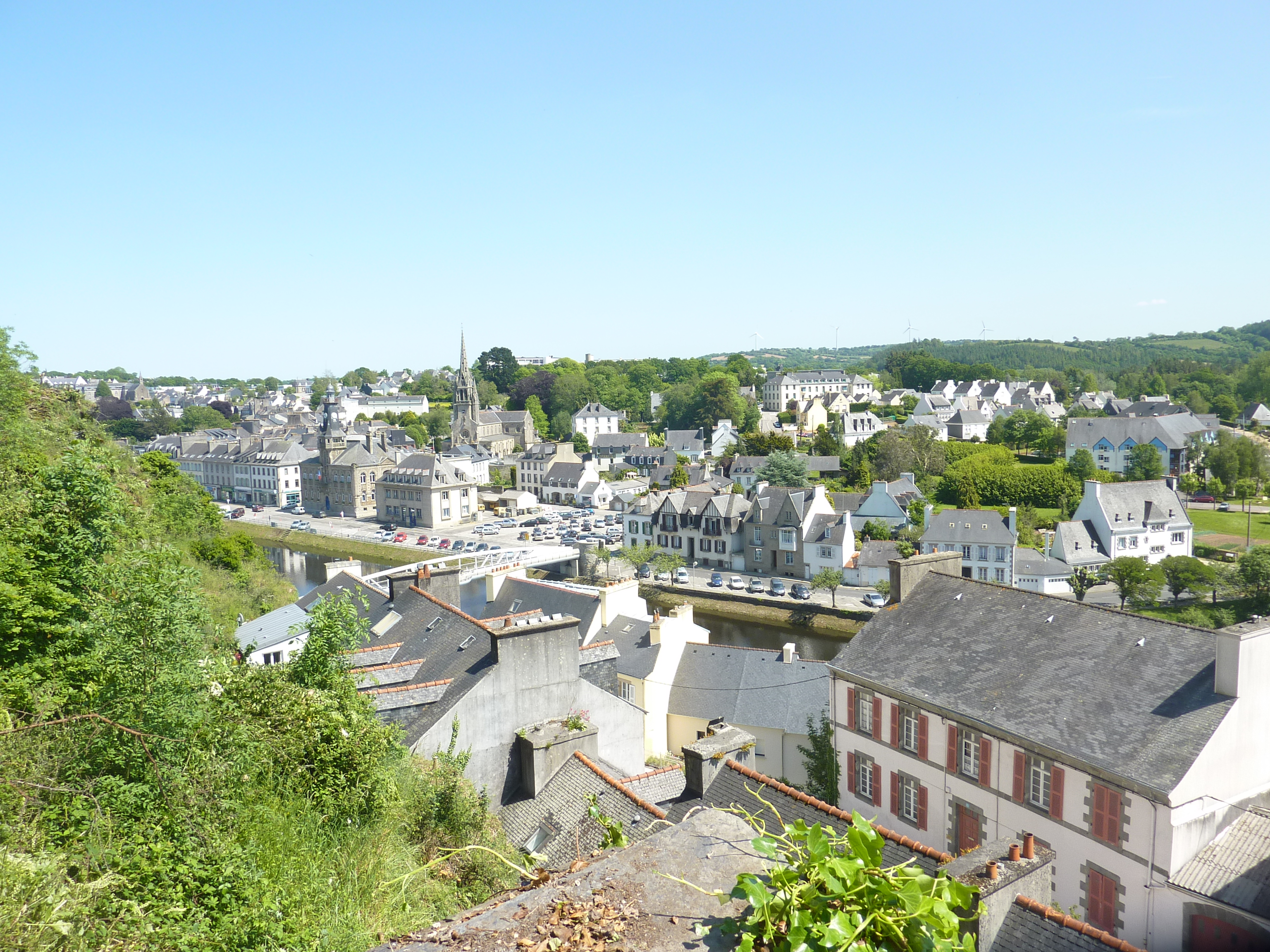
Châteaulin : la ville vue depuis la butte de la chapelle Notre-Dame.
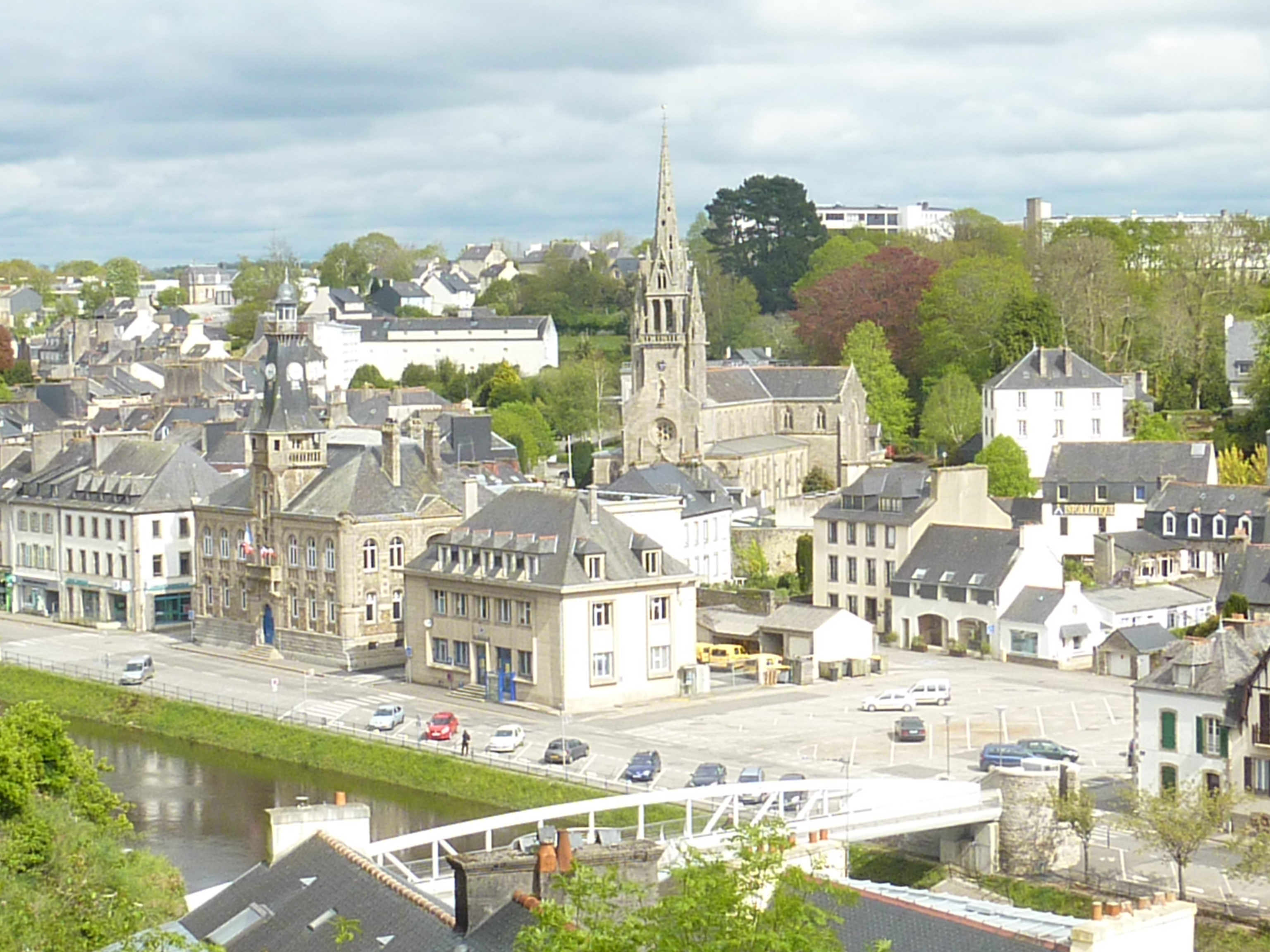
L'église paroissiale Saint-Idunet, la mairie et l'Aulne vus depuis la butte de la chapelle Notre-Dame.
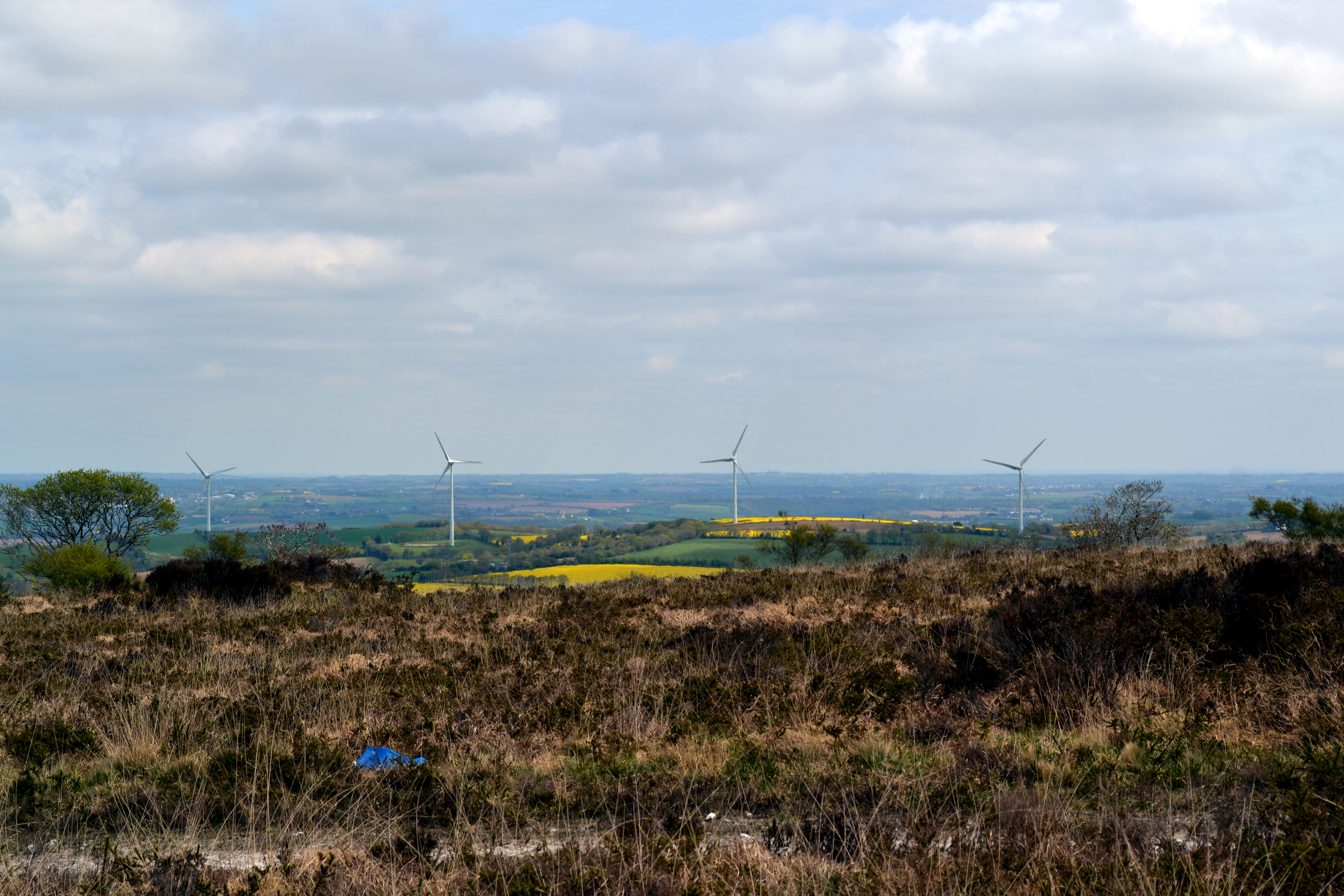
Le parc d'éoliennes situé entre Cast et Châteaulin, sur la colline du Bois de Saint-Gildas.

### Géologie

Carte géologique du Massif armoricain.

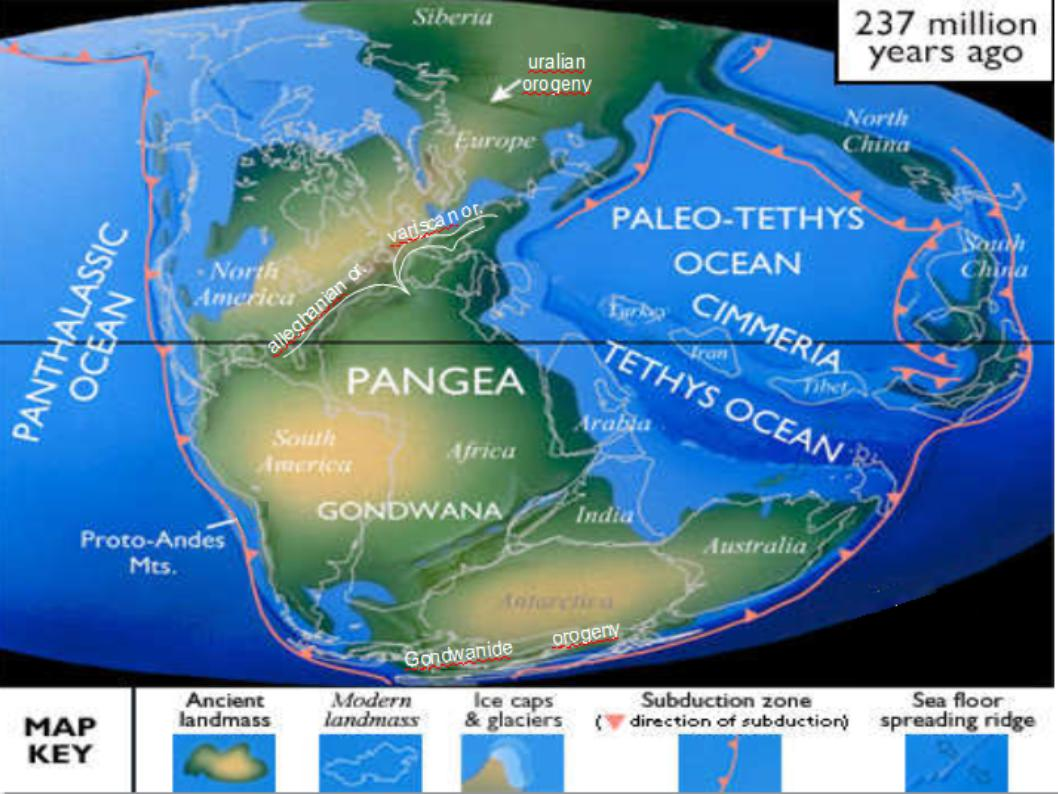
Reconstruction moderne de la Pangée (il y a 237 millions d'années). La collision entre la Laurussia et le Gondwana à l'origine de ce supercontinent est le moteur de l'orogène varisque (en sur la carte) dont l'empreinte subsiste notamment à travers l'Europe (dessinant un V dont la pointe serait le Massif central).

Châteaulin correspond à la terminaison occidentale du synclinorium médian armoricain qui s'étale en une vaste région de composition complexe, de la rade de Brest à Morlaix. Limitée au nord par les monts d'Arrée et la vallée de l'Élorn, tranché à l'ouest par les falaises de la rade de Brest et de la presqu'île de Crozon, bordé au sud par les montagnes Noires, et pincé à l'est par deux failles, cette unité sédimentaire et tectonique a été dénommée dès 1886 par le géologue Charles Barrois, « bassin de Châteaulin ». Cependant, « il paraît juste, au plan morphologique, d'ajouter à ce nom celui de Carhaix qui localise mieux à l'est l'ampleur de l'extension de cette unité ».
Le bassin très subsident de Châteaulin-Carhaix est une dépression qui s'étend sur une longueur approximative de 100 km, creusée dans des molasses métamorphisées en schistes à dominante carbonifère.
La géologie du bassin de Châteaulin se caractérise notamment par les « schistes de Châteaulin » qui présentent des veines ardoisières exploitées depuis plusieurs siècles. Si les schistes ardoisiers sont utilisés dès le Paléolithique (lame polie, gravure), l'époque des premières extractions d'ardoises de couverture dans cette région reste encore imprécisée mais la cathédrale de Quimper emploie les ardoises de Laz et de Gouézec dès le XVe siècle, l'église Saint-Maclou de Rouen fait appel vers 1526 à l'ardoise de Châteaulin. Au XVIIIe siècle, les carrières sont cantonnées dans les environs de Châteaulin, tout près de l'estuaire de l'Aulne et assurent la prospérité de Port-Launay qui transporte les ardoises par péniche jusqu'à la rade de Brest, d'où elles sont exportées jusqu'en Normandie par petits caboteurs. L'activité reste importante au XIXe siècle, dans des ardoisières dont le développement est favorisé par leur proximité avec le canal de Nantes à Brest, le chemin de fer à voie étroite et l'amélioration du réseau routier. Le principal centre s'étend alors vers Motreff et Carhaix qui développent des exploitations mécanisées (outillage des mines tels que marteaux-pneumatiques, treuil puissant, compresseurs à air, pompes d'exhaure). Les veines étaient de bonne qualité (le pendage subvertical en facilitant la taille) et économiquement viables en raison du très bas prix de la main d'œuvre. Mais les sites disposaient de niveaux ardoisiers de faible épaisseur et en carrière souterraine (celles à ciel ouvert ayant été épuisées), si bien que ces exploitations bretonnes n'ont pas résisté à la concurrence industrielle des grandes ardoisières de Trélazé et des ardoises d'Espagne, ces dernières assurant 80 % de la demande française. La falaise noire de la colline qui domine le quai Carnot à Châteaulin, abritait plusieurs carrières en bordure du canal. D'anciens terrils sont encore visibles. La roche montre des alternances de schistes noirs, ardoisiers, et wackes, caractéristiques de la Formation de Pont-de-Buis. Les rapports géométriques entre plan de stratification et plan de schistosité peuvent y être déchiffrés et conduisent à replacer ces affleurements sur le flanc normal, peu incliné, d'un pli anticlinal déjeté vers le Sud-Ouest. Ces schistes et wackes noirs (contenant des plantes flottées et d'anciens débris végétaux pouvant atteindre 7 % en poids de la roche totale) constituent un véritables musée géologique à ciel ouvert, témoin de la biodiversité exceptionnelle au Carbonifère. En effet à cette époque, le Gondwana entre en collision avec la Laurussia (approximativement l'Amérique du Nord, l'Europe limitée à peu près au niveau actuel de l'Oural) puis avec la Sibérie, à l'origine de la chaîne hercynienne et de la Pangée. Ce supercontinent forme alors un vaste domaine continental réparti de part et d'autre de l'équateur. Il bénéfice d'un climat tropical chaud et humide et voit le développement de la plus vaste forêt équatoriale qu'ait connue notre planète. Dans les marécages côtiers, couverts par une végétation luxuriante (fougères arborescentes, prêles, sphaignes, mousses, gymnospermes — ancêtres de nos sapins — et un groupe botanique aujourd'hui disparu, celui des lycophytes), se sont décomposés ces végétaux. Ils ont ainsi contribué à la formation des couches de roches riches en débris végétaux et en matière carbonée, notamment celles du bassin de Châteaulin, mais aussi les roches carbonées de type charbon des bassins houillers.

### Ville carrefour

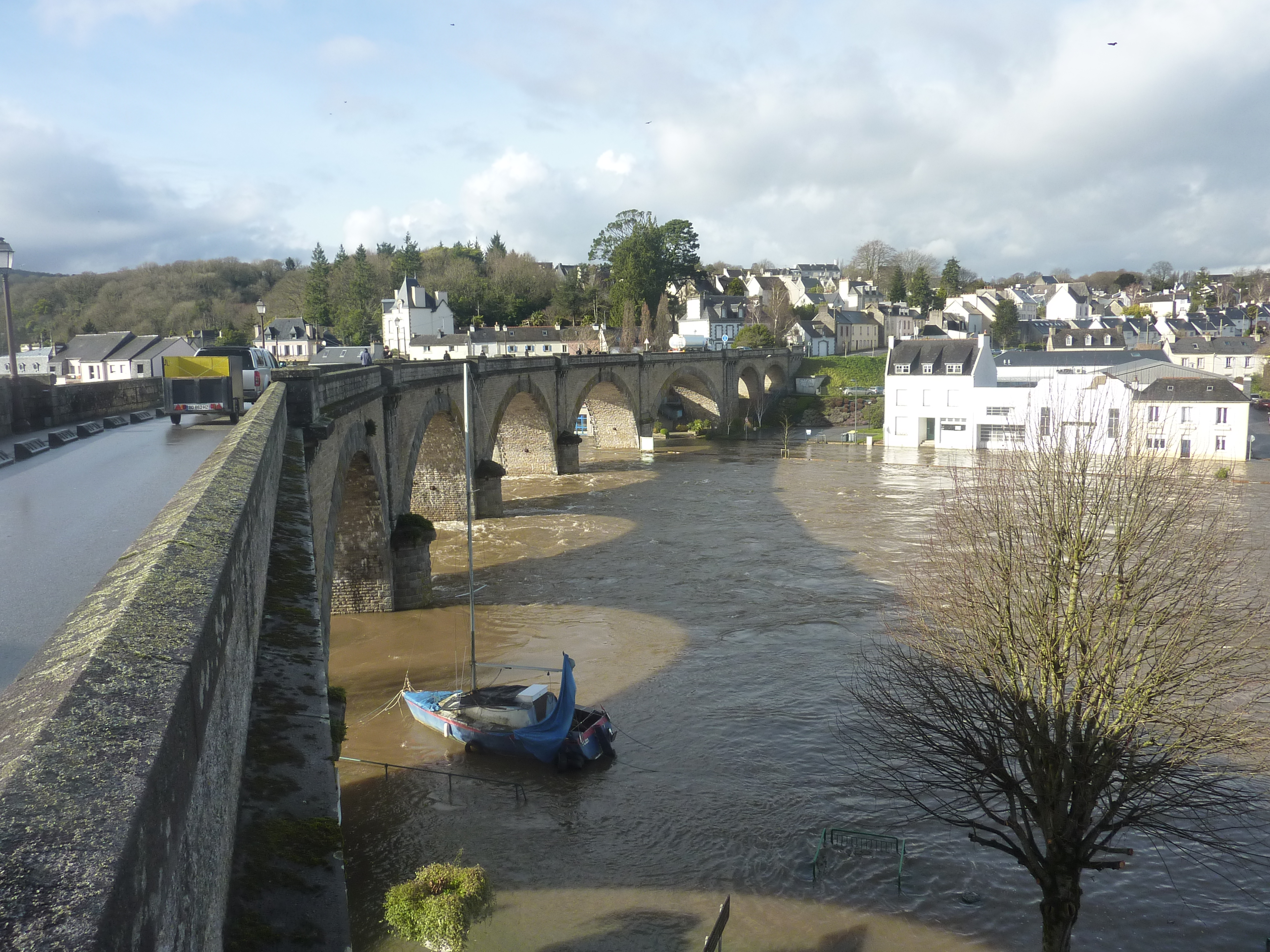
L'ancien viaduc ferroviaire du « Réseau breton », reconverti en viaduc routier (à sens unique, en raison de son étroitesse)

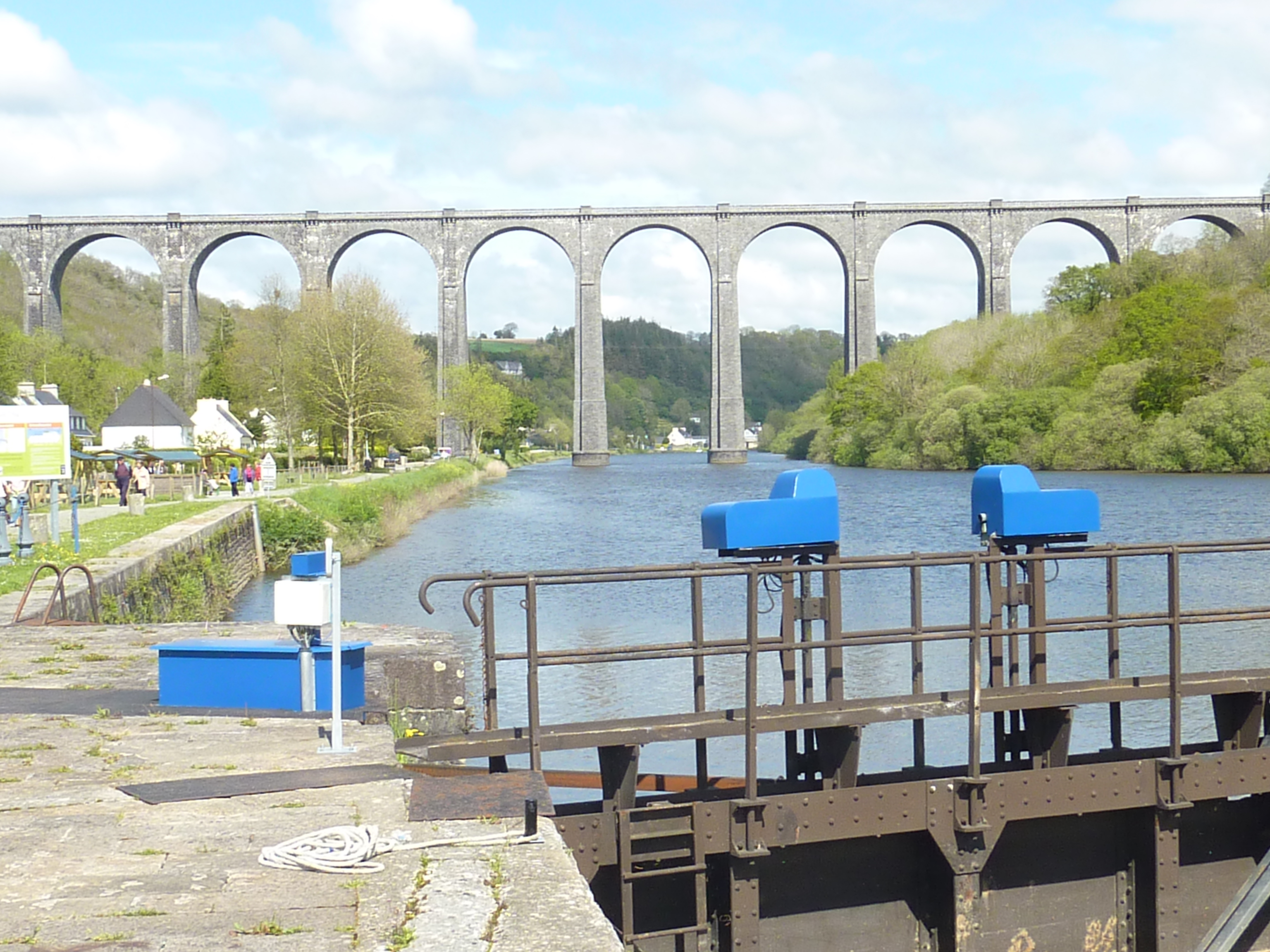
Le viaduc ferroviaire de la ligne Landerneau-Quimper vu depuis l'écluse de Guily-Glaz (en Port-Launay)

En raison de sa situation géographique, Châteaulin est une ville carrefour : elle est au carrefour de deux voies rapides, la Route nationale 165 reliant Nantes à Brest en passant par Vannes, Lorient et Quimper et la Route nationale 164 reliant Châteaulin à Rennes via Carhaix et Loudéac qui communiquent entre elles grâce à l'échangeur de Pouillot; de plus la Route départementale 788, qui part du même échangeur et traverse la ville, est l'un des deux axes routiers principaux permettant d'accéder à la presqu'île de Crozon.
Châteaulin fut également un carrefour ferroviaire : si la voie ferrée à voie unique allant de Landerneau à Quimper (connue initialement sous le nom de Ligne de Savenay à Landerneau et à voie normale subsiste toujours et permet à Châteaulin de disposer d'une gare, dénommée Châteaulin embranchement, (le trafic est presque uniquement constitué de TER assurant la liaison Brest-Quimper), l'ancienne voie ferrée à voie métrique du Réseau breton (ligne de Carhaix à Camaret-sur-Mer, ouverte en 1906 pour sa section allant de Châteaulin à Carhaix et en 1923 pour sa section allant de Châteaulin à Crozon, prolongée en 1925 jusqu'à Camaret-sur-Mer, possédait sa propre gare dénommée Châteaulin-Ville. Cette ligne a fermé en 1967.
En raison de la topographie accidentée de la ville, deux viaducs ont été nécessaires pour permettre à ces voies ferrées de franchir la vallée encaissée de l'Aulne ; l'un, en aval de Châteaulin, sur le territoire de la commune de Port-Launay, permet à la voie ferrée à voie normale de franchir cette vallée, l'autre, courbe, situé en peine ville, permettait à la ligne du Réseau breton de se diriger en direction de la presqu'île de Crozon ; il a été reconverti en viaduc routier, à sens unique en raison de son étroitesse.
La ville fut aussi un port fluvio-maritime dont l'importance fut notable pendant l'époque où le Canal de Nantes à Brest était en service (des premières décennies du XIXe siècle jusqu'en 1942), même si c'était à Port-Launay que s'opéraient les transbordements entre les péniches et les bateaux de mer.

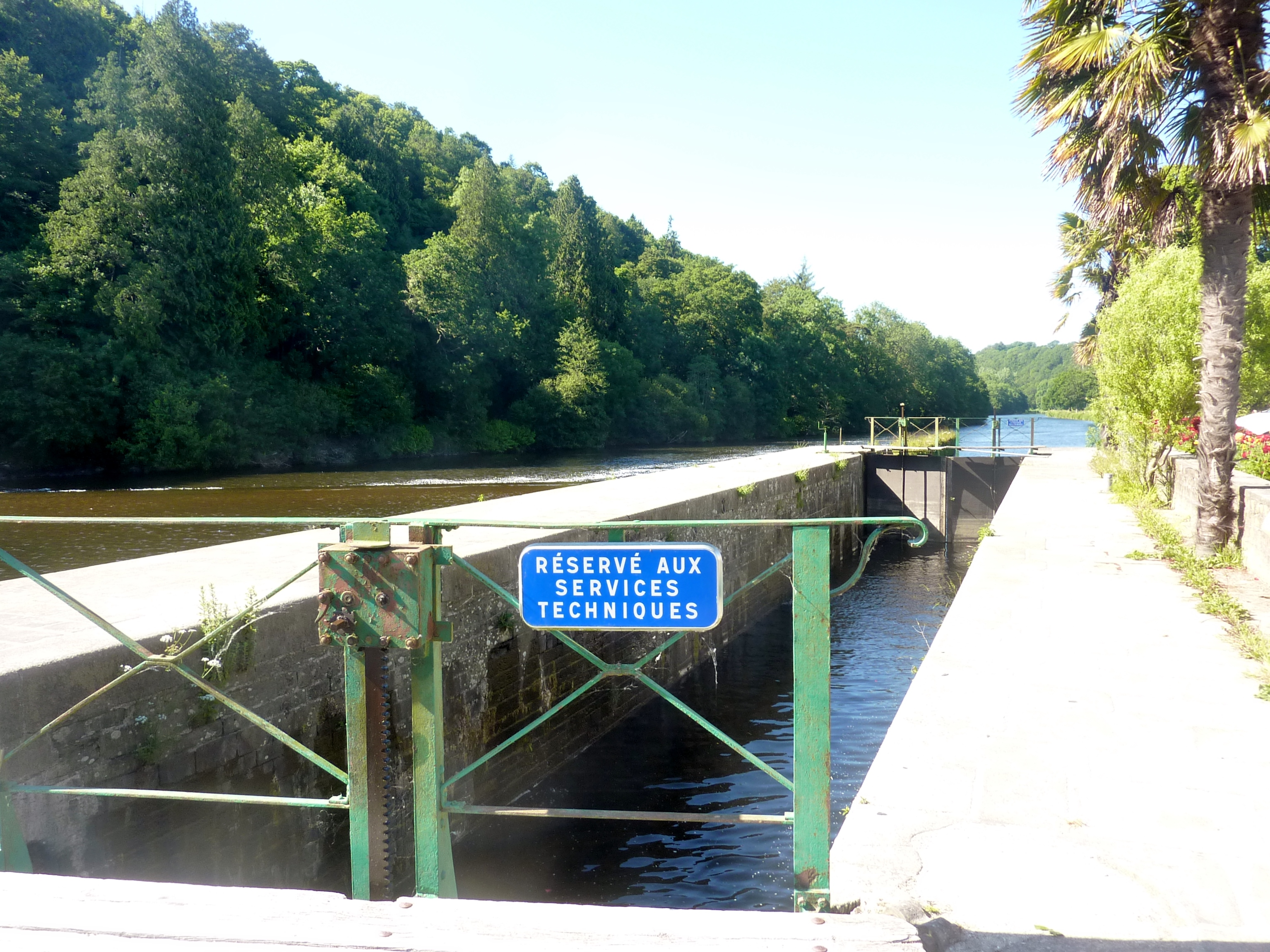
L'écluse de Pen-ar-Pont (écluse n°232 du canal de Nantes à Brest), située dans la commune de Châteaulin.
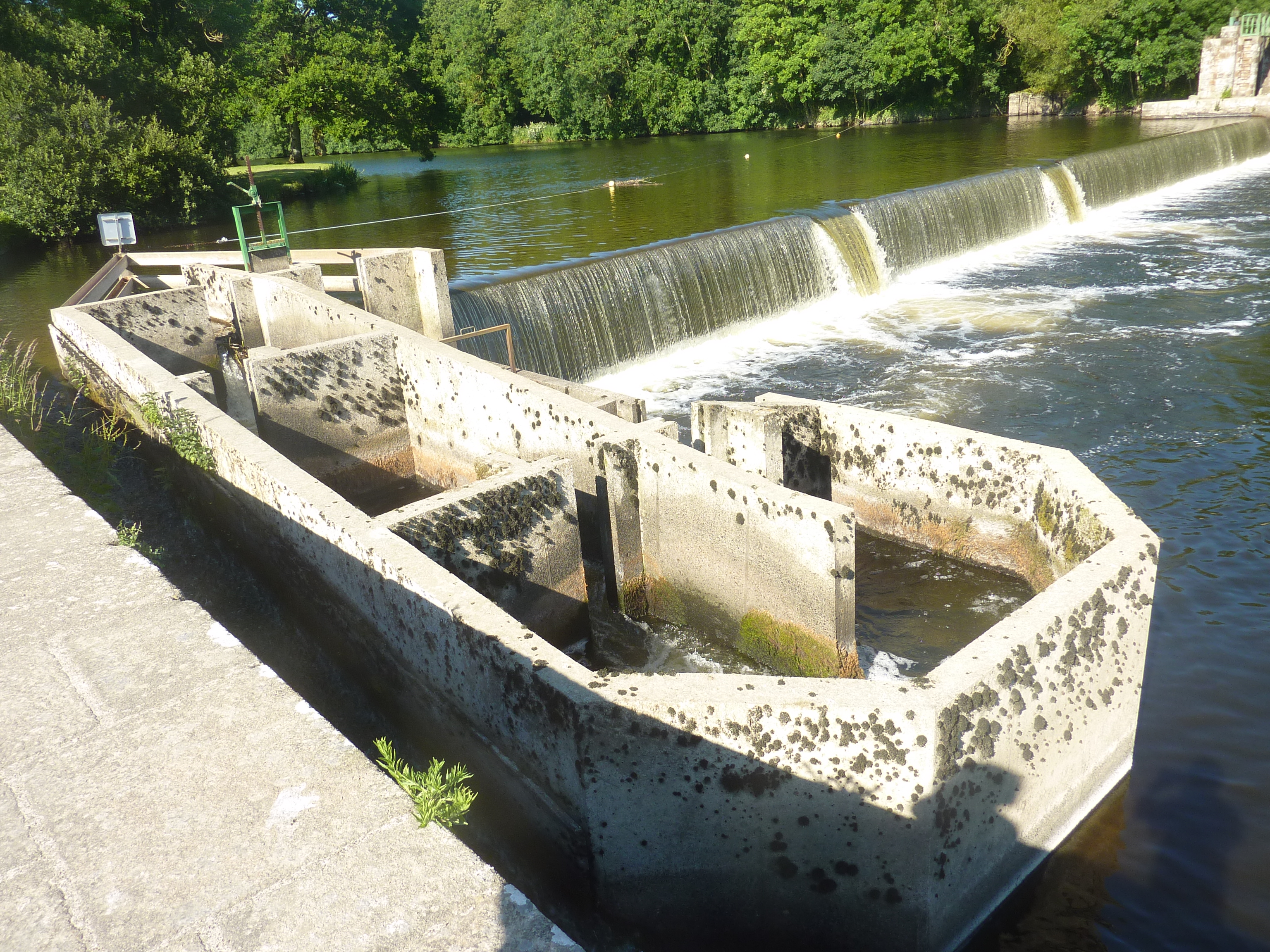
La passe à poissons de Pen-ar-Pont.
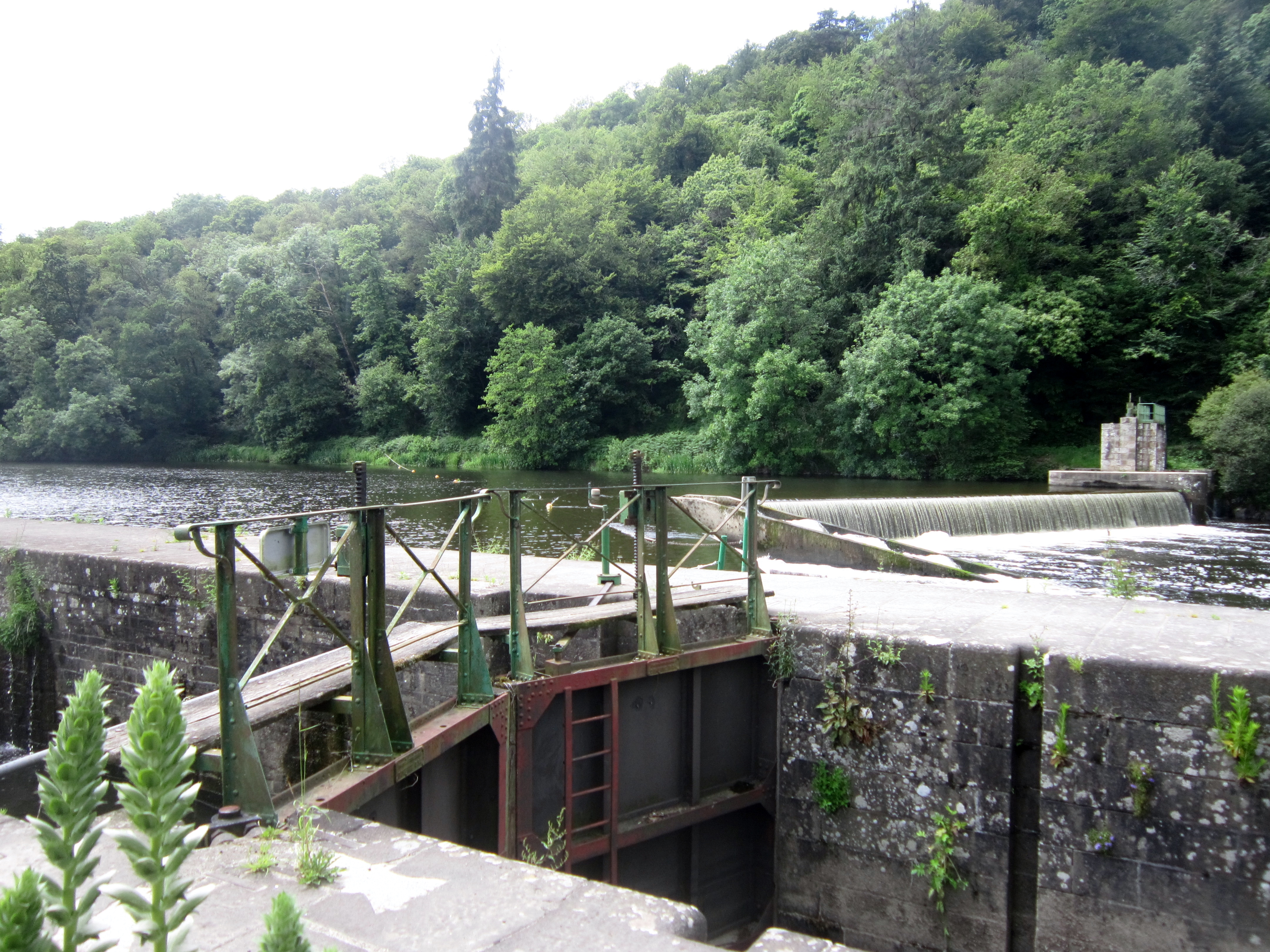
L'écluse de Prat-Hir (écluse n°233 du canal de Nantes à Brest), située dans la commune de Châteaulin.
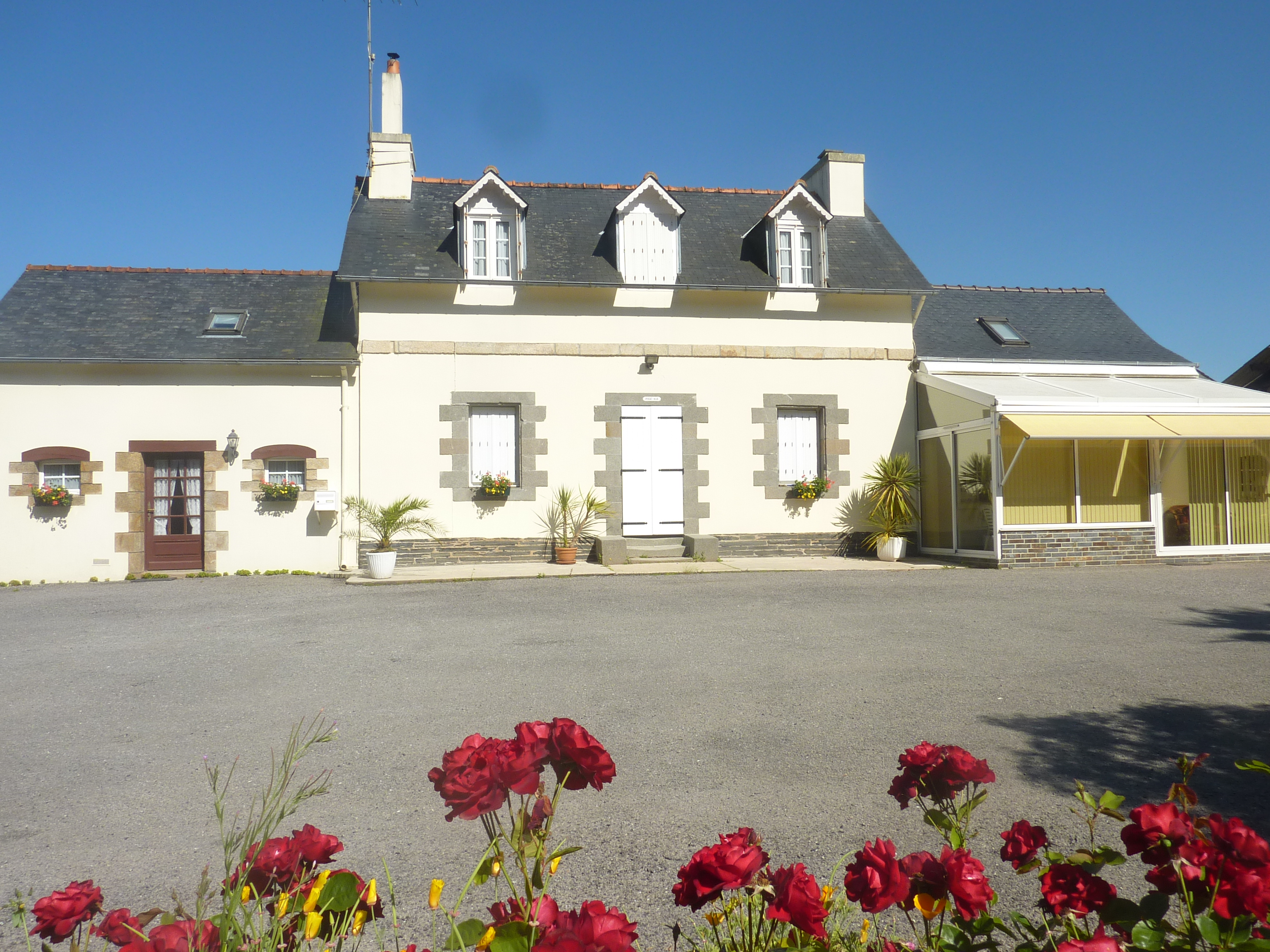
La maison éclusière de Prat-Hir (écluse n°233) sur le Canal de Nantes à Brest (Aulne canalisée).
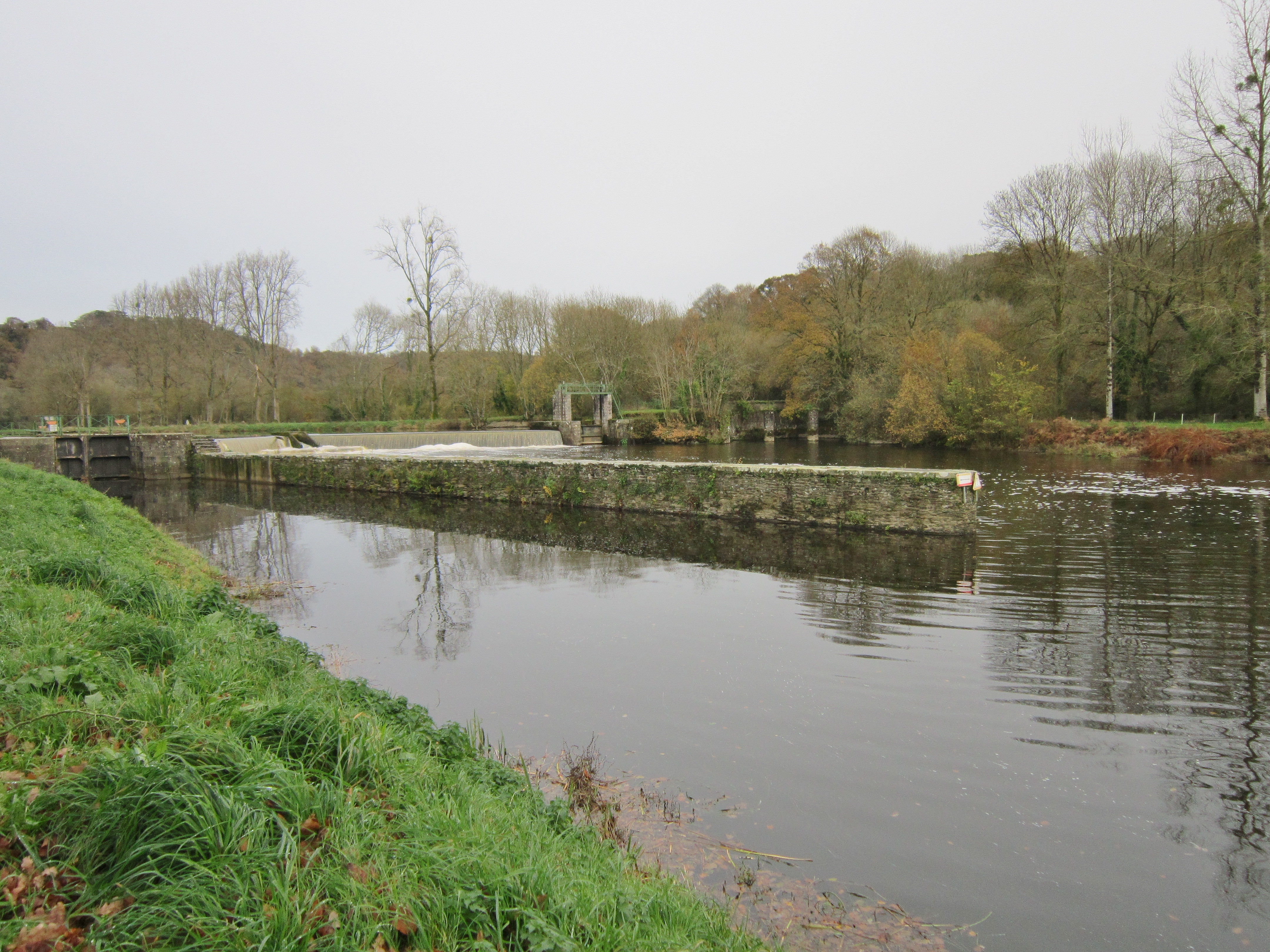
L'écluse de Toul-ar-Rodo (écluse n° 234) sur le Canal de Nantes à Brest (Aulne canalisée).

### Hydrographie

#### Réseau hydrographique
Pour un article plus général, voir Réseau hydrographique du Finistère.
La commune est située dans le bassin Loire-Bretagne. Elle est drainée par l'Aulne, le canal de Nantes à Brest et divers autres petits cours d'eau,.
L'Aulne, d'une longueur de 144 km, prend sa source dans la commune de Lohuec et se jette  dans la rade de Brest en limite de Landévennec et de Rosnoen, après avoir traversé 27 communes.  Les caractéristiques hydrologiques de l'Aulne sont données par la station hydrologique située sur la commune. Le débit moyen mensuel est de 30,7 m3/s. Le débit moyen journalier maximum est de 419 m3/s, atteint lors de la crue du 25 décembre 2013. Le débit instantané maximal est quant à lui de 604 m3/s, atteint le même jour.
Le canal de Nantes à Brest est un canal, chenal et un estuaire et un cours d'eau naturel navigable sur une grande partie de son cours, d'une longueur de 364 km. Il prend sa source dans la commune de Nort-sur-Erdre et se jette  dans la Loire à Nantes. 

#### Crues de l'Aulne et les inondations
La situation encaissée de la ville explique qu'elle souffre régulièrement d'inondations provoquées par les crues de l'Aulne, surtout lorsqu'elles coïncident avec des marées hautes à fort coefficient ; des crues importantes se sont produites en 1846, 1879, 1925, 1966, 1974, 1982, 1990, les dernières étant celles de janvier 1995, décembre 2000 (la plus importante mesurée depuis 1974, le débit de l'Aulne ayant atteint la pointe de 600 m3/s) et 24-25 décembre 2013 - 2 et 8 janvier 2014 et février 2014. À la suite des inondations de l'an 2000, qui concerna environ 300 habitations, Kofi Yamgnane, alors député de la circonscription de Châteaulin, obtint la construction du barrage mobile de Guily-Glaz, en aval de Port-Launay, qui a l'avantage de bloquer la remontée de l'eau de mer. Par ailleurs, l'ÉPAGA (Établissement public d'aménagement et de gestion du bassin-versant de l'Aulne) a conçu un PAPI (Programme d'Actions de Prévention contre les Inondations), qui reste à mettre en œuvre, ce que réclament depuis longtemps les associations de riverains.

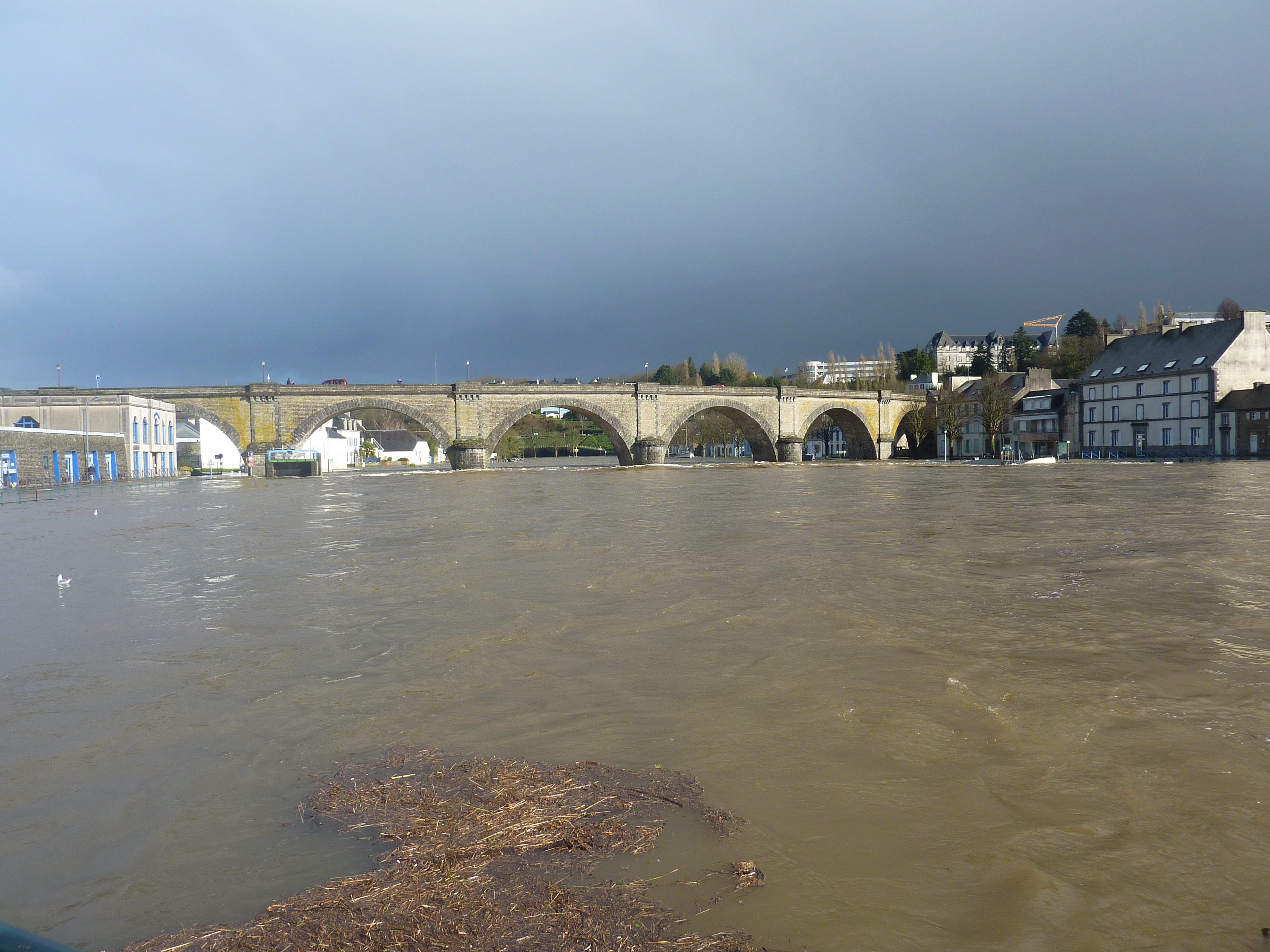
Les inondations du 7 février 2014 à Châteaulin (l'Aulne en crue déborde largement)
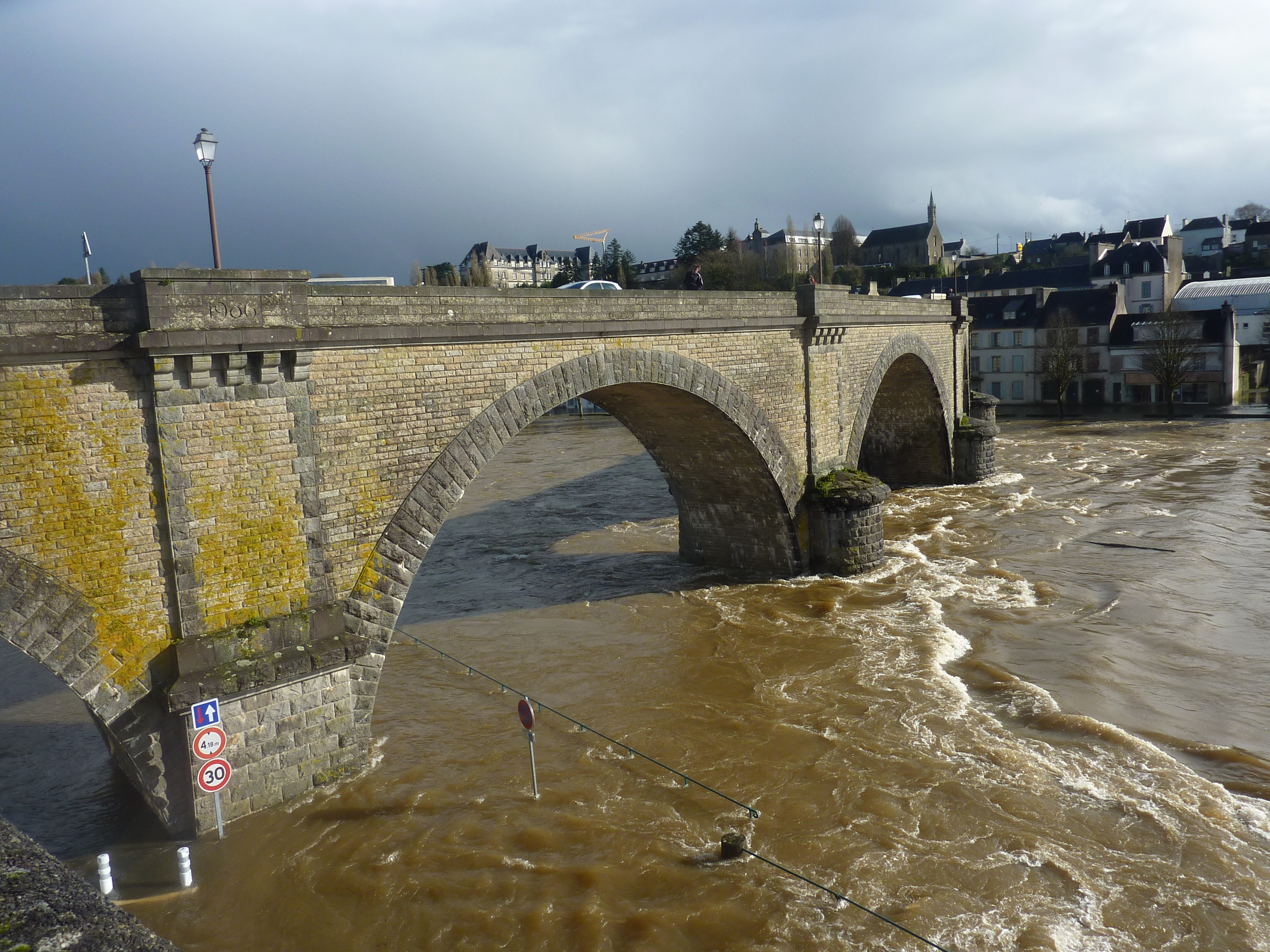
Les inondations du 7 février 2014 à Châteaulin (l'Aulne en crue déborde largement au niveau de l'ancien viaduc ferroviaire du "Réseau breton")
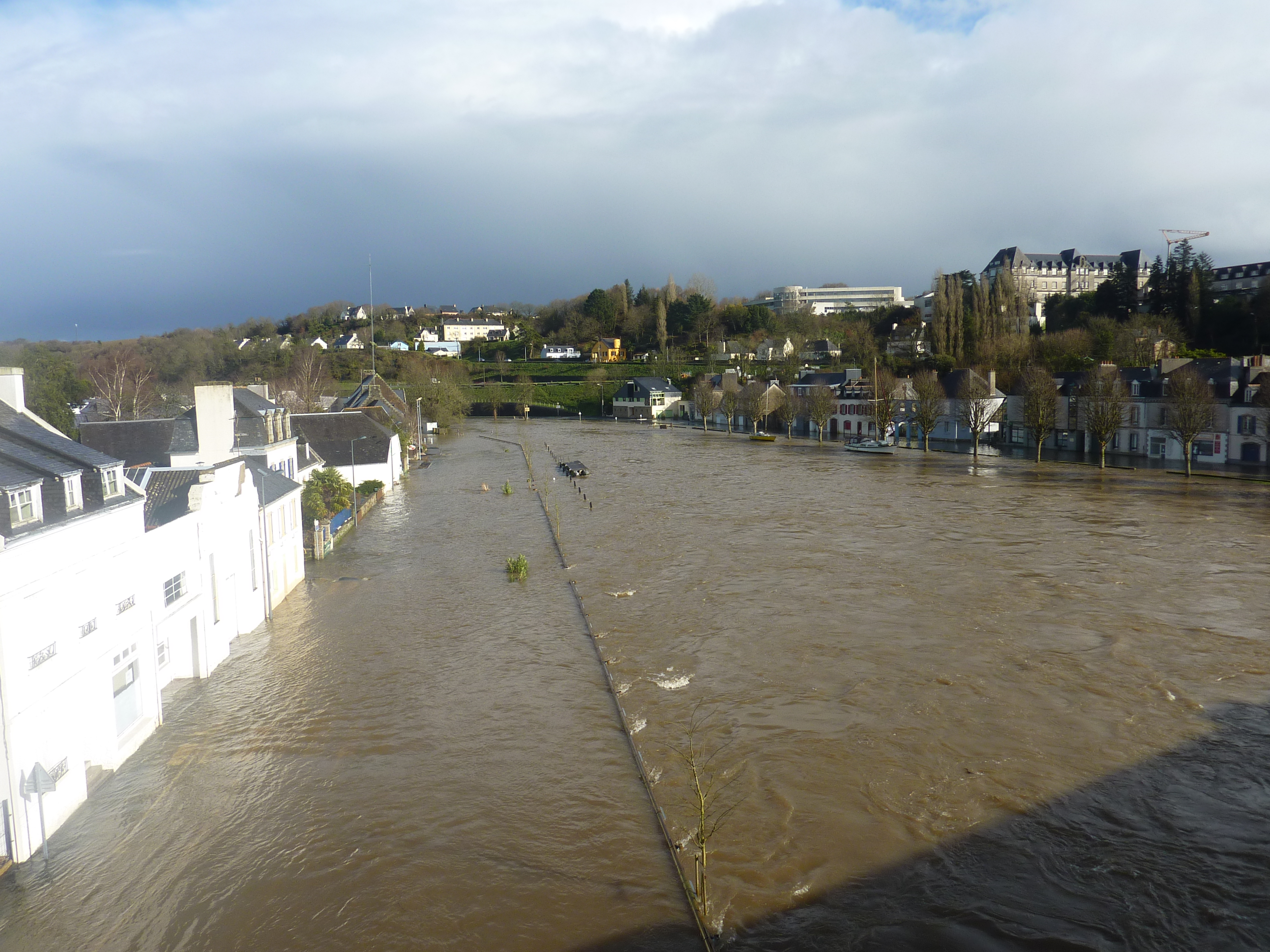
Les inondations du 7 février 2014 à Châteaulin (l'Aulne en crue déborde largement, l'eau recouvrant les quais et inondant le rez-de-chaussée des maisons riveraines) 1
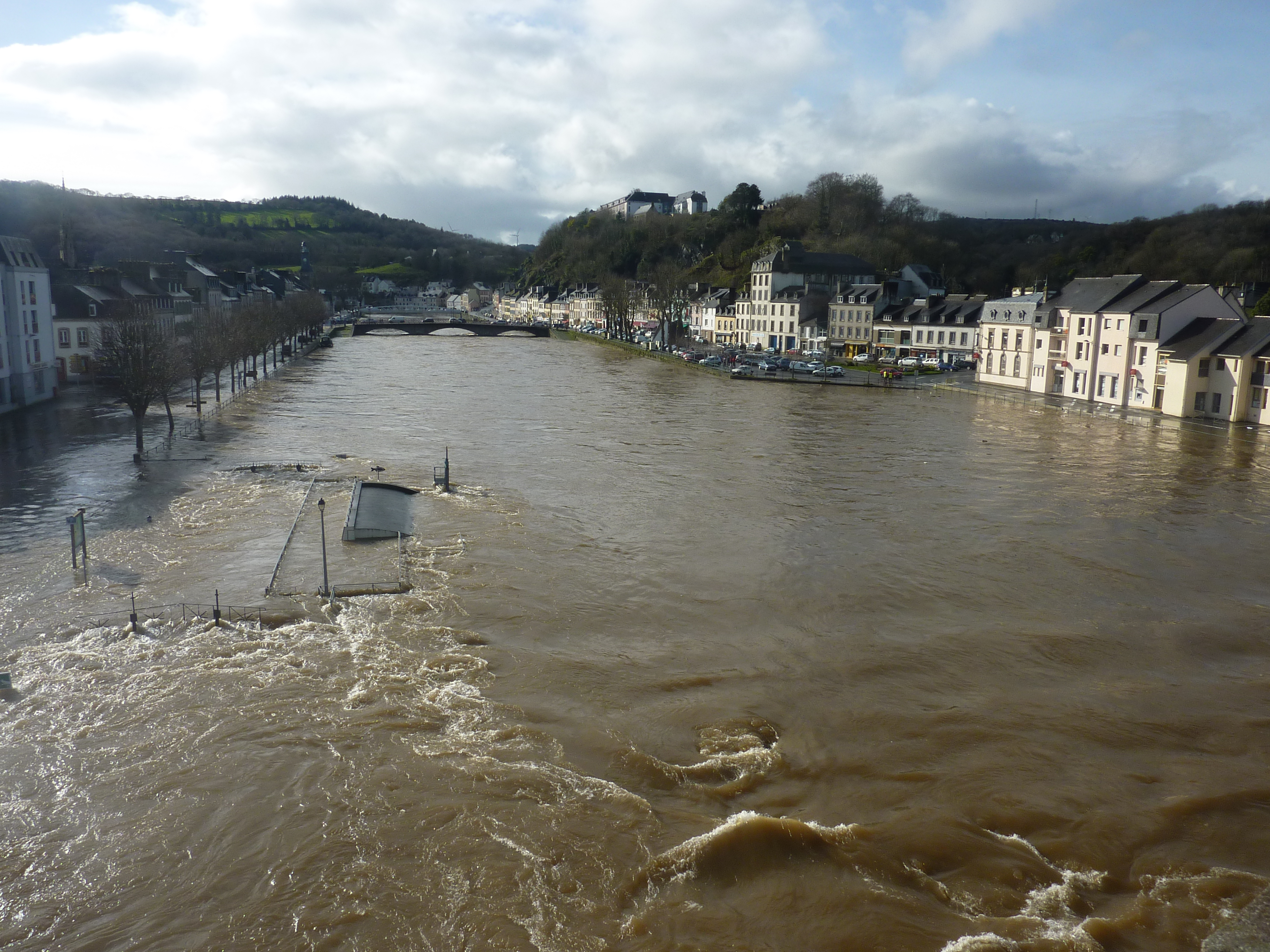
Les inondations du 7 février 2014 à Châteaulin (l'Aulne en crue déborde largement, l'eau recouvrant les quais et inondant le rez-de-chaussée des maisons riveraines) 2
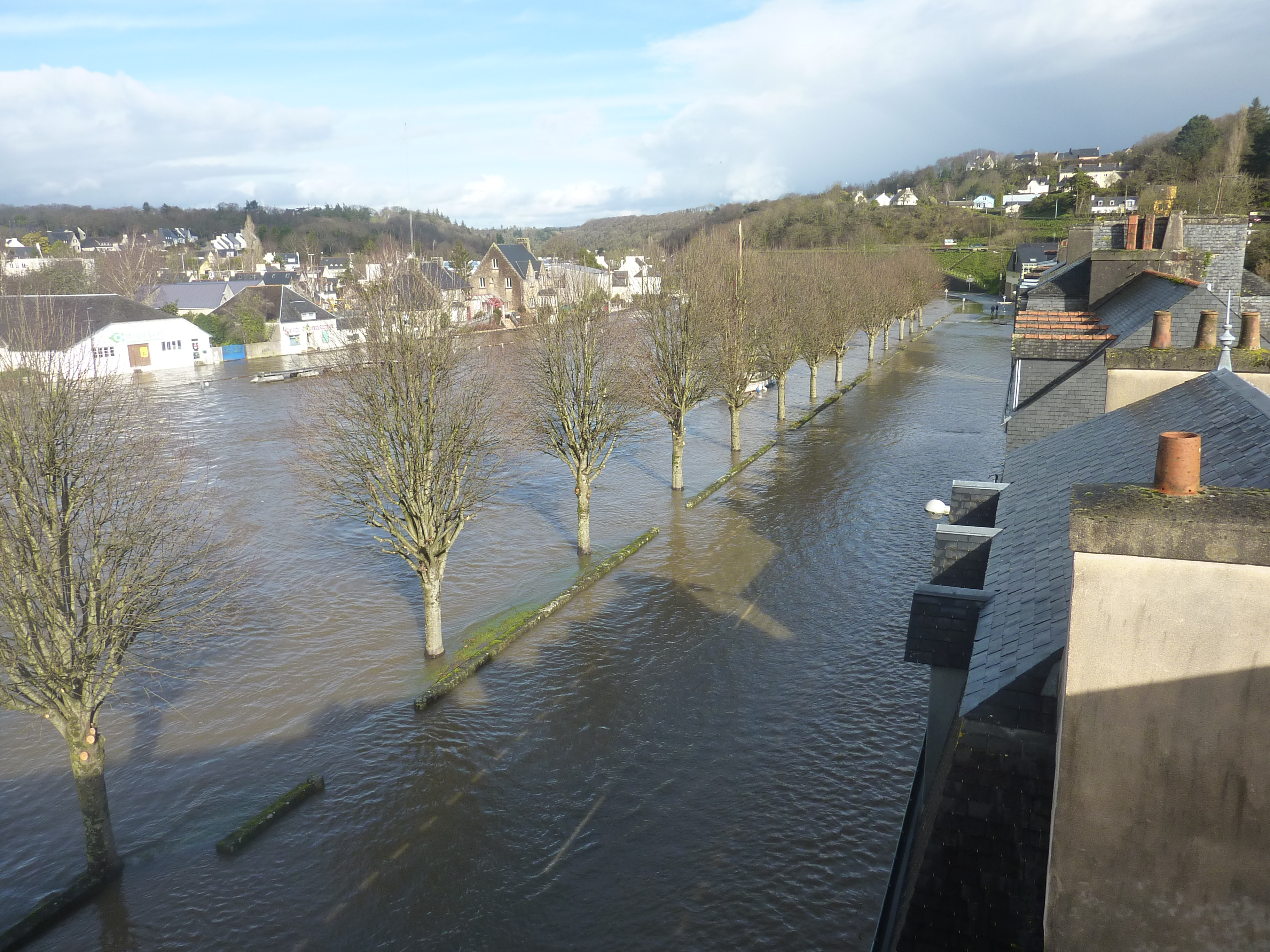
Les inondations du 7 février 2014 à Châteaulin (l'Aulne en crue déborde largement, l'eau recouvrant les quais et inondant le rez-de-chaussée des maisons riveraines) 3
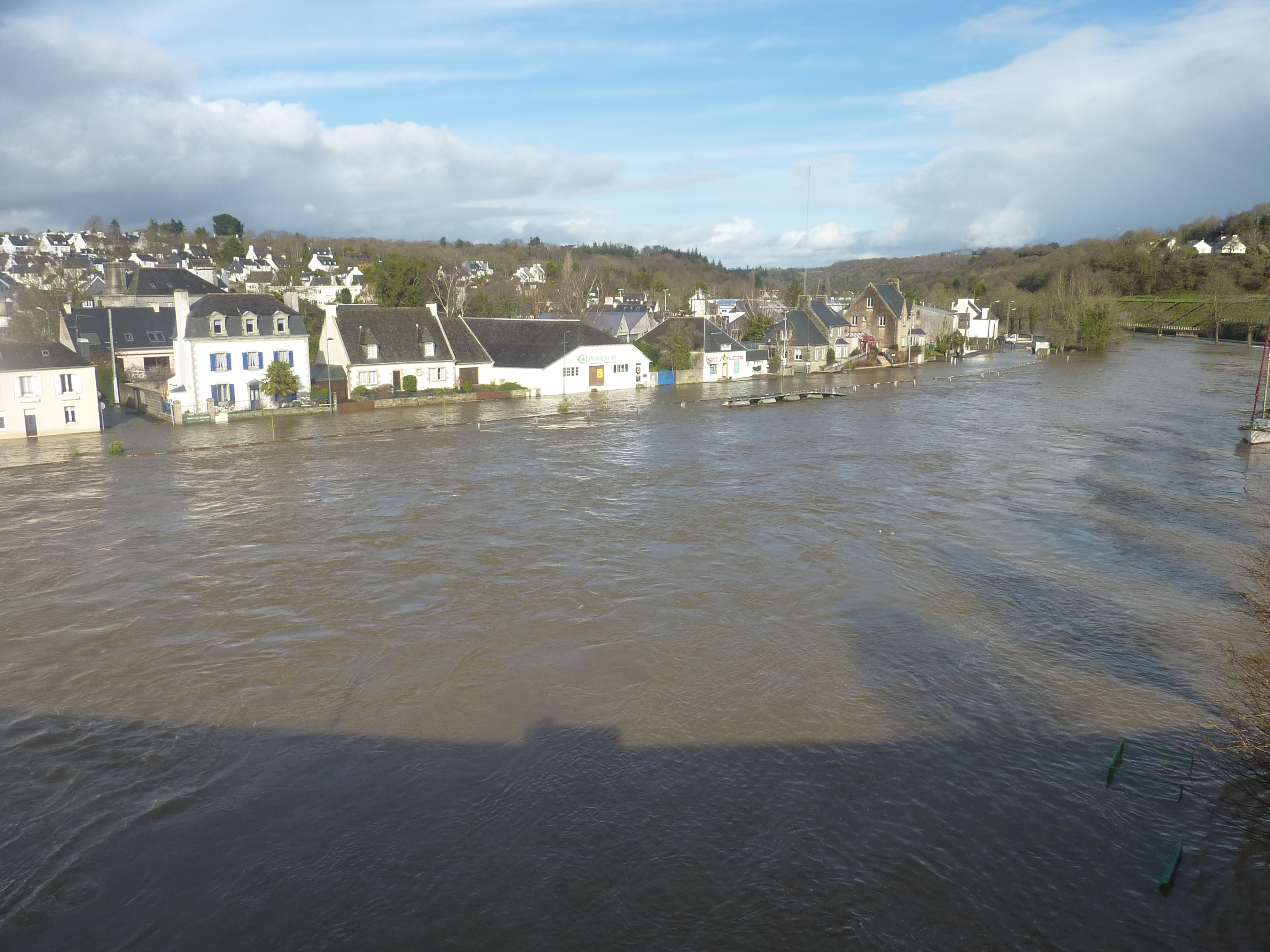
Les inondations du 7 février 2014 à Châteaulin (l'Aulne en crue déborde largement, l'eau recouvrant les quais et inondant le rez-de-chaussée des maisons riveraines) 4
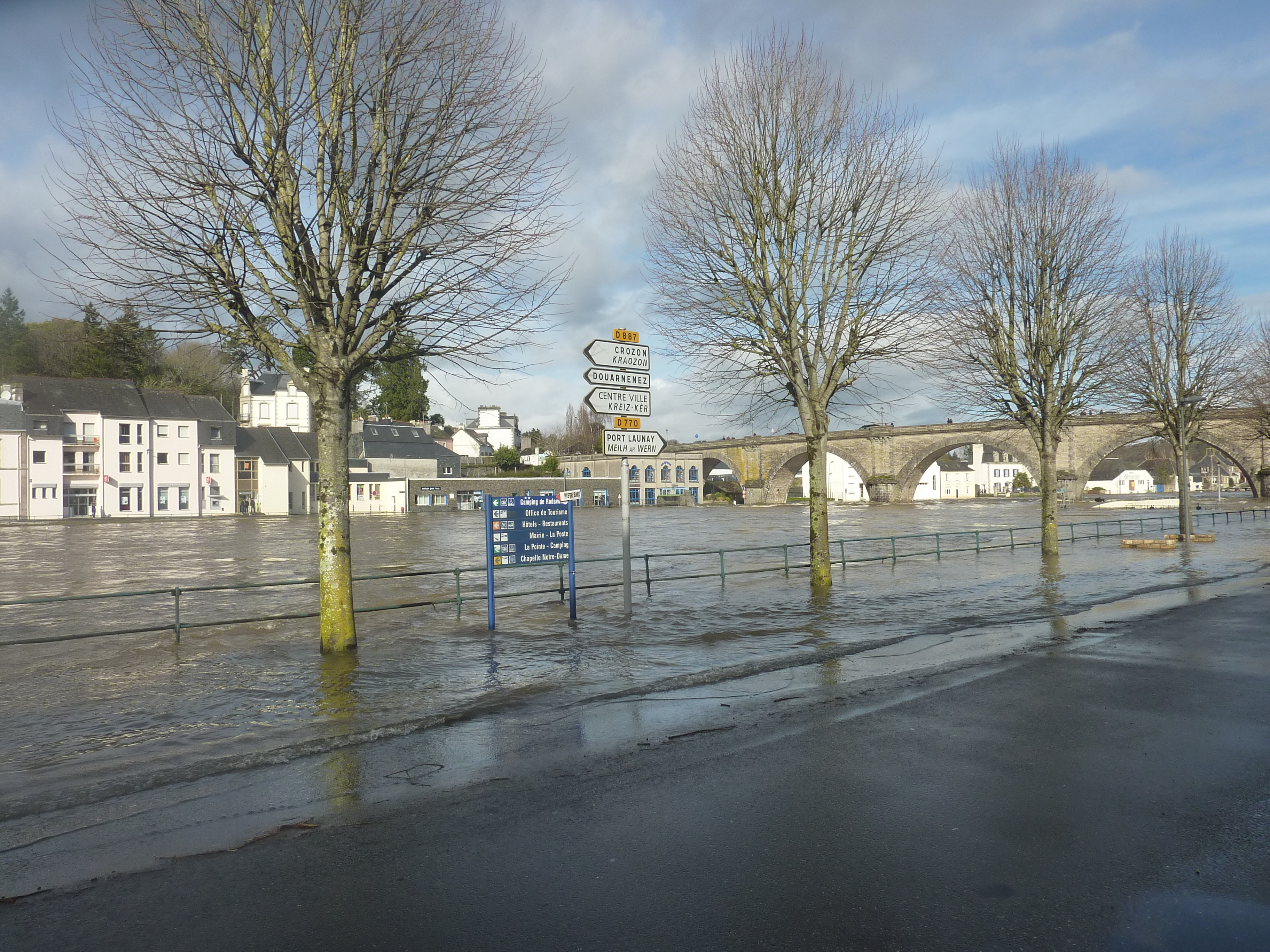
Les inondations du 7 février 2014 à Châteaulin (l'Aulne en crue déborde largement, l'eau recouvrant les quais et inondant le rez-de-chaussée des maisons riveraines) 5
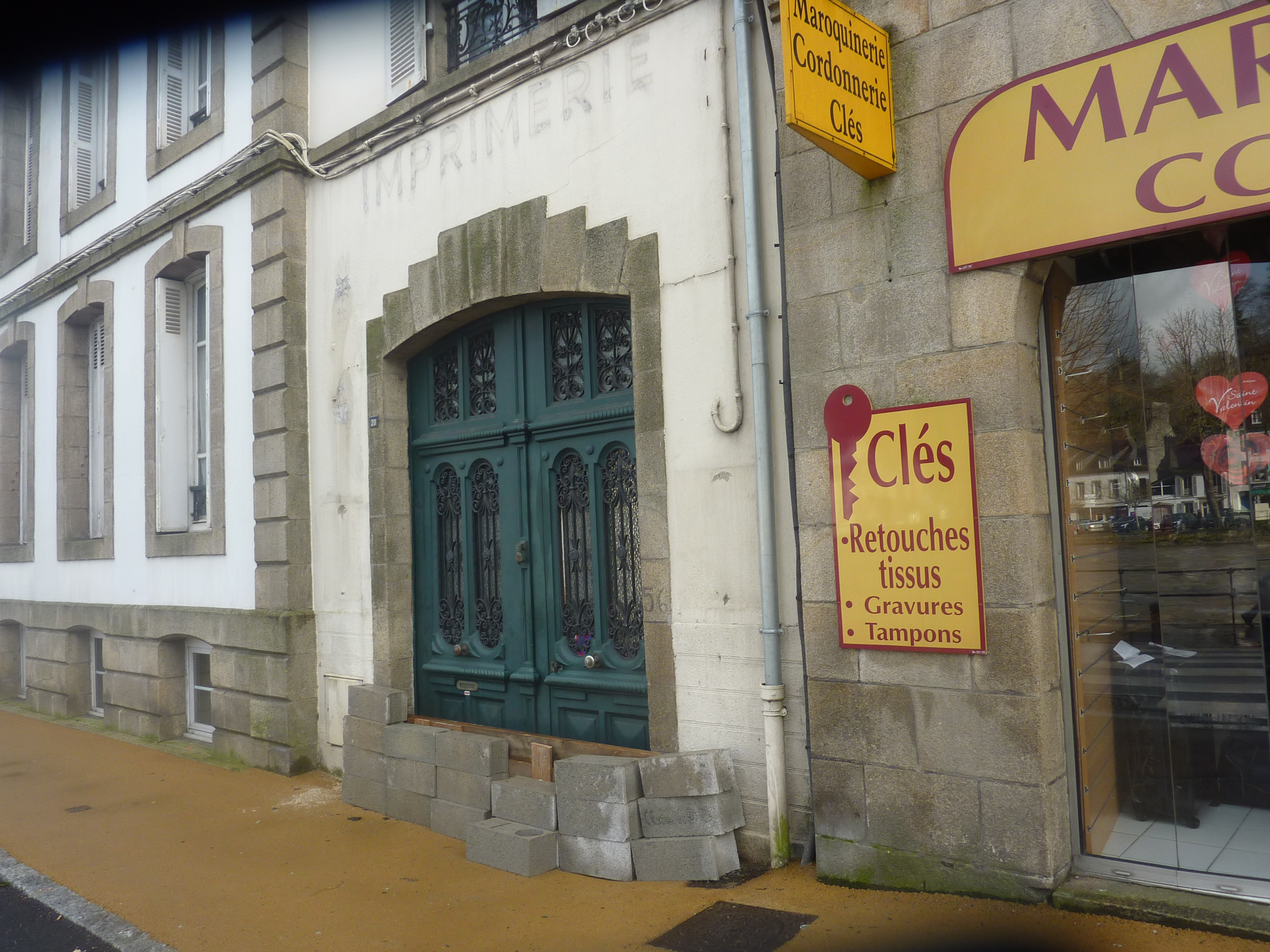
Parpaings posés à l'entrée d'un immeuble pour tenter de limiter les conséquences de l'inondation du 7 février 2014
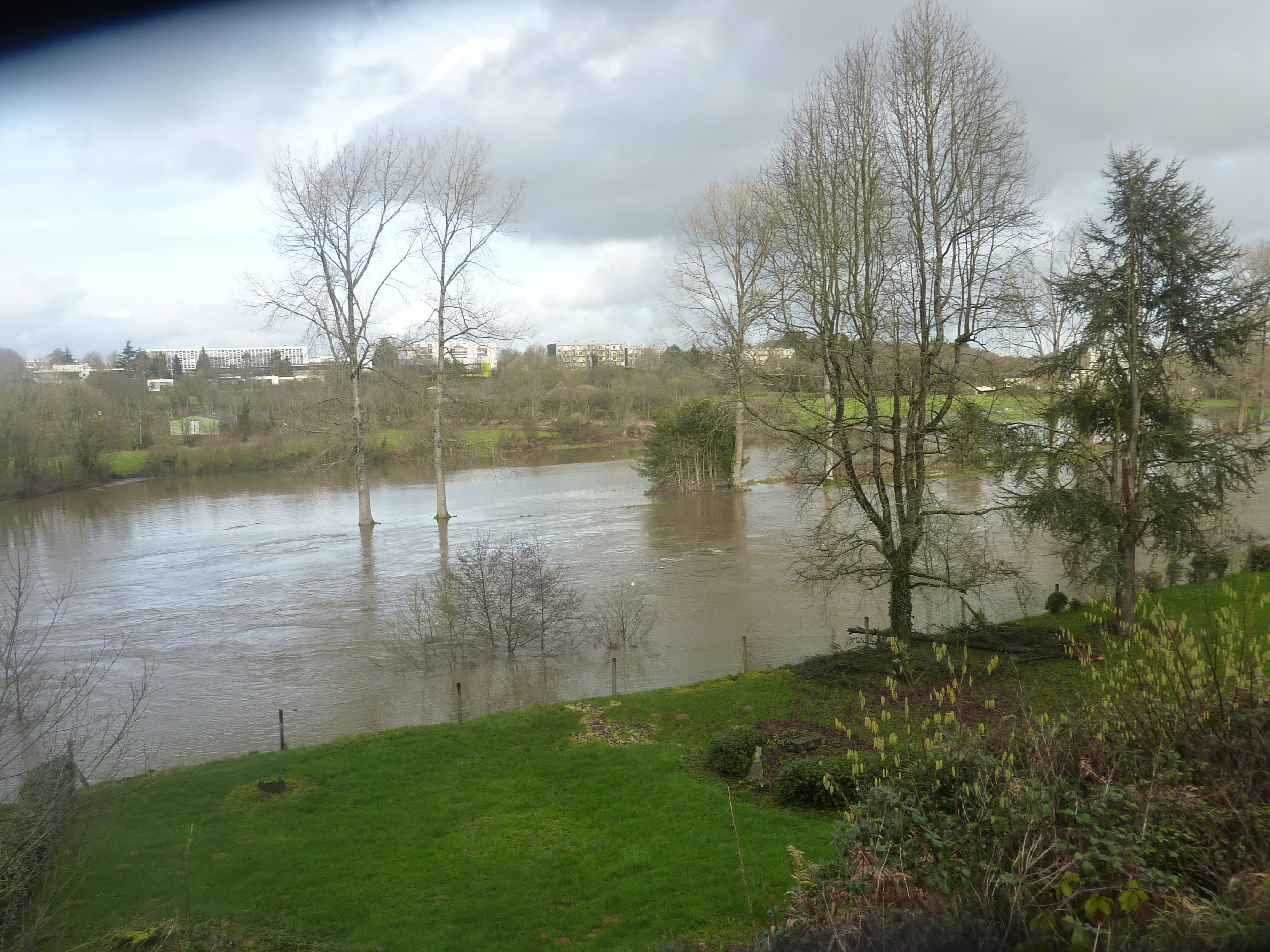
Les inondations du 7 février 2014 : l'Aulne en crue dans la campagne entre Châteaulin et Port-Launay

Le PPRI de Châteaulin, Port-Launay et Saint-Coulitz (Aulne-aval) a été approuvé par arrêté préfectoral le 12 janvier 2005.

### Climat
Pour des articles plus généraux, voir Climat de la Bretagne et Climat du Finistère.
En 2010, le climat de la commune est de type climat océanique franc, selon une étude du CNRS s'appuyant sur une série de données couvrant la période 1971-2000. En 2020, Météo-France publie une typologie des climats de la France métropolitaine dans laquelle la commune est exposée à un climat océanique et est dans la région climatique  Finistère nord, caractérisée par une pluviométrie élevée, des températures douces en hiver (6 °C), fraîches en été et des vents forts. Parallèlement l'observatoire de l'environnement en Bretagne publie en 2020 un zonage climatique de la région Bretagne, s'appuyant sur des données de Météo-France de 2009. La commune est, selon ce zonage, dans la zone « Monts d'Arrée », avec des hivers froids, peu de chaleurs et de fortes pluies.
Pour la période 1971-2000, la température annuelle moyenne est de 11,5 °C, avec  une amplitude thermique annuelle de 10,4 °C. Le cumul annuel moyen de précipitations est de 1 059 mm, avec 15,5 jours de précipitations en janvier et 7,6 jours en juillet. Pour la période 1991-2020, la température moyenne annuelle observée sur la station météorologique la plus proche, située sur la commune de Saint-Ségal à 4 km à vol d'oiseau, est de 11,8 °C et le cumul annuel moyen de précipitations est de 1 126,1 mm,. Pour l'avenir, les paramètres climatiques de la commune estimés pour 2050 selon différents scénarios d'émission de gaz à effet de serre sont consultables sur un site dédié publié par Météo-France en novembre 2022.

## Urbanisme

### Typologie
Au 1er janvier 2024, Châteaulin est catégorisée bourg rural, selon la nouvelle grille communale de densité à 7 niveaux définie par l'Insee en 2022.
Elle appartient à l'unité urbaine de Châteaulin, une agglomération intra-départementale dont elle est ville-centre,. Par ailleurs la commune fait partie de l'aire d'attraction de Pleyben - Châteaulin, dont elle est la commune-centre,. Cette aire, qui regroupe 18 communes, est catégorisée dans les aires de moins de 50 000 habitants,.

### Occupation des sols

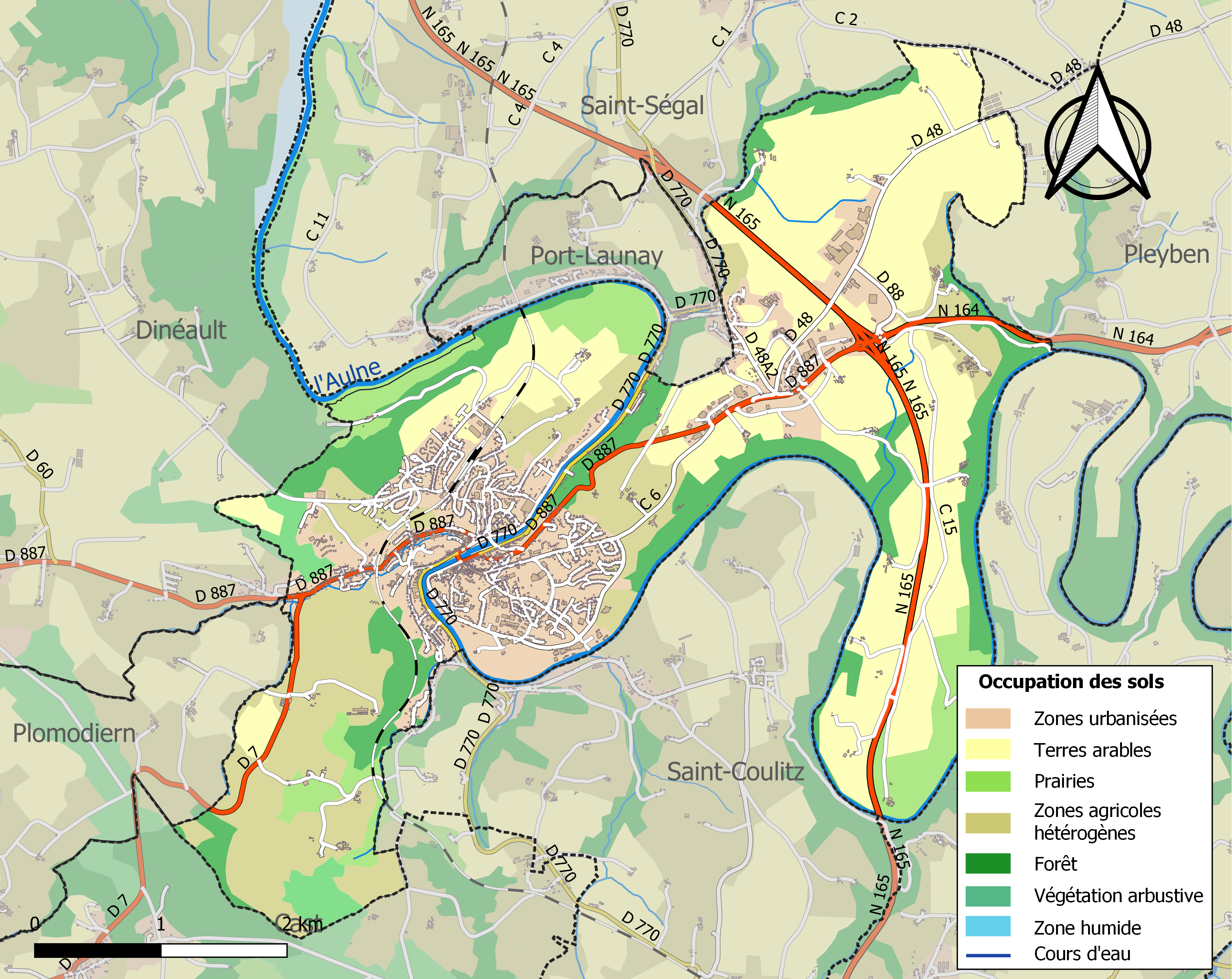
Carte des infrastructures et de l'occupation des sols de la commune en 2018 (CLC).

L'occupation des sols de la commune, telle qu'elle ressort de la base de données européenne d'occupation biophysique des sols Corine Land Cover (CLC), est marquée par l'importance des territoires agricoles (62,4 % en 2018), en diminution par rapport à 1990 (65,6 %). La répartition détaillée en 2018 est la suivante : 
terres arables (35,5 %), zones agricoles hétérogènes (18,9 %), zones urbanisées (17,5 %), forêts (13,7 %), prairies (8 %), zones industrielles ou commerciales et réseaux de communication (4,4 %), milieux à végétation arbustive et/ou herbacée (1,9 %). L'évolution de l'occupation des sols de la commune et de ses infrastructures peut être observée sur les différentes représentations cartographiques du territoire : la carte de Cassini (XVIIIe siècle), la carte d'état-major (1820-1866) et les cartes ou photos aériennes de l'IGN pour la période actuelle (1950 à aujourd'hui).

## Toponymie

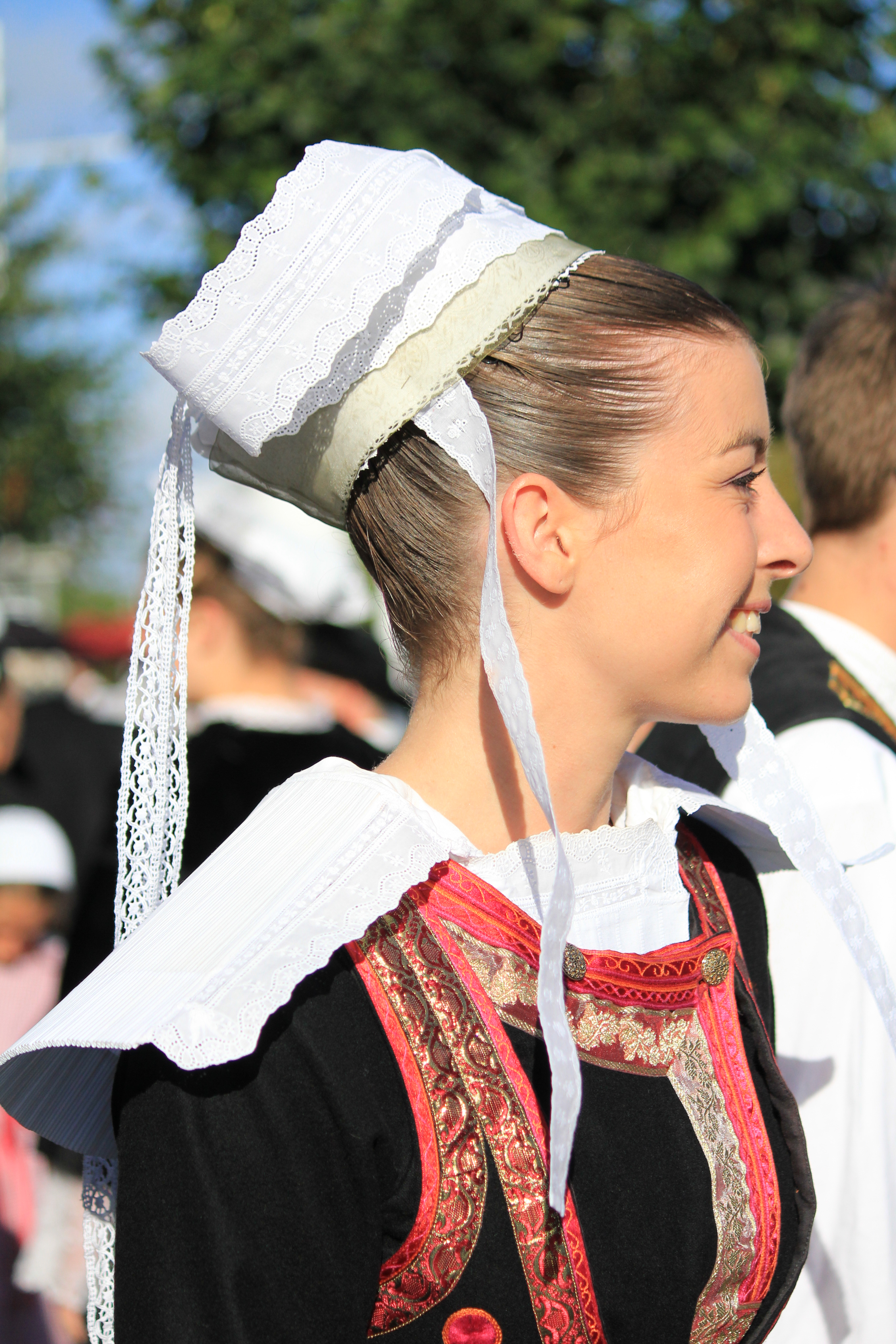
Coiffe bretonne traditionnelle à quatre côtés du Pays Rouzig

Le nom de la localité est attesté sous les formes Castellinum et Castellin en 1038.
Selon Ernest Nègre, Châteaulin procède du français castellin ou castelnin, lui même issus du bas latin castellum et du suffixe diminutif -inum, l'ensemble signifiant « petit village fortifié ».
Le nom breton de Châteaulin est Kastellin ([ˌkastɛˈlĩːn]), initialement le « château du Pays de Nin » ; « Nin » est le nom de la butte portant le château, sur laquelle s'était retiré Saint Idunet.

## Histoire
La ville est la capitale traditionnelle du Pays Rouzig qui doit son nom à la couleur rousse du droguet brun des hommes ; c'est un tissu de laine et de lin.

### Préhistoire
Dans la région de Châteaulin, plusieurs monuments mégalithiques ont été découverts. M. H. Pellay a étudié en 1928 les alignements du Ménez-Kelc'h (monts du Cercle) situés sur la commune de Cast. Les menhirs qui constituent ces alignements sont des blocs de schiste de 2 à 3 mètres de long alors que le sous-sol est constitué de grès armoricain. Ces blocs ont donc été transportés.
Le Ménez-Hom a été prospecté par de nombreux chercheurs : Paul du Châtellier, Maurice Halna du Fretay, E. Flagelle, le commandant Devoir. D'après le docteur Vourch, « le nombre de tombelles et tumuli existants dans le Ménez-Hom est tel que seule l'image de vaste nécropole rend avec exactitude l'impression ressentie ». Les tombelles sont disséminées du mont Saint-Gildas (près de Châteaulin) jusqu'à la montagne d'Argol.
Paul du Chatellier signale un dolmen à Kerluan et un tumulus à 2 km au nord-est de Châteaulin. Des vestiges préhistoriques se rencontrent fréquemment dans les communes avoisinantes, comme à Cast ou à Dinéault.

### Époques gauloise et romaine
À l'époque celtique, les Osismes, peuple très puissant, occupaient à peu près le territoire actuel du Finistère. Les seuls vestiges qu'ils ont laissés dans la région de Châteaulin sont un camp à triple enceinte dans la montagne du Nevet à Locronan (longueur 422 m).
Après la victoire de César sur les Vénètes, Publius Crassus, craignant une nouvelle révolte, dota la Bretagne de voies de communication et d'innombrables camps et postes militaires.
En raison de la position stratégique de Châteaulin, située entre Carhaix-Plouguer (centre de l'occupation romaine dans la Basse-Bretagne) et les presqu'îles de Crozon et du Cap Sizun, les Romains établirent un poste sur la butte du château. La découverte de tuiles à rebord et de briques témoigne de cette occupation romaine.
Deux voies romaines passaient par Châteaulin :
- la route stratégique (via militaris) reliant Le Mans à Camaret par Rennes et Carhaix, franchissait l'Aulne sur un gué à la hauteur du pont actuel ; elle suivait à peu près le tracé de la Grand-Rue et de la vieille route de Pleyben ;
- la voie vicinale (via vicinalis) partant de Châteaulin (ou de Carhaix) pour la presqu'île du Cap Sizun. On estime qu'elle passait par Cast et se terminait à la Baie des Trépassés où subsistent de curieux débris de constructions romaines.

Ces voies permirent à l'Armorique de participer à la prospérité générale de l'Empire romain.

### Prieuré Saint-Idunet
Vers 485, saint Guénolé édifie son monastère à l'embouchure de l'Aulne. Vers 500, alors qu'il remonte les rives du fleuve nommé Hamn jusqu'à la montagne appelée Nin, il rencontre un saint homme du nom de Idunet. Ce dernier lui fit don des terres qu'il avait reçu du roi Gradlon, à savoir « la trève de Dinan, la trève de Cuhin, Caer, Choc, Lan-lunctat, la moitié de Gumenech ». On sait peu de choses sur Idunet : il aurait vécu dans une grotte en un lieu-dit dénommé "Nin", d'où provient le toponyme Castel-Nin, aujourd'hui Châteaulin. Ce qui est sûr, c'est que, en contrebas de la colline du Vieux-Bourg où s'élève la chapelle Notre-Dame, existait au Moyen Âge un prieuré dédié à saint Idunet et relevant de Landévennec. L'église locale l'honore comme saint et le représente couramment en diacre. Il était invoqué autrefois pour l'abondance de pommes, on lui donnait en offrandes des barriques de cidre. Il avait sa fontaine, dans laquelle on puisait l'eau pour arroser les pommiers qui ne fructifiaient pas.
La date de la fondation du prieuré n'est pas connue, elle se situerait au XIIe siècle, dans un cadre de reconquête religieuse. Le rôle joué par les moines à cette époque sur la commune et ses environs demeure inconnu. Au XVe siècle, les moines abandonnent les fonctions curiales au clergé séculier mais conservent les biens et les revenus attachés au prieuré.

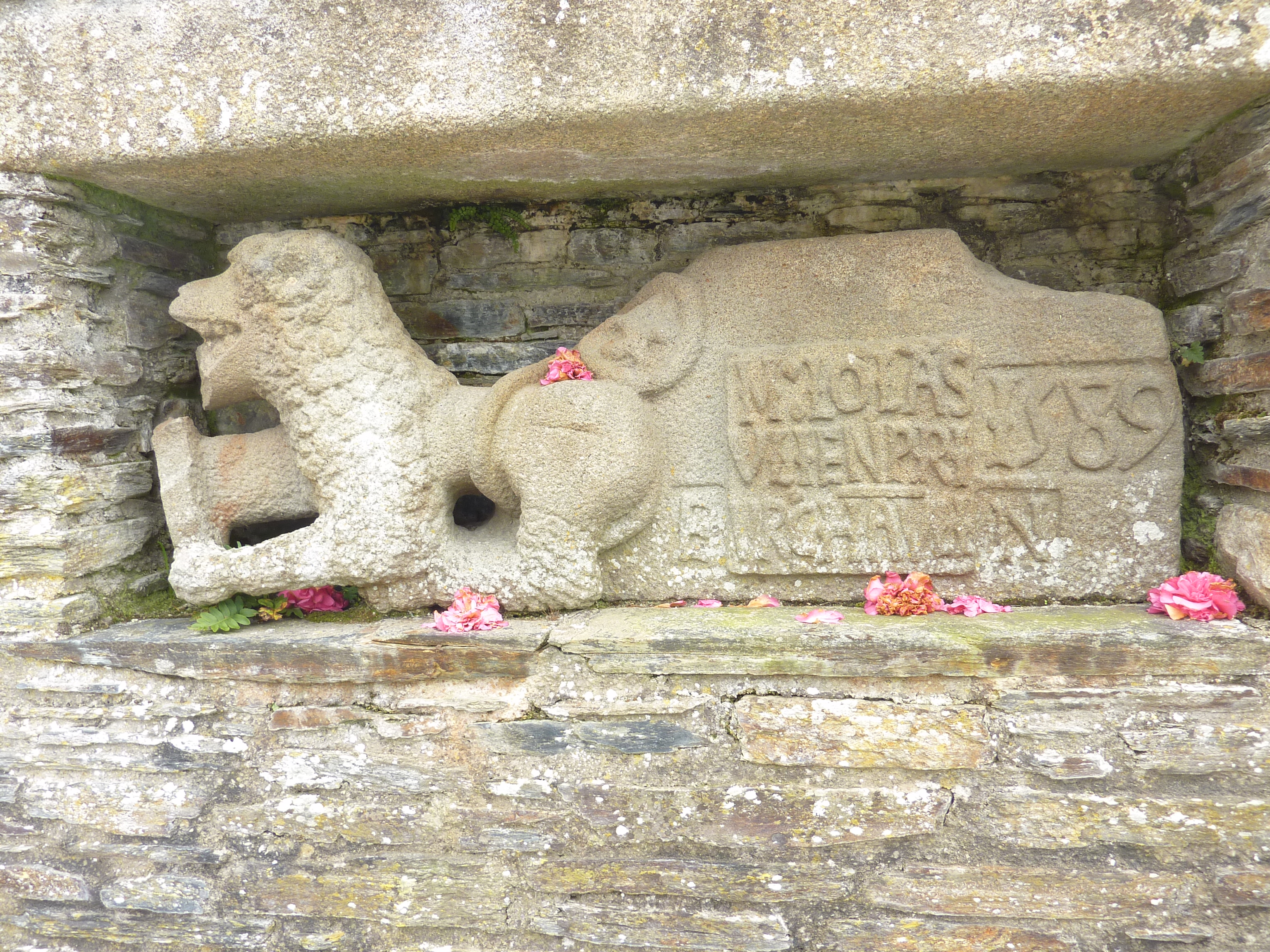
Le lion de l'ancien prieuré et l'inscription 1589

Le dernier prieur de Châteaulin, dom Pierre Lemoyne, était également prieur de l'abbaye de Landévennec, qui à la fin du XVIIIe siècle ne comptait plus que trois moines. La Révolution de 1789 entraîna la disparition de cette dernière et du prieuré de Châteaulin. La maison prieurale, devenue propriété de M. Bois, fut vendue à la commune en 1824 pour servir de presbytère.

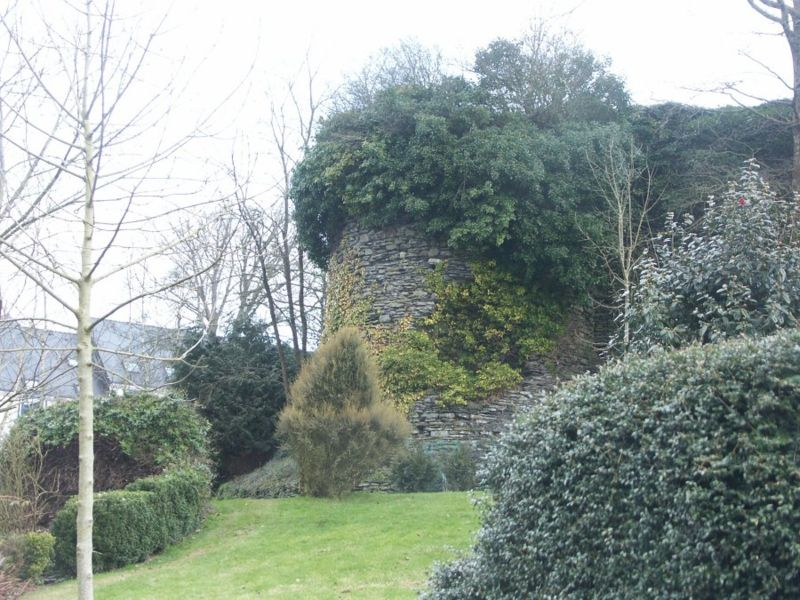
Une ancienne tour du château.

La statue encastrée dans le mur du parking du presbytère est le seul témoignage à Châteaulin du prieuré, qui dépendait de l'abbaye de Landévennec. Elle représente un lion vu de profil et tenant entre les pattes avant un blason aux armes martelées. Une pierre attenante porte l'inscription suivante : « M. LOLASULIEN PRIEUR : CHAULIN 1589 ». Cette statue se trouvait au sommet du pignon est de l'ancienne maison prieurale.

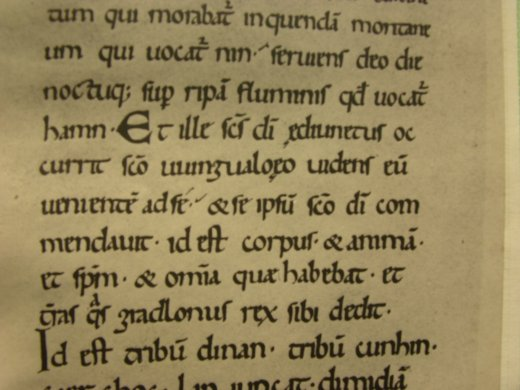
Le cartulaire de l'abbaye de Landévennec.

### Château de Châteaulin

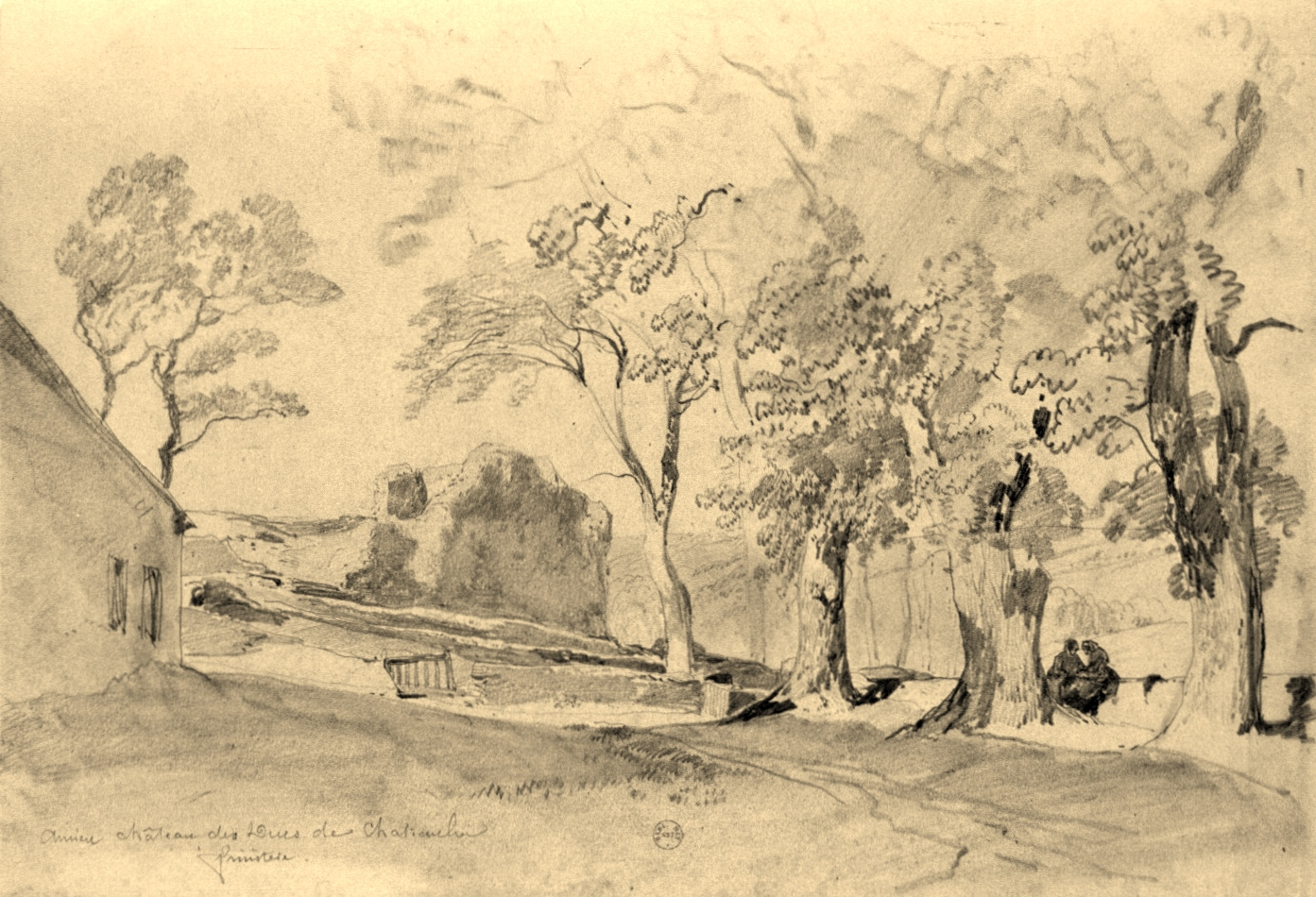
L'ancien château de Châteaulin vers 1840 (dessin d'Eugène Cicéri)

Peu de gens savent que Châteaulin fut dotée d'un château et pourtant, sur les hauteurs de la ville, près du parking de la maison de retraite, subsistent quelques ruines et notamment une tour.
La butte qu'enserraient l'Aulne et des étangs constituait un site de défense naturel. Pour se préserver des invasions et garder la voie de pénétration de la ville de l'Aulne, fut construite une motte féodale, constituée d'une butte de terre entourée de fossés. Un comte de Cornouaille, probablement Budic  castellin (de Châteaulin), y construisit un château fort au Xe siècle. Lorsque la famille comtale de Cornouaille hérite en 1066 de la couronne ducale avec Hoël II de Bretagne, la châtellenie de Châteaulin entre dans le domaine ducal. En 1084, le duc Alain Fergent fait don à l'abbaye de Landévennec des écluses, moulins et pêcheries de Châteaulin.
À la fin du Xe siècle, pour favoriser l'essor de la ville autour du château-fort, les ducs de Bretagne avaient établi l'institution du « Convenant Franc au Duc » : le serf qui quittait son seigneur ne pouvait être poursuivi s'il se réfugiait à Châteaulin et y demeurait pendant un an et un jour sans en sortir.
En 1163, Ruelen, vicomte du Faou enleva Hervé II de Léon, vicomte de Léon et son fils, Guyomarch IV de Léon, et s'enferma avec eux dans la forteresse de Châteaulin. Hamon, évêque de Léon, aidé par le duc de Bretagne Conan IV, fit le siège de la ville et s'en rendit maître.
En 1373, le château fut incendié par les Anglais avant leur départ devant l'avancée de l'armée royale de Guesclin. Il ne fut jamais reconstruit ; ses ruines servirent de carrière pour la construction de maisons et même lors de l'agrandissement de la chapelle Notre-Dame.
En 1382 la châtellenie de Châteaulin fut concédée par le duc Jean III de Monfort, ainsi que celles de Rosporden et Fouesnant, à Jeanne de Retz (née en 1331, décédée le 16 janvier 1406).
En 1689, le château et sa motte furent donnés à Yves Bauguion, prêtre desservant de Notre-Dame pour y installer un hospice. Aujourd'hui, l'hospice a laissé la place à une maison de retraite.

### Mur du Diable

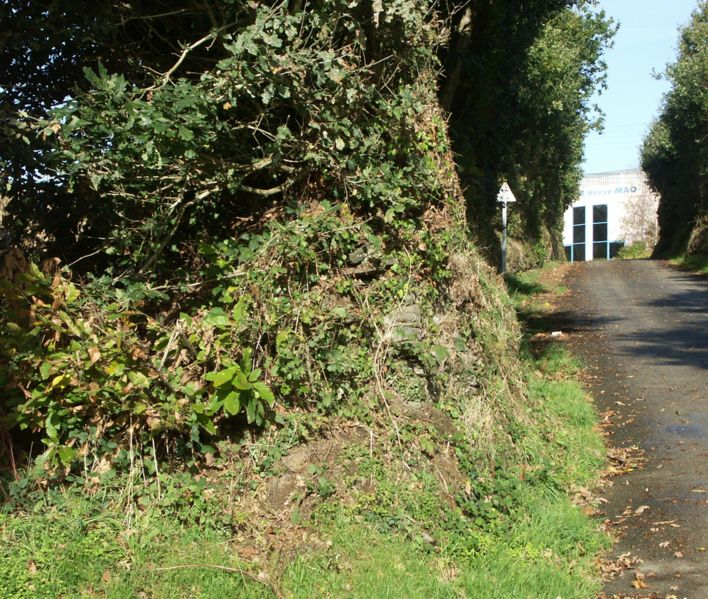
Vestiges du Mur du Diable.

Vers 1250, Jean Le Roux, duc de Bretagne, entoure les terres du domaine ducal de Châteaulin d'un mur de 2,5 mètres de hauteur et long de 32 kilomètres, doublé d'un chemin de 3 mètres de large, dénommé par la suite le « Parc-au-Duc ». Ce vaste territoire, à cheval sur plusieurs paroisses, délimitait un haras sauvage.
Ce mur, dont il reste encore quelques tronçons, se compose d'un muret de pierres sèches de 2,30 mètres environ. Il partait du château fort de Châteaulin et englobait une partie des terres de Cast, de Briec, de Lothey, de Châteaulin et la totalité de la paroisse de Saint-Coulitz. À une époque indéterminée, le parc de Châteaulin est devenu une unité administrative dont Saint-Coulitz fut le centre administratif. Au cours des siècles, ce mur n'a cessé d'intriguer les paysans de la région. Une légende naquit selon laquelle ce serait le diable qui l'aurait construit en une nuit. Ce mur devint le « mur du Diable » ou  moguer an diaoul en breton.

### Pont de Châteaulin

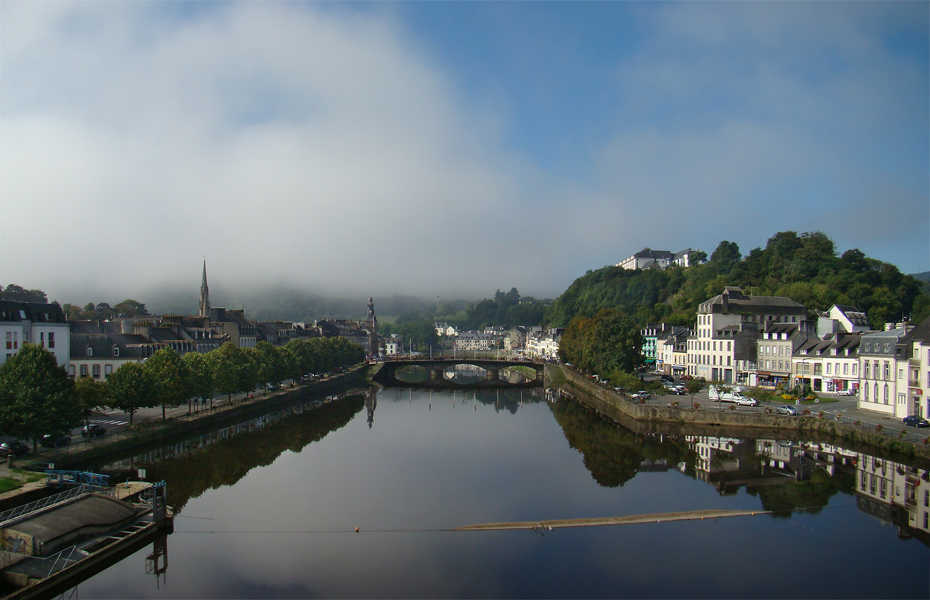
Brume matinale sur l'Aulne.

Jusqu'au XIIIe siècle, on franchissait l'Aulne à gué. Il y avait plusieurs gués : à Rodaven, le gué Rodoe-aven (passage de la rivière) ;  au bourg, Rodo-Los-Strat (passage du bas du chemin).
Au XIIIe siècle, un pont bâti de maisons remplace les divers gués qui permettaient jusque-là de franchir l'Aulne et relie les trois petits bourgs : le Vieux-Bourg (sur la butte du château), Loc-Yonnet (sur la rive droite de l'Aulne, autour du prieuré Saint-Idunet) et Lostrat (sur la rive gauche, au pied du château et au débouché du chemin d'Ahès, ancienne voie romaine, venant de Carhaix) existants ; la ville, désormais constituée, prend alors le nom de Kastell Nin, le château du pays de Nin.
D'une longueur de 217 pieds et d'une largeur de 14, le pont enjambait la rivière en dix arches d'inégales longueurs, grossièrement bâties en pierres schisteuses jointes à l'argile… Les voûtes trop basses s'engorgeaient en période de crue et provoquaient l'inondation des bas quartiers de la ville. Sur sa face amont, il y avait 7 éperons. Sur cinq d'entre eux étaient construites des maisons. La chaussée du pont était pavée. Des parapets la bordaient de part et d'autre sauf au centre du côté amont. Le tout était habillé de lierres et de broussailles.
Il n'est pas certain que ce pont soit l'œuvre des moines de Landévennec, mais ce dont on est sûr, c'est que le prieur de Châteaulin en était propriétaire, ainsi que des habitations. Ce dernier percevait un droit de péage sur les animaux et les marchandises. La perception de ce droit devait servir en partie à l'entretien du pont, mais les prieurs successifs ignorèrent cette obligation.
Finalement, le pont est partiellement détruit par une crue, le 25 décembre 1821. Monsieur Bois, riche propriétaire, le fait alors reconstruire à ses frais, mais à la condition qu'il soit concessionnaire du droit de péage pendant 7 ans. Le Conseil municipal n'est pas très enthousiaste, mais n'ayant pas d'autre solution accepte la proposition.
Le 1er janvier 1824, Monsieur Bois commence la perception de son droit de péage. Mais dès le 8 janvier, jour de foire, la foule proteste, c'est une véritable émeute populaire qui éclate. Le maire doit faire intervenir une compagnie de voltigeurs pour faire cesser les troubles… Finalement certains cultivateurs abandonnent les foires et marchés et les affaires commerciales de la ville tombent de moitié.
En juillet 1824, la population se révolte à nouveau… et le maire décide d'en référer au Ministre. L'affaire fut prise en considération puisque l'État donna 60 000 francs pour désintéresser la famille Bois. La commune paya le reste.

### Pêcheries de saumons et ardoisières

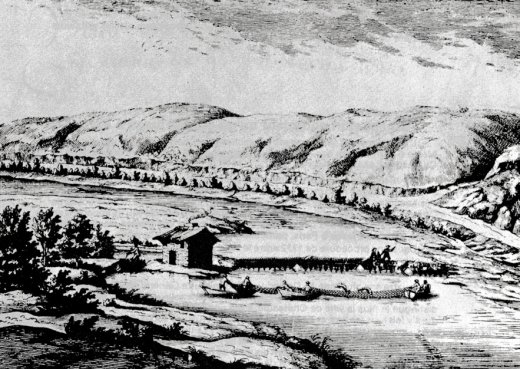
La pescherie de saumons.

Jusqu'en 1540, les pêcheries de saumon appartiennent à l'abbaye de Landévennec à qui elles avaient été données à la fin du XIe siècle par le duc de Bretagne, Alain IV, dit Alain Fergent. Au XVIIe siècle, elle appartenait au roi qui, avec les moulins, les avait afféagés pour la somme de 4 500 livres[réf. nécessaire] ; elles étaient situées à deux cents mètres environ en amont de l'ancien pont, à la hauteur de l'actuelle poste ; elles pêchaient (jusqu'à 4 000 saumons par an[réf. nécessaire]). Au XVIIe siècle, les pêcheries prospèrent : en temps de carême le saumon frais est expédié jusqu'à Paris. Le saumon figurait sur le sceau de Châteaulin et l'on surnommait les Châteaulinois "Pen Eog", c'est-à-dire "têtes de saumons".
En 1672, Albert Jouvin de Rochefort écrit, parlant de Châteaulin : « Ce bourg est considérable pour deux choses : l'une pour ce qu'il y a des perrières d'ardoise très fine qu'on vient quérir des pays étrangers par mer (...) et l'autre pour la grande pesche des saulmons ». Vers 1780, trois châteaulinois (Montalembert, Vautier, Lelièvre) s'associent pour exploiter des perrières d'ardoise dans la région et engagent une cinquantaine d'ouvriers venus des Ardennes ; d'autres ouvriers ardennais travaillent aussi à l'époque dans la carrière de Guily-Graz à Port-Launay ; des carrières sont aussi au XVIIIe siècle exploitées à Saint-Coulitz, Saint-Ségal, Lothey, Pleyben, le long de l'Aulne, les ardoises produites servant entre autres à couvrir les constructions de la marine royale dans le port de Brest, mais étant exportées jusqu'en Normandie par voie maritime à partir de Port-Launay (en 1840, par exemple, 6 000 tonnes d'ardoises embarquent à Port-Launay à destination des ports de la rade de Brest et de la Manche.
La pêcherie fut détruite en 1816, lors du creusement du canal de Nantes à Brest. L'Itinéraire complet du royaume de France, publié en 1822 pour sa 3e édition, indique : « Ce qu'on appelle la ville ne renferme guère qu'une centaine de maisons mal alignées et mal bâties. Au moyen d'une digue qui barrait la rivière un peu au-dessus de ce pont, on y voit une ancienne pêcherie de saumons. (...) Il se fait en ce pays un grand commerce d'ardoises qu'on y vient chercher même de pays étrangers ».
La construction du canal de Nantes à Brest, ouvert en 1842, va faciliter le transport des ardoises, qui seront acheminées principalement par cet axe navigable jusqu'en 1914 et provoquer l'ouverture de nouvelles carrières plus en amont à Pont-Coblant en Gouézec, à Châteauneuf-du-Faou, à Saint-Goazec, à Spézet, etc. En 1848, Louis Guizien, entrepreneur de Châteaulin, ouvre une ardoisière à Poulpichon en Saint-Coulitz. En 1874, l'arrondissement de Châteaulin compte 52 carrières d'ardoises en exploitation, occupant en tout 632 ouvriers. Déjà en 1838, les carrières de Châteaulin, Saint-Coulitz, Lothey et Saint-Ségal sont si multiples qu'elles se touchent « presque l'une à l'autre », mais Camille Vallaux constate en 1905 que ces carrières sont « toutes, sans exception, abandonnées ».
Max Radiguet, lors de son voyage à Brest vers 1865 (il prend le vapeur à Port-Launay), écrit qu'à Châteaulin « on voit au bord de l'eau, rangées en longues files (...), les minces plaques de schiste prêtes pour l'exportation ».

### Châteaulin, siège d'une sénéchaussée royale
Ancienne barre ducale, Châteaulin devint après le rattachement du duché au royaume de France en 1532, le siège d'une sénéchaussée royale dont la juridiction s'étendait sur 27 paroisses. L'auditoire et la geôle se trouvaient à l'emplacement actuel du tribunal, rue de l'église. De nombreuses juridictions seigneuriales rendaient leur justice dans la salle basse de l'auditoire. L'activité judiciaire entraînait la présence de nombreux hommes de loi.

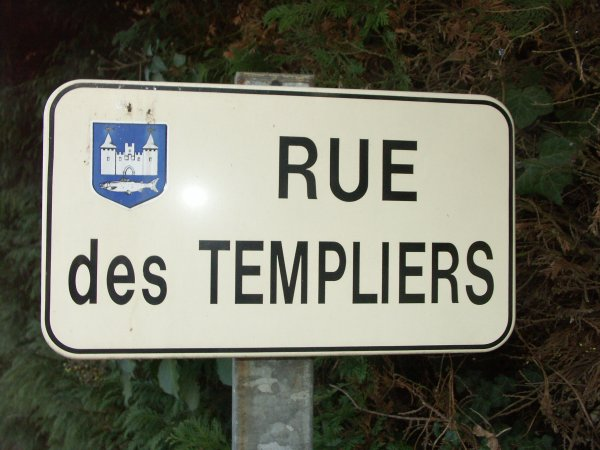
La rue des Templiers, à Kerjean.

### Aumônerie des Templiers
L'aumônerie de Kerjean fut fondée par les Templiers qui s'établirent en Bretagne en 1130. Elle dépendait de la commanderie de Quimper, qui elle-même dépendait de celle de La Feuillée.
L'aumônerie comprenait une maison charitable, une chapelle dite de Saint-Jean et quelques tenues. Elle était destinée à recevoir les pèlerins. L'établissement était également ouvert aux pauvres et aux malades. C'est là l'origine du village de Kerjean.
La chapelle devint le centre d'un pèlerinage important, Saint Jean-Baptiste étant invoqué pour la guérison des maladies de la vue. Le jour de la fête de Saint-Jean, les paroissiens de Dinéault et de Saint-Coulitz venaient, bannières en tête, assister au pardon.
La chapelle était une église gothique avec transept et abside, pavée de "pierres vertes" et dont le campanile n'abritait qu'une seule cloche.
Au milieu du XVIIe siècle la chapelle de Saint-Jean était dans un état de vétusté confinant à l'abandon. Depuis plus d'une siècle les ressources des Chevaliers de Malte ne leur permettaient plus d'entretenir la maison. L'aumônerie et ses dépendances furent cédées au vicaire perpétuel de Châteaulin qui les confia à un prêtre de la paroisse. En 1637, le chapelain de Kerjean fit construire une maison presbytérale.
Sous la Révolution, la chapelle servit de magasin de salpêtre. Elle fut vendue comme bien national. Vers 1836 un incendie la consuma. Ses pierres furent utilisées pour la construction d'une maison au village de Pennarun.
Dans les années 1950, il ne subsistait de la maison presbytérale que quatre murs envahis par les herbes.

### Châteaulin victime des guerres de la Ligue
En décembre 1593, pendant les guerres de la Ligue, le comte de Magnane, capitaine du duc de Mercœur, obtint du commandant de Quimper la permission de passer avec ses troupes par Châteaulin. « Après avoir examiné cette place, il s'avança de quelques lieues dans les terres et fit payer aux habitants des campagnes tout ce qu'il prit chez eux suivant le prix qu'on lui demanda. Mais le lendemain il revint sur ses pas, ravagea les environs de la ville, et pilla les habitants qui étaient tous riches, et qui avaient pour la plupart des meubles de prix et des tasses d'argent du poids de trois à quatre marcs ; il employa quinze jours à les mettre à contribution, après lesquels, rappelé par le duc de Mercœur, il s'en retourna chargé de butin ».
Lors des Guerres de la Ligue, en décembre 1593, après avoir saccagé la ville du Faou, « pendant quinze jours, les paroisses de Châteaulin, Plomodiern, Plounévez, Quéménéven, Locronan, furent en quelque sorte saignées à blanc par une soldatesque effrénée. Les brigands "raflèrent" tout ce qu'ils rencontrèrent, ne laissant après eux "que ce qui était trop chaud ou trop pesant" ». Ces troupes de soldats brigands étaient commandées par Anne de Sanzay de la Magnane.

### Révolte du papier timbré
C'est dans un contexte économique difficile que se déclenche en 1675, la révolte du papier timbré. La population est accablée par la hausse des impôts. De 1664 à 1675, douze nouvelles taxes sont créées pour subvenir aux besoins de Louis XIV. Ce dernier a en effet lancé de grands travaux qu'il faut financer (chantier colossal du château de Versailles, création de somptueux jardins par Le Nôtre…). Les guerres contre l'Espagne ou la Hollande (1672 – 1679) nécessitent de mobiliser des fonds.
En 1673, un papier timbré est ainsi exigé pour tout « acte authentique et judiciaire », en 1674, le monopole d'État sur la vente du tabac ainsi qu'un droit de marque sur la vaisselle d'étain sont instaurés. Il n'y eut pas de protestations au début. Mais en avril 1675, un vent de révolte, né à Bordeaux, se propage rapidement à Nantes, puis à Rennes. Le mouvement gagne les campagnes de Basse Bretagne, Pontivy, Carhaix, Châteaulin, où les châteaux furent assiégés et pillés.
À Nantes, c'est Goulven Salaün, bas-breton des environs de Châteaulin qui donna le signal en sonnant le tocsin à l'horloge de la ville.
En Cornouaille, l'annonce de l'arrivée du marquis de La Coste, lieutenant du roi en Basse-Bretagne, chargé d'instaurer la gabelle (impôt sur le sel), fait l'effet d'une provocation (il est surnommé "Le Grand Gabeleur" »).
Le matin du 9 juin 1675, le tocsin sonne aux clochers de Châteaulin et des paroisses avoisinantes. Les paysans d'une trentaine de paroisses se soulèvent et marchent vers la ville, armés de fourches, de bâtons ferrés, de fusils et de mousquets. Arrivés dans l'enceinte, sur la place aux bleds [blés], ils s'en prennent au marquis de La Coste, lieutenant du roi pour la Basse-Bretagne, surnommé par la population "le grand gabelleur", venu faire appliquer les nouveaux édits sur le tabac et le papier timbré. Le ton monte et les têtes s'échauffent, les noms d'oiseaux volent et les manifestants réclament la suppression des taxes honnies. Le sénéchal de Châteaulin, M. de Tréouret a du mal à calmer les esprits, lorsqu'un grand silence s'établit. Le marquis de La Coste arrive par la Grand Rue avec sa suite. Apostrophé violemment par un sergent qui semble être à la tête du mouvement, le lieutenant du roi pour la Basse-Bretagne lui passe son épée à travers le corps. La population exaspérée tire plusieurs coups de feu, blessant le marquis à l'épaule d'un coup de fusil. Ses hommes parviennent in-extremis à se réfugier avec lui dans une demeure amie, mais la maison est prise d'assaut et les émeutiers extorquent sous la contrainte des promesses de révocation des dits édits de la part du marquis de La Coste, qui parvient à quitter Châteaulin précipitamment pour se réfugier au château de Brest.
On ne sait pas exactement le nombre de paysans mobilisés lors de cette révolte qui dura trois mois. D'après une lettre du duc de Chaulnes, cinq ou six cents des plus mutinés veulent rompre les ponts pour empêcher qu'on aille à eux.
Cette révolte fut l'une des plus sanglantes de l'histoire de la Bretagne. Mais les villes se désolidarisèrent du mouvement paysan. Ce sera l'une des faiblesses de la Révolte du papier timbré, également appelée Révolte des Bonnets rouges en référence à la couleur des bonnets que portaient les paysans.

### Fin duXVIIesiècleet leXVIIIesiècle
En 1692, « le Roi accorda à dom Mathurin Hervé, religieux, prieur de Châteaulin, la permission de faire relever les moulins et fours banaux tombés en ruine et de forcer les vassaux à s'en servir, conformément à l'article 379 de la coutume de Bretagne ».
Dans la première moitié du XVIIIe siècle, Châteaulin a l'aspect d'un gros bourg. La ville comprend à peine une centaine de maisons dont plus de la moitié ressemble davantage à des chaumières ou des baraques.
Par contre, elle possède deux églises : Saint-Idunet qui vient d'être reconstruite en 1691 et Notre-Dame qui tombe en ruines. Le corps politique décrétant que Notre-Dame est l'église paroissiale décide que les réparations doivent se faire rapidement. Mais les moines bénédictins de Landévennec ne sont pas de cet avis. Ils réclament au vicaire perpétuel, le titre d'église paroissiale en faveur de l'église du prieuré. L'affaire dura 9 ans et ce n'est que le 8 octobre 1724, que le tribunal de Rennes donna raison aux Bénédictins.
En 1759, une ordonnance de Louis XV ordonne à la paroisse de Châteaulin de fournir 24 hommes et de payer 157 livres pour « la dépense annuelle de la garde-côte de Bretagne ».

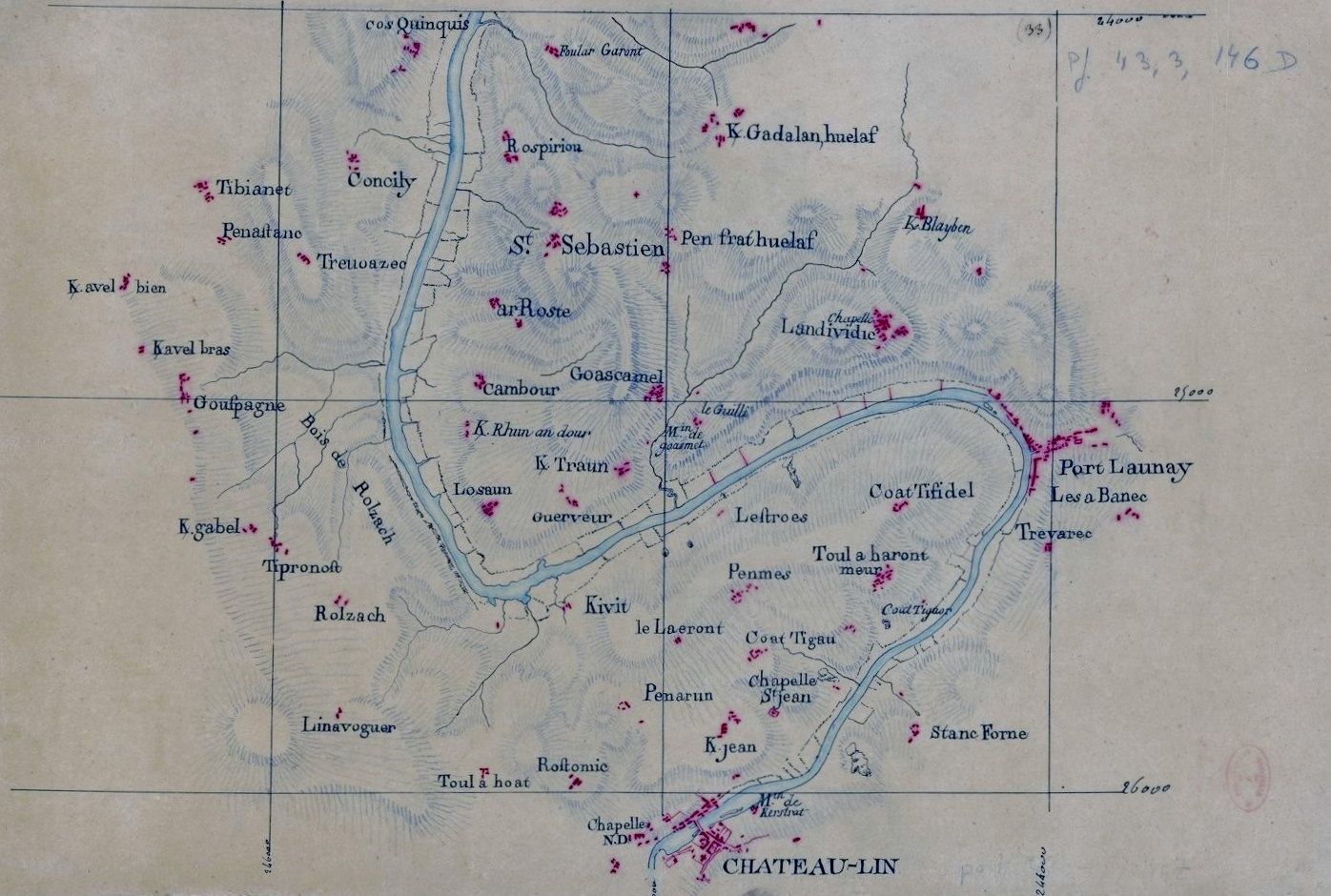
Carte de la région de Châteaulin publiée entre 1771 et 1785

Jean-Baptiste Ogée écrit en 1778 que la ville compte 1 700 communiants et qu'elle possède « une juridiction royale, une subdélégation, une brigade de maréchaussée, deux postes, l'une aux lettres et l'autre aux chevaux, et un marché par semaine ». Il ajoute :

« La rivière d'Aulne passe à Châteaulin et forme un très beau port à Launay, qui n'est éloigné de la ville que d'une demi-lieue au nord. Ses environs fournissent un grand nombre de carrières d'ardoises qu'on y vient chercher des pays étrangers et des mines de cuivre, de fer et de plomb (...) mais on est encore à commencer l'exploitation de ce riche trésor. Il se fait à Châteaulin une pêche considérable de saumons, qui dure ordinairement six mois de l'année ; savoir Novembre, Décembre, Janvier, Février, Mars et Avril. Elle appartient au Roi qui l'a afféagée, avec les moulins à eau situés dans la ville, pour une rente de 4 500 livres. La manière dont on fait cette pêche est fort amusante et très curieuse. On place un double rang de pieux enfoncés à refus de mouton, qui traversent la rivière et forment une espèce de chaussée en dessous du pont où la rivière se divise en deux parties. Ces pieux, tous près les uns des autres, sont assujettis par des boucles de fer qui les retiennent tant en dessous qu'au-dessus de l'eau. À gauche, en remontant la rivière, est un grillage sous la forme d'un coffre, d'environ quinze à seize pieds sur chaque face de son carré ; on y voit, presque à fleur d'eau, une entrée circulaire de deux pieds de diamètre, ou à peu près, environnée de lames de fer-blanc, un peu courbées en forme triangulaire, qui s'ouvrent facilement et se ferment de même. Le courant qui le porte de lui-même, et sans aucun effort, au milieu de ce coffre, entraîne le poisson qui y entre, en écartant sans peine les lames de fer blanc qui se trouvent sur sa route ; au sortir du coffre, il entre dans un réservoir dont on le retire avec des filets. »

Jacques Cambry, dans « Voyage dans le Finistère, ou État de ce département en 1794 et 1795 », nous fait de Châteaulin une description peu flatteuse : « Châteaulin n'a pas d'hôpital […] Les eaux en sont mauvaises. Point de fontaine publique, plus de boucheries, plus de boulangers, point de halles, point de caserne […] elle tombe en ruine : toutes les rues sont à réparer, toutes les maisons à relever […] Le seul pont de la ville trop étroit, mal bâti, fait courir de grands risques à toutes les voitures ; les habitans se ruinent, le commerce d'ardoises est interrompu, la pêcherie de saumons entièrement détruite ».
Une nuit de l'année 1778, des marchands de vaches qui étaient logés dans la maison, assassinèrent l'aubergiste de Prat-Guivarc'h (sur la route de Quimper à Brest à l'entrée de Châteaulin) et sa femme pour les voler. Les voleurs furent pris, conduits à Quimper et par jugement prévôtal, ils furent condamnés « à être pendus et étranglés jusqu'à ce que mort s'ensuive à une potence qui serait pour cet effet, dressé au lieu ordinaire de la ville, après quoi leurs corps seraient exposés sur le lieu de leur crime ».

### Ardoisières de Châteaulin et des environs
D'un grain très fin et belle, l'ardoise de Châteaulin (Men glaz, "pierre bleue") fut utilisée depuis au moins le XVIe siècle ; transportée jusqu'à Brest par des voiliers (la plupart des carrières se trouvaient alors entre Châteaulin et Port-Launay), elle était expédiée jusqu'en Normandie (pour couvrir par exemple l'église Saint-Maclou à Rouen) et en Angleterre. Les ardoises étaient grossièrement débitées par les carriers « perroyeurs » avant d'être façonnées par les couvreurs
En 1780, une cinquantaine de carriers originaires des Ardennes arrivèrent dans la région de Châteaulin et commencèrent à ouvrir des ardoisières plus en amont dans la vallée de l'Aulne, par exemple à Guily Glaz en Saint-Hernin et à Pont-Coblant.
Selon Louis Charpentier, dans une monographie intitulée "De Funnay à Ty Mur. Mémorable aventure d'Escailleurs ardennais qui s'en furent au pays d'Armor, exploiter les pierres d'ardoises", vers 1777 des Ardennais, venant principalement de la région de Fumay, vinrent trouver du travail dans les ardoisières de la vallée de l'Aulne, apportant avec eux l'art de mieux tailler l'ardoise. Dans l'impossibilité de trouver leur lieu réel d'origine, P.-A. Limon les surnomme "Parisiens" dans son livre "Usages et règlements locaux en vigueur dans le Finistère" publié en 1857, et les ardoises bretonnes furent surnommées "parisiennes". Cette immigration concerna principalement les communes de Port-Launay, Châteaulin, Lopérec, Saint-Coulitz, Pleyben, Lothey, Gouézec, Lennon, Spézet, Motreff, Châteauneuf-du-Faou et Saint-Goazec. Les noms de famille se sont transformés au fil du temps : les Waslet sont devenus Voachelet, Les Lefèvre sont devenus Lefeuvre, les Bouchy Bouché, etc..

### Révolution française
Pierre Louis Le Gac de Lansalut, seigneur de Kerhervé, sénéchal de Châteaulin, assisté d'un interprète pour traduite du breton en français, convoqua l'assemblée générale du tiers-état de la sénéchaussée de Châteaulin, réunissant 66 députés représentant les trois villes (Châteaulin, Le Faou, Locronan) et les paroisses rurales, le 1er avril 1789. Celle-ci désigna pour la représenter à Carhaix lors de l'élection des députés du tiers état aux États généraux de 1789 quatre délégués de Châteaulin (Pierre Louis Le Gac de Lansalut, Jean-Marie Le Golias de Rosgrand, Thomas Fénigan, Gilles Cozic de Pennanguer), deux de Hanvec (Urbain de leissegues de Légerville, Yves Nouvel), un de Saint-Thois (Alain du Boishardy) et Jacques de leissegues de Kergadio, procureur du Roi au siège royal de Châteaulin.
Jean-Marie Le Golias de Rosgrand, avocat à Châteaulin, fut élu député du tiers état aux États généraux de 1789 pour les cinq sénéchaussées de Carhaix, Châteauneuf-du-Faou, Châteaulin, Gourin et Quimperlé, puis à l'Assemblée constituante ; il fut maire de Châteaulin en 1795, administrateur (entre 1792 et 1797) du district de Châteaulin (créé par la loi du 26 février 1790), et enfin sous-préfet de Châteaulin.
Par la loi du 18 juillet 1792, la paroisse de Châteaulin est agrandie, annexant des hameaux qui dépendaient jusque-là de la paroisse de Saint-Ségal (« le Port Launay et dépendances, les villages de Lauvaidic, Tyraden, Tynevez, Coscannec, Krendraon et Kerpleiben »), d'autres de celle de Plomodiern (« les villages de Penhaon, Coatinion, Pemcines, Pénéran et le Moulin-Neuf ») et un distrait de celle de Cast (Cornahoal). Par ailleurs « tous les villages de cette dernière paroisse situés en deçà du grand chemin qui conduit de Châteaulin à Quimper (...) feront partie de la paroisse de Saint-Coulitz, réunie comme succursale à Châteaulin ».
En 1793, tout ce qui rappelle le passé doit être détruit. Le calendrier républicain a remplacé le calendrier grégorien. À la demande de la "Société populaire de Châteaulin", présidée par Le Beslond et dont le secrétaire est Thomas Fenigan, laquelle apporte son soutien à la Convention montagnarde et annonce le 4 brumaire an II (25 octobre 1793) (25 octobre 1793) que 50 citoyens volontaires de la ville sont partis pou écraser les Vendéen, Châteaulin va porter les noms de Cité-sur-Aône, de Montagne-sur-Aône et de Ville-sur-Aône, ce dernier nom étant finalement retenu le 25 brumaire an II (15 novembre 1793),. La ville retrouvera son nom quelques années plus tard.
Alain Bohan, juge à Châteaulin, député du Finistère lors de l'Assemblée législative, puis lors de la Convention, est exclu de cette dernière après le 31 mai 1793, mais réintégré après le 18 frimaire an III (8 décembre 1794) ; il fut aussi député du Conseil des Cinq-Cents sous le Directoire.

### XIXesiècle

#### Prison de Châteaulin
Située sur la place de l'église, exiguë, elle n'avait que deux pièces, une pour les hommes et une pour les femmes. Selon un rapport de 1817, elle contenait souvent une vingtaine de prisonniers, voire plus. En 1909 un rapport du sous-préfet indique qu'elle manque d'aération, de lumière et souffre de l'humidité. Elle ferma en 1926.

#### La jacquerie de 1824

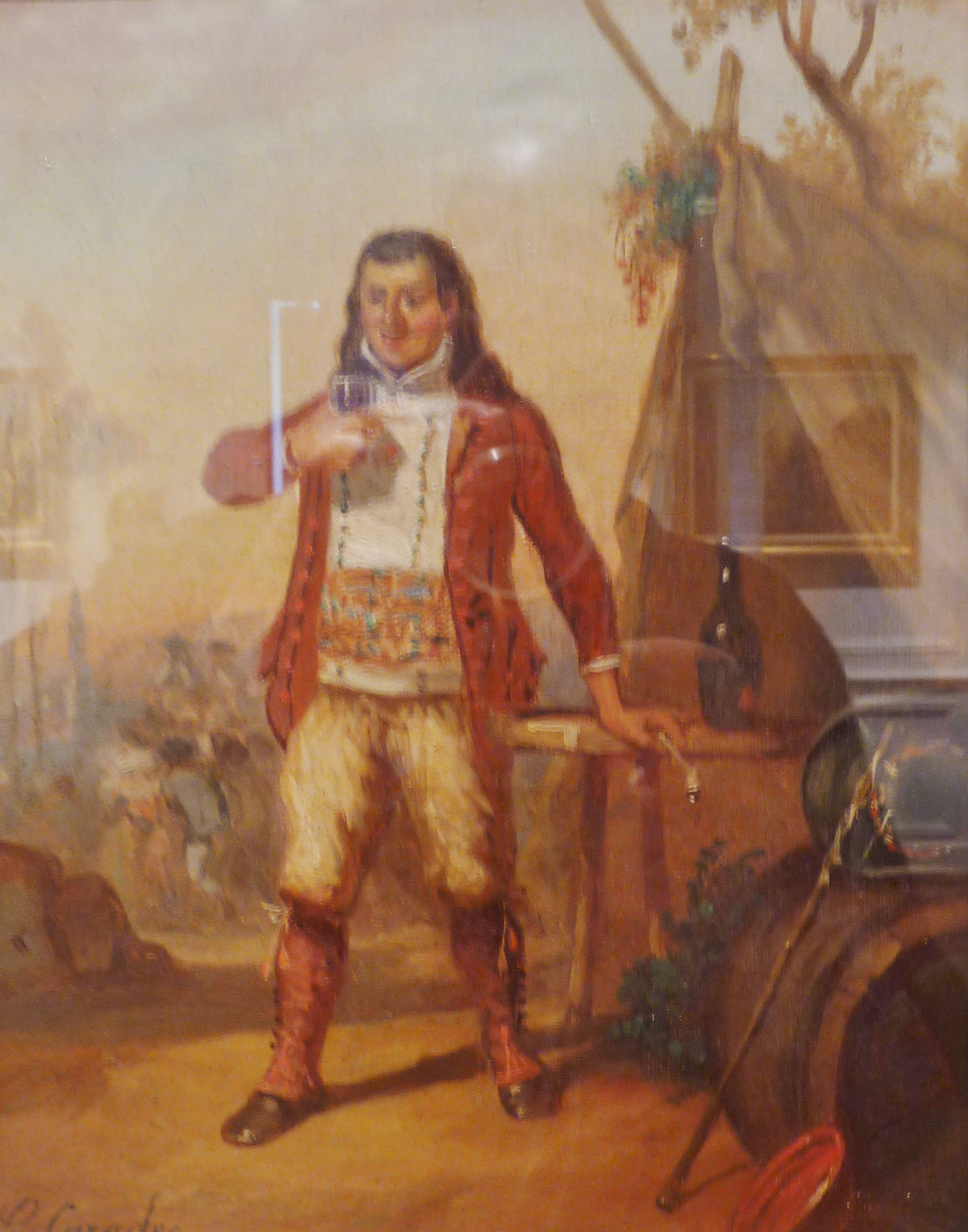
Louis Caradec : Homme de Châteaulin (Musée départemental breton de Quimper).

Le 8 janvier 1824, près de 4 000 personnes se retrouvent à la foire de Châteaulin. À la fin de celle-ci, trois à quatre cents paysans forcent les barrières du péage qui venait d'être établi sur le pont franchissant l'Aulne, dont la reconstruction avait été financée par un particulier, le sieur Bois, moyennant la concession d'un péage pendant sept années.

#### Transformations de Châteaulin

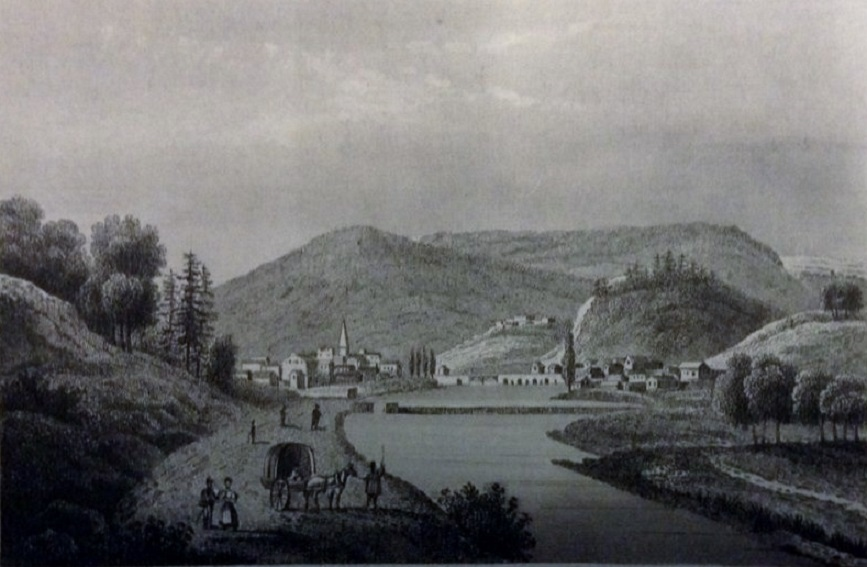
Châteaulin au milieu du XIXe siècle (gravure de Jean-Marie Bachelot de La Pylaie)

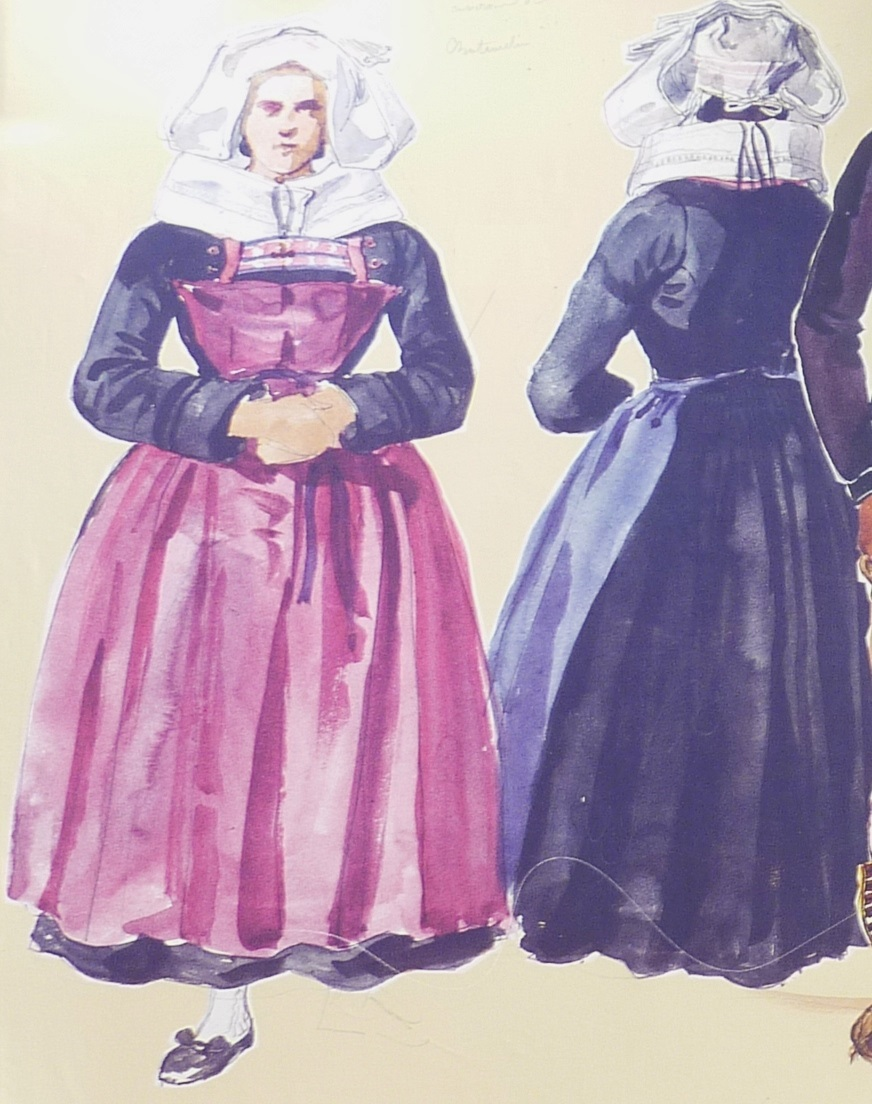
François Hippolyte Lalaisse : Femme de Châteaulin (Galerie armoricaine, 1848)

Châteaulin se développe dans les premières décennies du XIXe siècle ; A. Marteville et P. Varin, continuateurs d'Ogée, décrivent ainsi la ville en 1843 :

« On a tellement construit depuis quelques années à Châteaulin, que cette ville offre un aspect des plus élégants. Sa position sur le canal de Nantes à Brest, au fond d'une vallée formée d'immenses collines, est pittoresque et animée. Cette ville manque encore de beaucoup d'établissements indispensables, entre autres d'un hospice et de halles convenables, enfin d'une mairie ; depuis quelque temps, on a amélioré le service des eaux potables. L'abondance du saumon dans la rivière est démontrée par ce que dit Ogée. Malheureusement l'établissement des barrages et des écluses a bien diminué cette abondance qui, selon M. de Robien, était de 4 000 saumons par an. »

Les mêmes auteurs indiquent que Châteaulin possède alors, pour une superficie totale de 2 037 ha, 991 ha de terres labourables, 115 ha de prés et pâtures, 71 ha de bois, 678 ha de landes et incultes, et que la commune possède quatre moulins. Des foires s'y déroulaient alors les 12 mars, 6 mai, 18 octobre, 23 novembre et le premier jeudi de chaque mois.

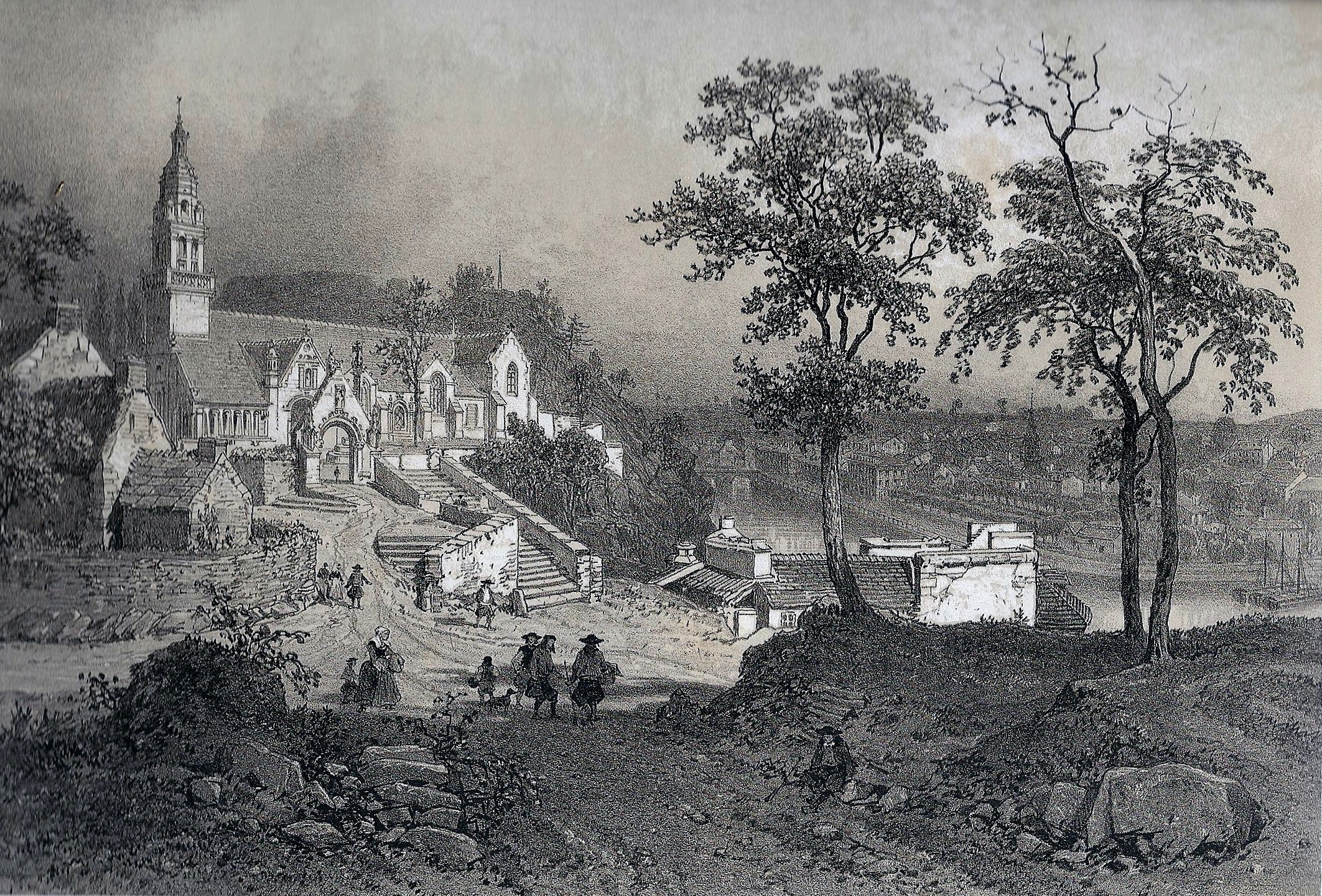
Châteaulin, vue prise de la chapelle de l'ancien cimetière" (dessin d'Eugène Cicéri, 1867).

Dans les années 1860, malgré quelques améliorations (construction du nouveau pont, aménagement récent des quais, construction de la gare d'Orléans…), Châteaulin ressemble toujours à un gros bourg. Elle ne dispose pas d'édifices importants et encore moins de halles. Les rues sont étroites et sales… La petite église de Saint-Idunet et celle de Notre-Dame sont en très mauvais état.
Mais à partir de 1865, une série de travaux va considérablement modifier le visage de Châteaulin, qui va prendre davantage les traits d'une ville digne de ce nom et digne d'une sous-préfecture alors que la localité ressemblait jusque-là davantage à un gros bourg rural.
La première des réalisations est la construction d'un marché couvert, à proximité de la place du Marché. Puis, on met un toit au marché au blé, si fréquenté à l'époque. Cette halle au blé a ensuite été intégrée lors de la construction du nouvel hôtel de ville.
L'église Saint-Idunet en très mauvais état fut reconstruite en 1869, dans le style néogothique sur les plans de l'architecte Joseph Bigot.
C'est à cette période que des établissements scolaires voient le jour. En 1867, une salle d'asile est construite au bout de la venelle de Kerstrat, ainsi que l'école Saint-Louis. Un an plus tard, un pensionnat pour jeunes filles, tenu par les sœurs du Saint-Esprit, ouvre ses portes dans le quartier de la Plaine.
Le canal de Nantes à Brest fut construit pour débloquer Brest par l'arrière-pays. Commencés en 1810, les travaux s'achevèrent à Châteaulin par l'inauguration de l'écluse maritime de Guilly-Glas et du bassin à flot par Napoléon III et l'Impératrice Eugénie, en 1858.
En 1838 25 carrières d'ardoises et 5 souterraines longent l'Aulne canalisée ; en 1840, 32 ardoisières fournissaient du travail à 486 ouvriers (sans compter les femmes et les enfants qui s'occupaient du triage des ardoises) et produisaient 24 millions d'ardoises, beaucoup étant exportées par Port-Launay. La plupart des carrières fermèrent vers la fin du XIXe siècle ; en 1952 il n'en restait que 9 en activité.
Au début du XXe siècle la mise en place du réseau ferroviaire et le développement routier permettent l'ouverture de centres d'extraction situés plus à l'est ainsi qu'en plein cœur des Montagnes Noires.

#### Économie sous le Second Empire

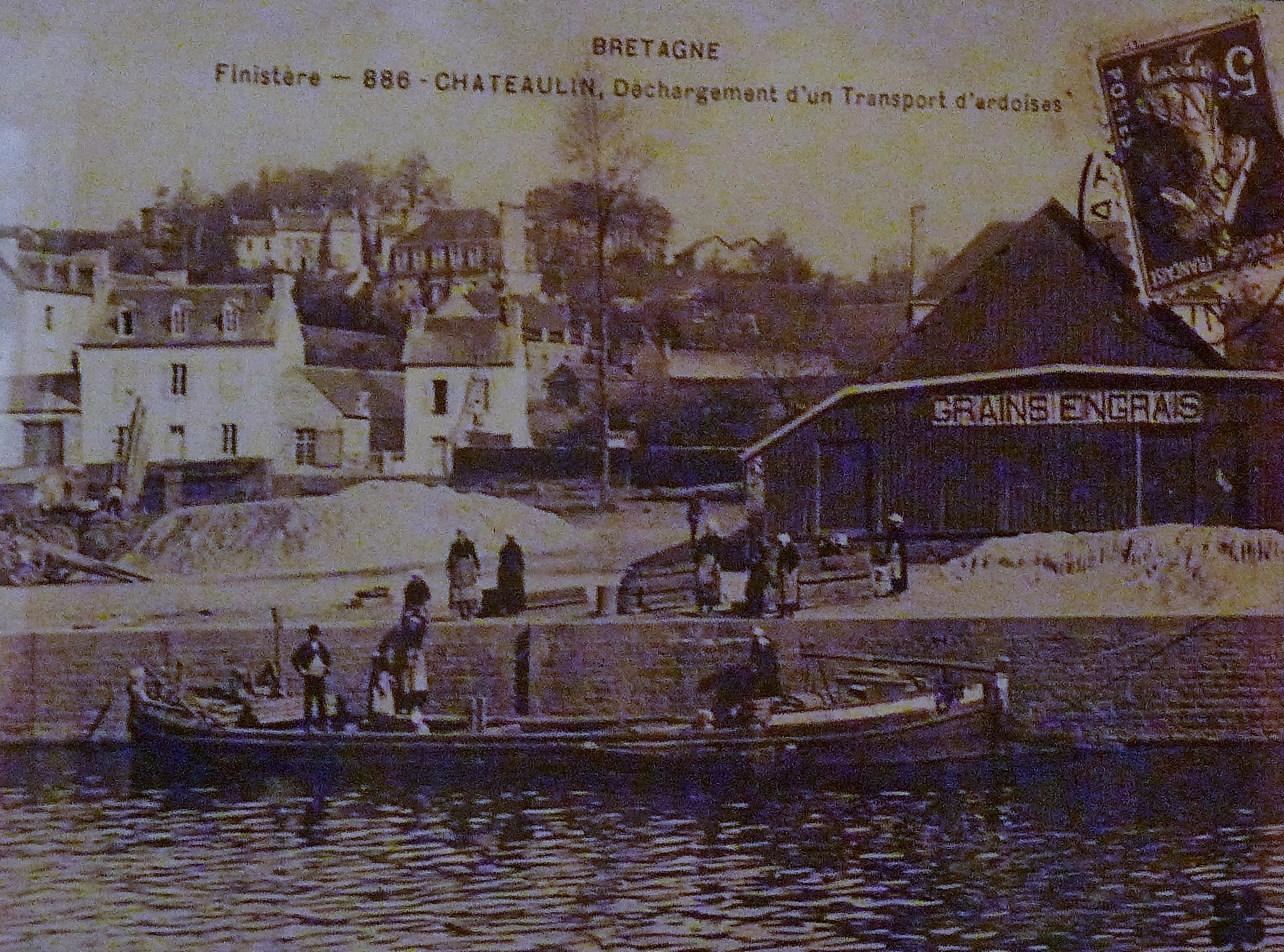
Déchargement d'un transport d'ardoises à Châteaulin à la fin du XIXe siècle

Sous le Second Empire, l'activité dominante de Châteaulin reste l'industrie ardoisière. Elle emploie une centaine de carriers dans les carrières de Lostang, du château, de la Grande Carrière… Mais cette situation ne va malheureusement pas durer. En effet, le canal de Nantes à Brest, qui dans un premier temps a permis à cette industrie de se développer, va lui porter préjudice, puisque l'extraction peut maintenant se faire beaucoup plus en amont, sur Lothey, Châteauneuf…
L'agriculture est le second grand employeur, mais la situation des journaliers est précaire, puisque le travail est saisonnier.
En ville, on trouve surtout de petits commerces : bouchers, boulangers, pharmaciens, cabaretiers… À ces derniers s'ajoutent les professions liées à la présence du tribunal d'instance : juges, avocats, avoués, greffiers… Ils constituent, avec les docteurs et quelques gros marchands, la bourgeoisie châteaulinoise.
Le marché couvert de Châteaulin (dénommé de noos jours "les Halles"), construit selon les plans de l'architecte Jules Boyer, ouvre en 1867.

#### Arrivée du chemin de fer et le réseau breton

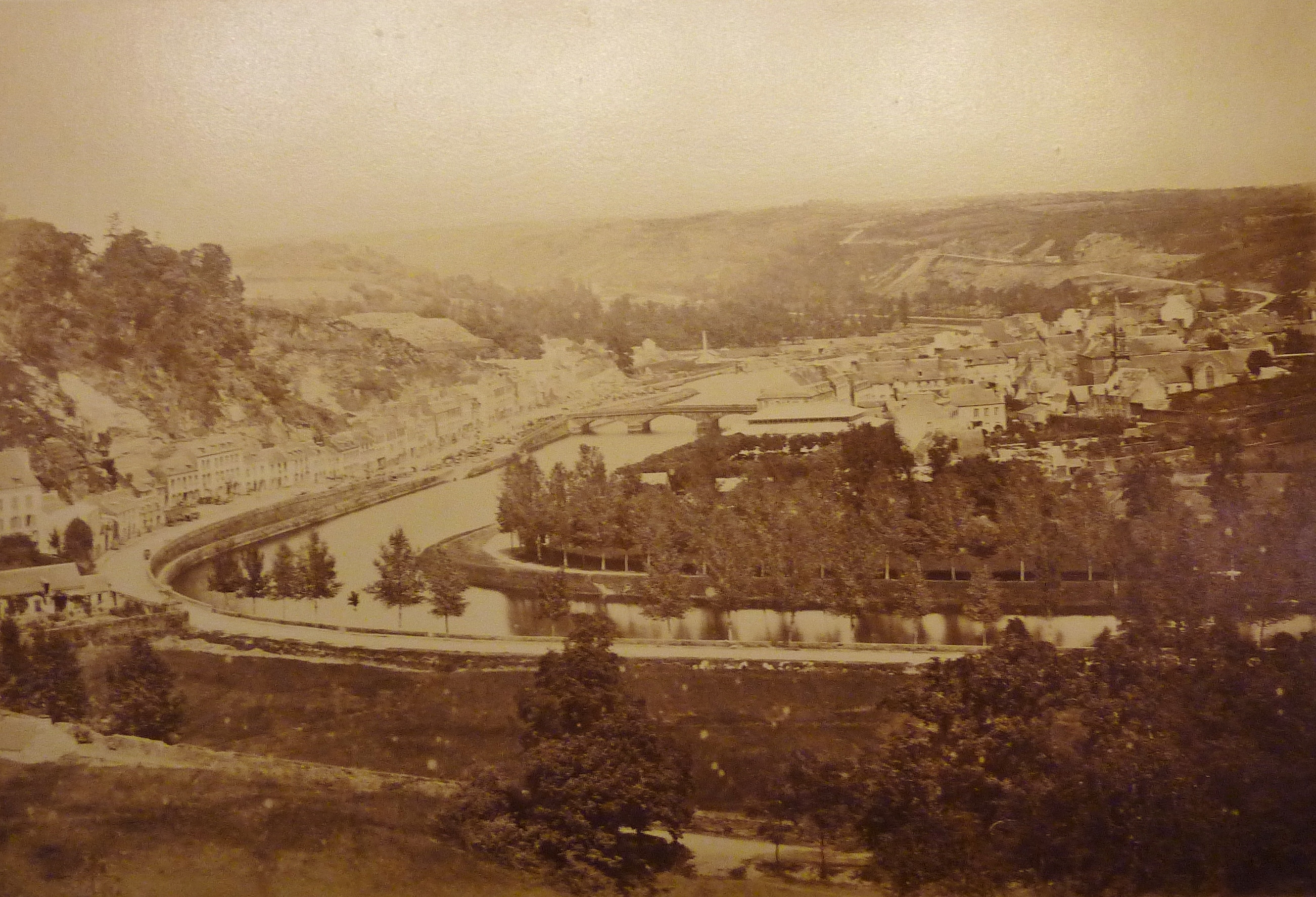
Châteaulin dans la seconde moitié du XIXe siècle (photographe inconnu, musée de Bretagne)

C'est en 1864 que s'effectue la construction de la ligne Nantes / Quimper / Landerneau par la Compagnie du chemin de fer de Paris à Orléans. C'est de cette période que date le viaduc de Kerlobret et la gare que l'on appelle la gare d'Orléans. Quelques années plus tard, elle est reliée avec la ligne du Réseau breton, en provenance de Carhaix.
C'est dans le but de mettre fin à l'isolement du Centre-Bretagne, qui souffrait d'un manque évident de voies de communication, que fut décidée à la fin du XIXe siècle la construction d'un réseau de chemin de fer à voie étroite (voie d'un mètre de large). C'est la Compagnie des chemins de fer de l'Ouest qui prit en charge les travaux qui s'étalèrent de 1886 à 1925, mais par convention du 5 mars 1886, elle en confia l'exploitation à la Société Générale des Chemins de Fer Économiques (S.E.). Ainsi naissait le réseau breton.

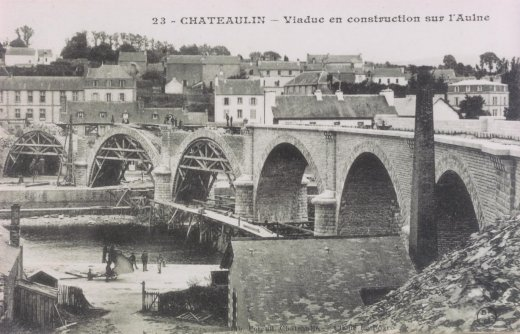
La construction du viaduc (ligne du Réseau breton)

Le 2 août 1906, la ligne Carhaix / Châteaulin-ville est mise en service entre Pleyben et la gare de Châteaulin-Ville. Mais le raccordement entre Châteaulin ville et la gare d'Orléans (Gare de Châteaulin-Embranchement), ne se fera qu'en 1907, après la construction du viaduc du centre-ville sur l'Aulne, en 1906. La liaison entre les deux gares est inaugurée le 15 décembre 1907.

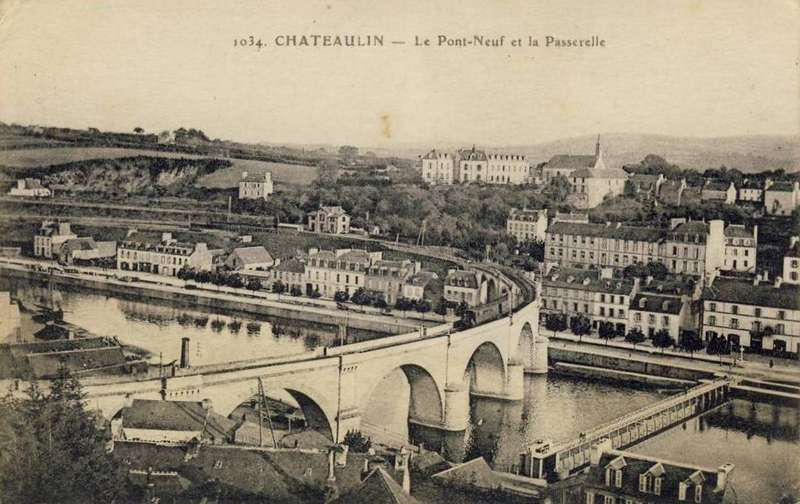
Châteaulin : le viaduc ferroviaire vers 1910
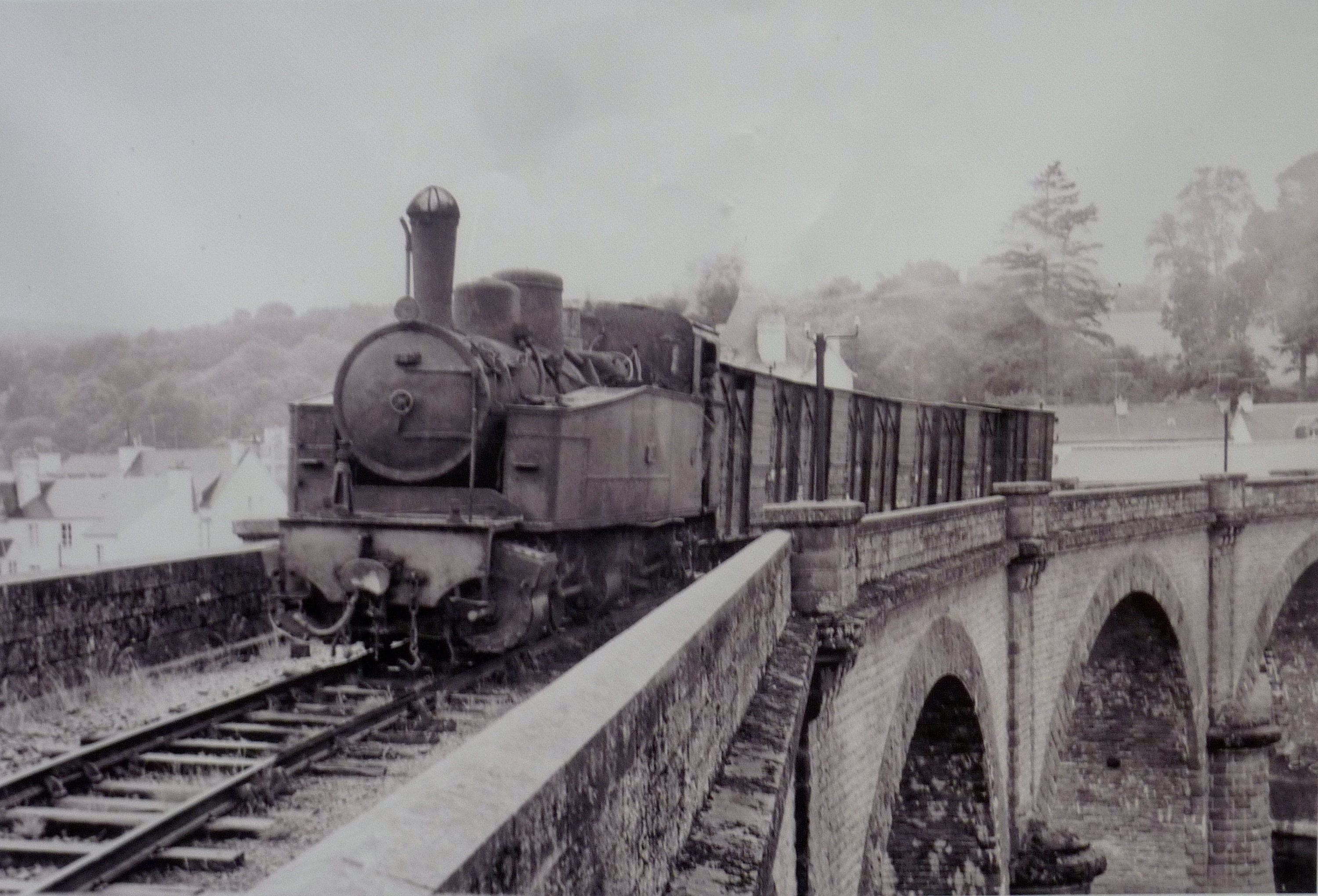
Un train du "Réseau breton" à voie métrique passant sur le viaduc en courbe franchissant l'Aulne à Châteaulin au début du XXe siècle 1
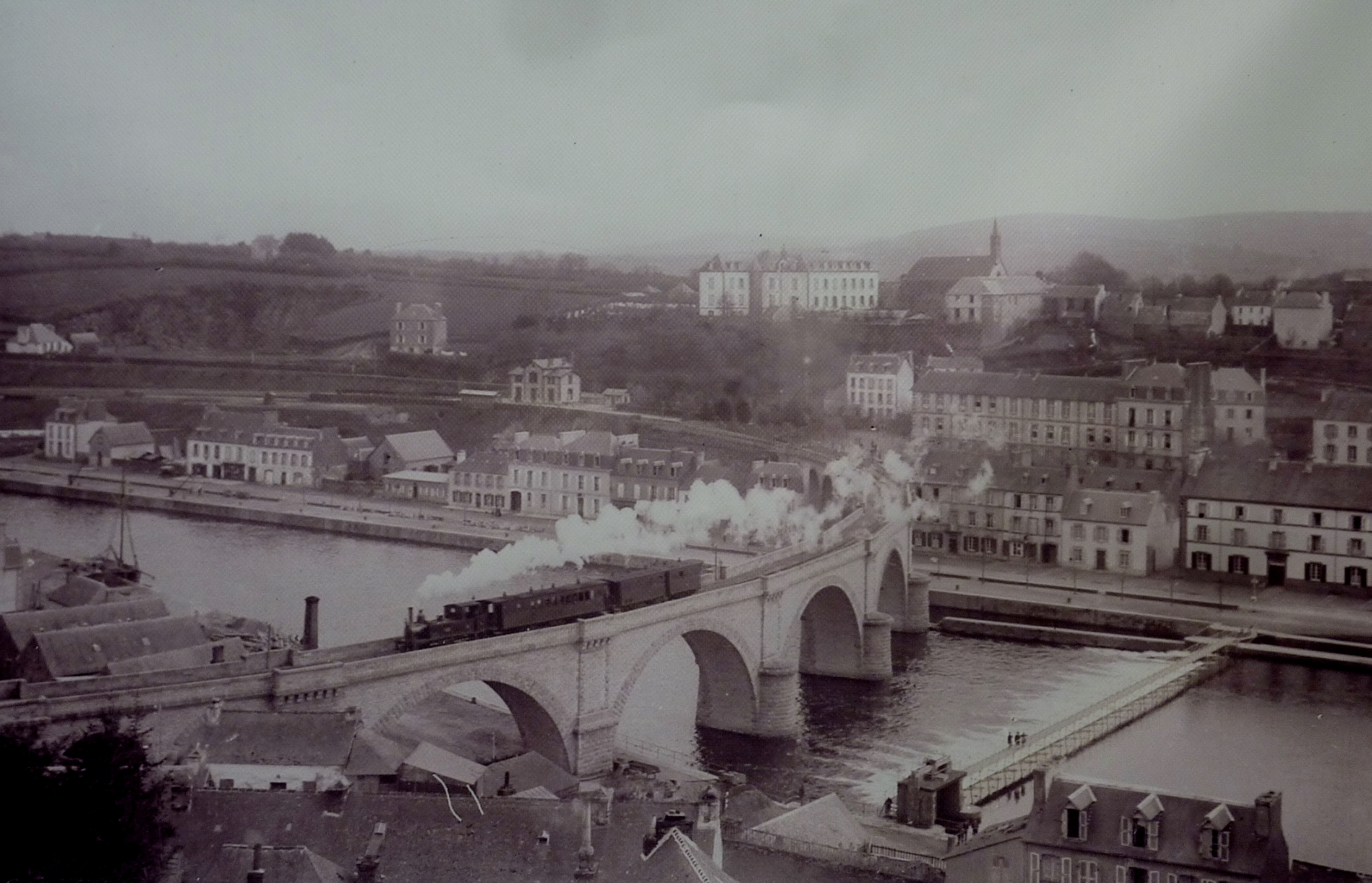
Un train du "Réseau breton" à voie métrique passant sur le viaduc en courbe franchissant l'Aulne à Châteaulin au début du XXe siècle 2
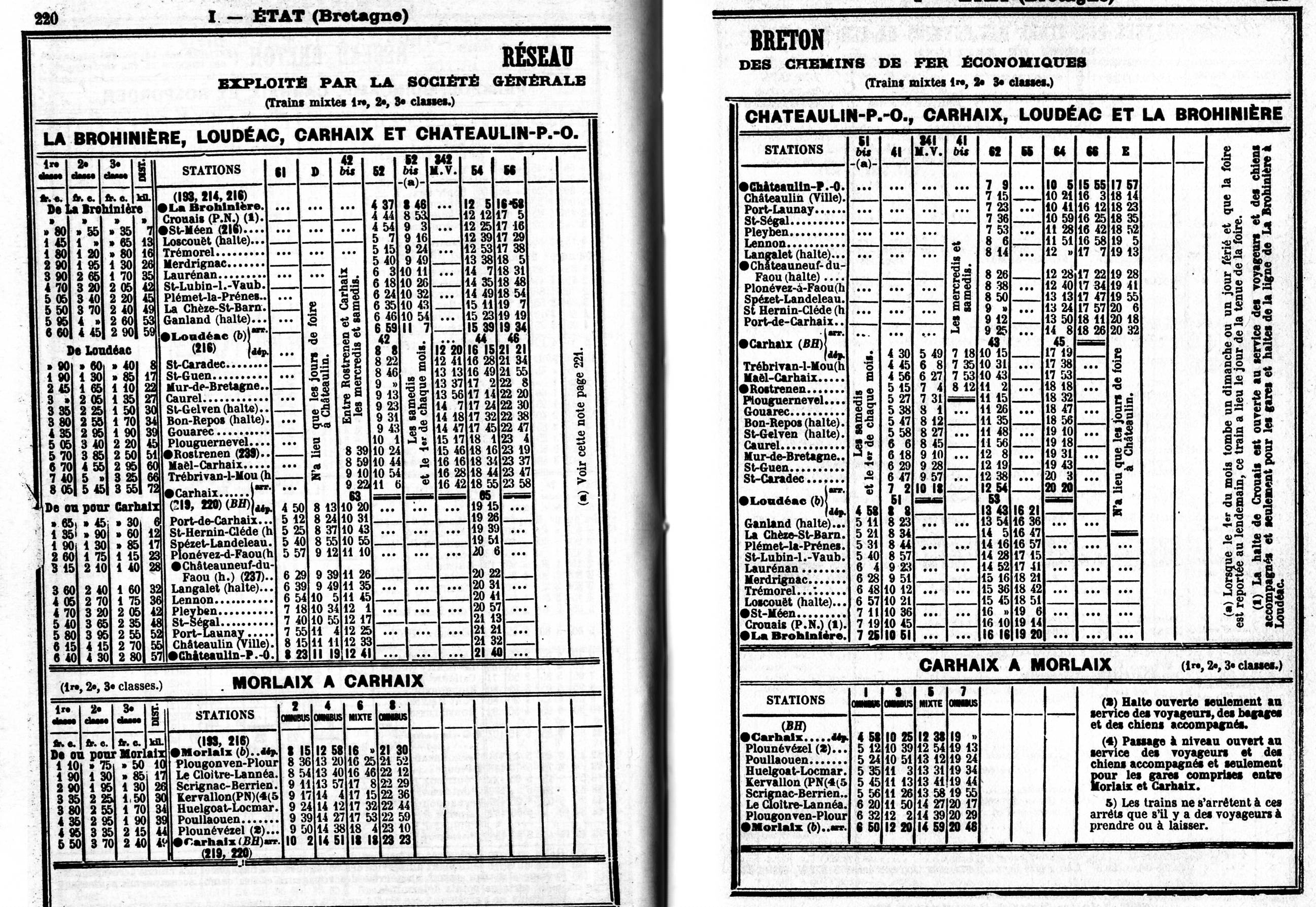
Livret horaire du Réseau Breton (Lignes La Brohinière, Loudéac, Carhaix, Chateaulin et Morlaix - Carhaix)
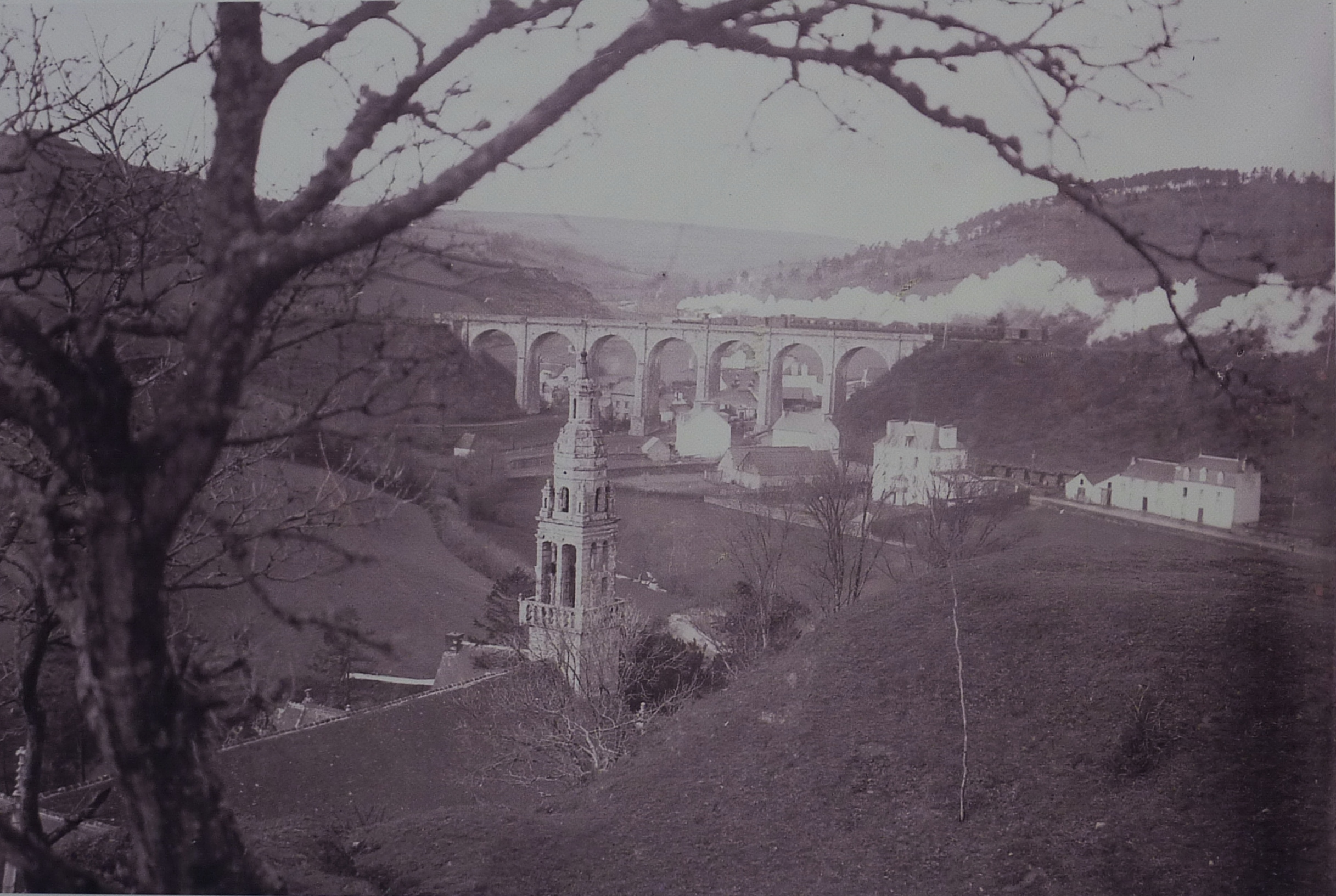
Train passant sur le viaduc ferroviaire de Port-Launay au début du XXe siècle

Le train servait au transport de voyageurs et de marchandises, notamment agricoles. Après la Deuxième Guerre mondiale, âge d'or de la production de plants de pommes de terre, un à trois trains quittaient Châteaulin tous les soirs, remplis de pommes de terre.
Dans les années 1960, le dépeuplement des campagnes, le développement de la motorisation individuelle, sont deux des raisons de la dégradation financière du Réseau Breton… Le 10 avril 1967, le trafic voyageur est supprimé ainsi que tout trafic sur la ligne de Camaret. En septembre 1967, c'est la fermeture effective des lignes Carhaix / Châteaulin et Carhaix / Loudéac au trafic des marchandises, marquant la fin du Réseau Breton.
Le chemin de fer a ainsi permis le développement économique de la région. Outre la pomme de terre, on expédiait du blé, des bestiaux, de l'ardoise… et on importait houille et engrais marin.

#### Célèbre affaire criminelle
Le soir du 3 septembre 1876, jour de foire et de pardon à Châteaulin, le corps ensanglanté de Marie-Louise Madec, trente deux ans, est retrouvé dans un fossé sur la vieille route de Pleyben par un cultivateur de retour du pardon, Corentin Le Foll, qui est suspecté dans un premier temps, ses vêtements étant maculés de sang car il a saisi à bras-le-corps le cadavre lorsqu'il l'a trouvé. Les soupçons se portent vite sur Marc Morvan, un soupirant éconduit de la victime, dont il avoue le meurtre de dix coups de couteaux ainsi que le viol nécrophile. Il est condamné à mort le 11 janvier 1877 par la Cour d'assises du Finistère et son exécution est prévue sur l'une des places publiques de Châteaulin, mais il est gracié par le président de la République Mac-Mahon. Il passa 40 ans de sa vie au bagne.
« La brutalité des mœurs du pays [de Châteaulin], entretenue par l'usage excessif des boissons fortes, constitue une menace permanente contre la paix publique » affirme un procureur en 1877.

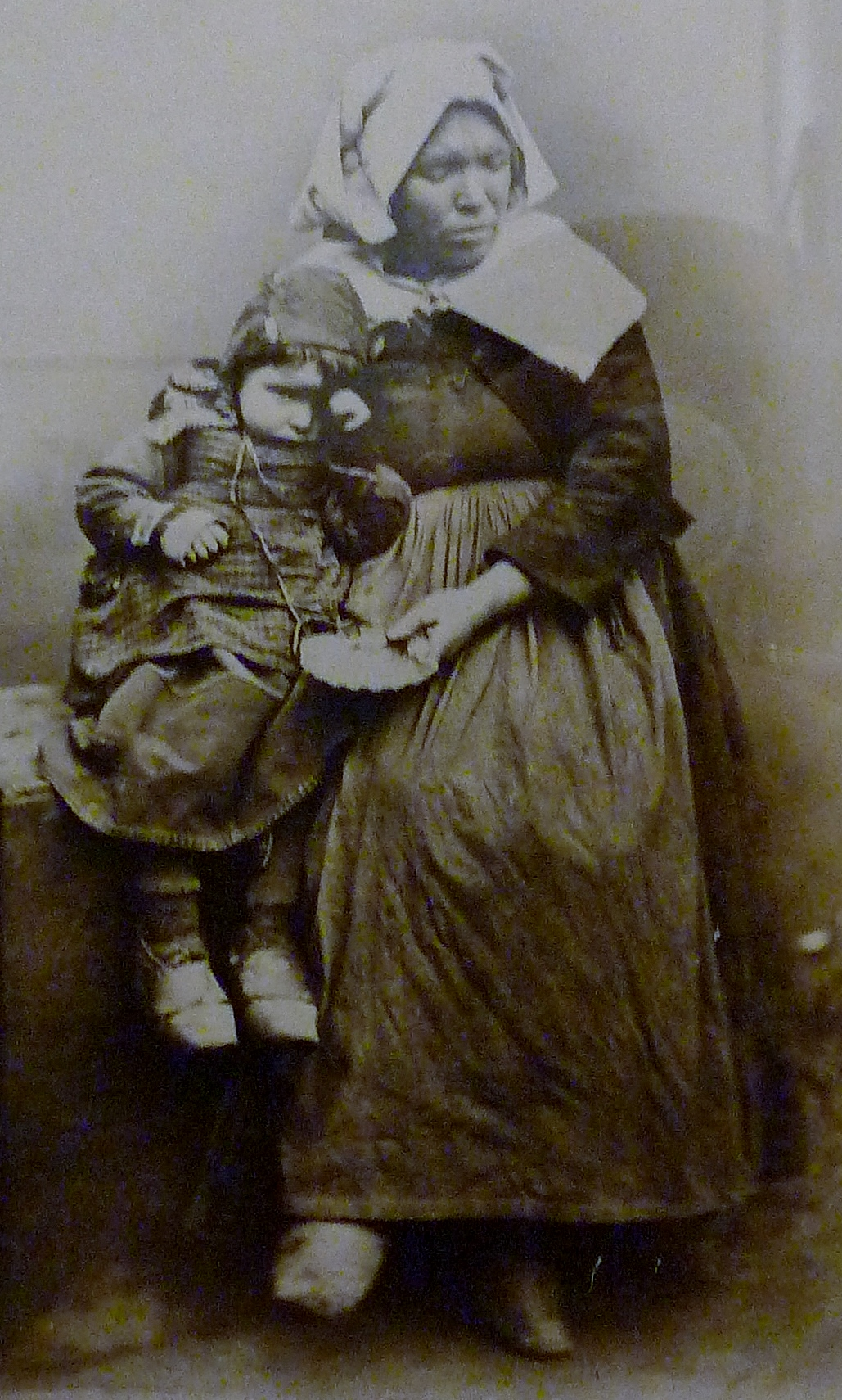
Mendiante de Châteaulin à la fin du XIXe siècle (photographie de Joseph Villard, musée départemental breton)
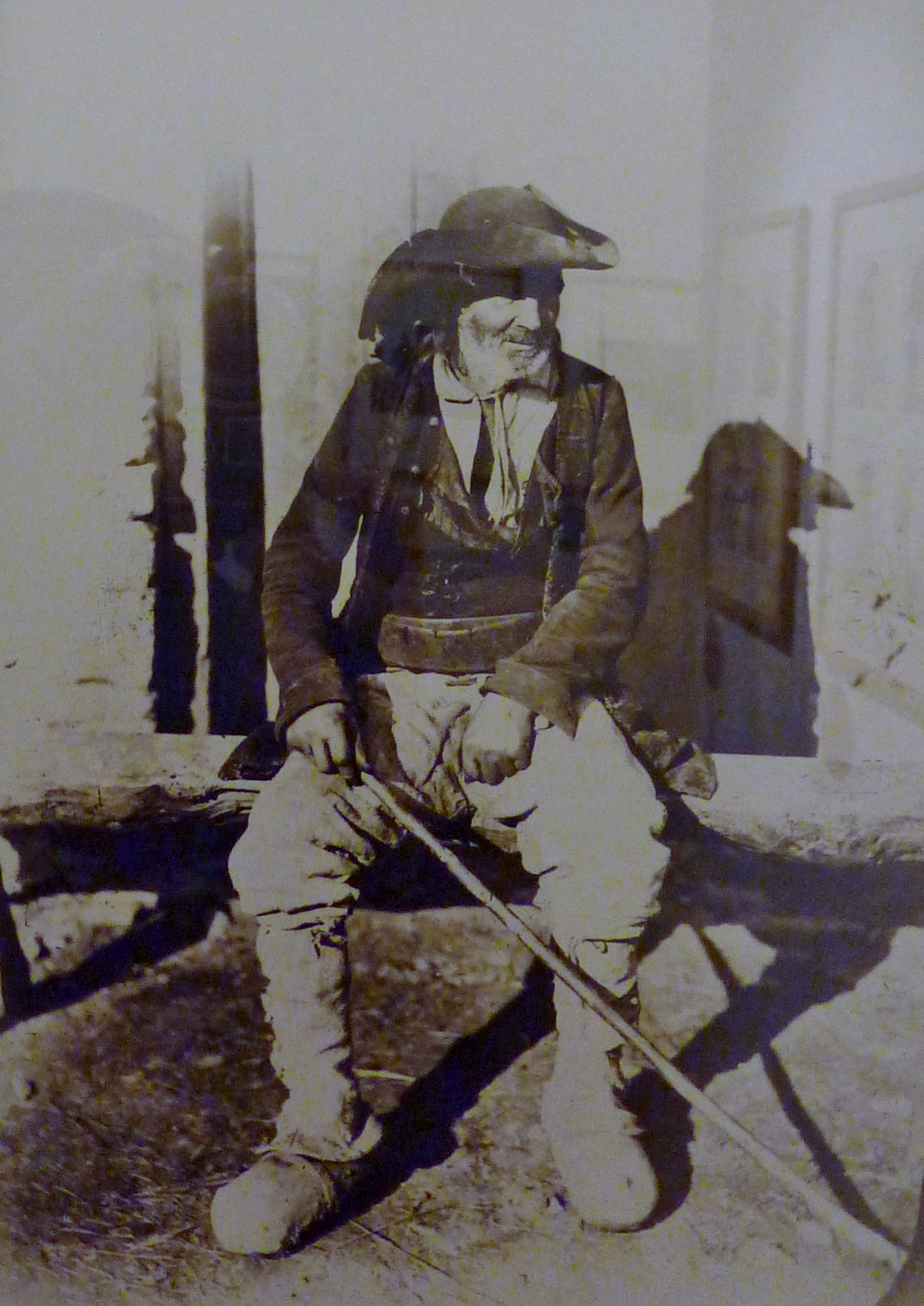
Homme en costume de Châteaulin à la fin du XIXe siècle (photographie de Joseph Villard, musée départemental breton)
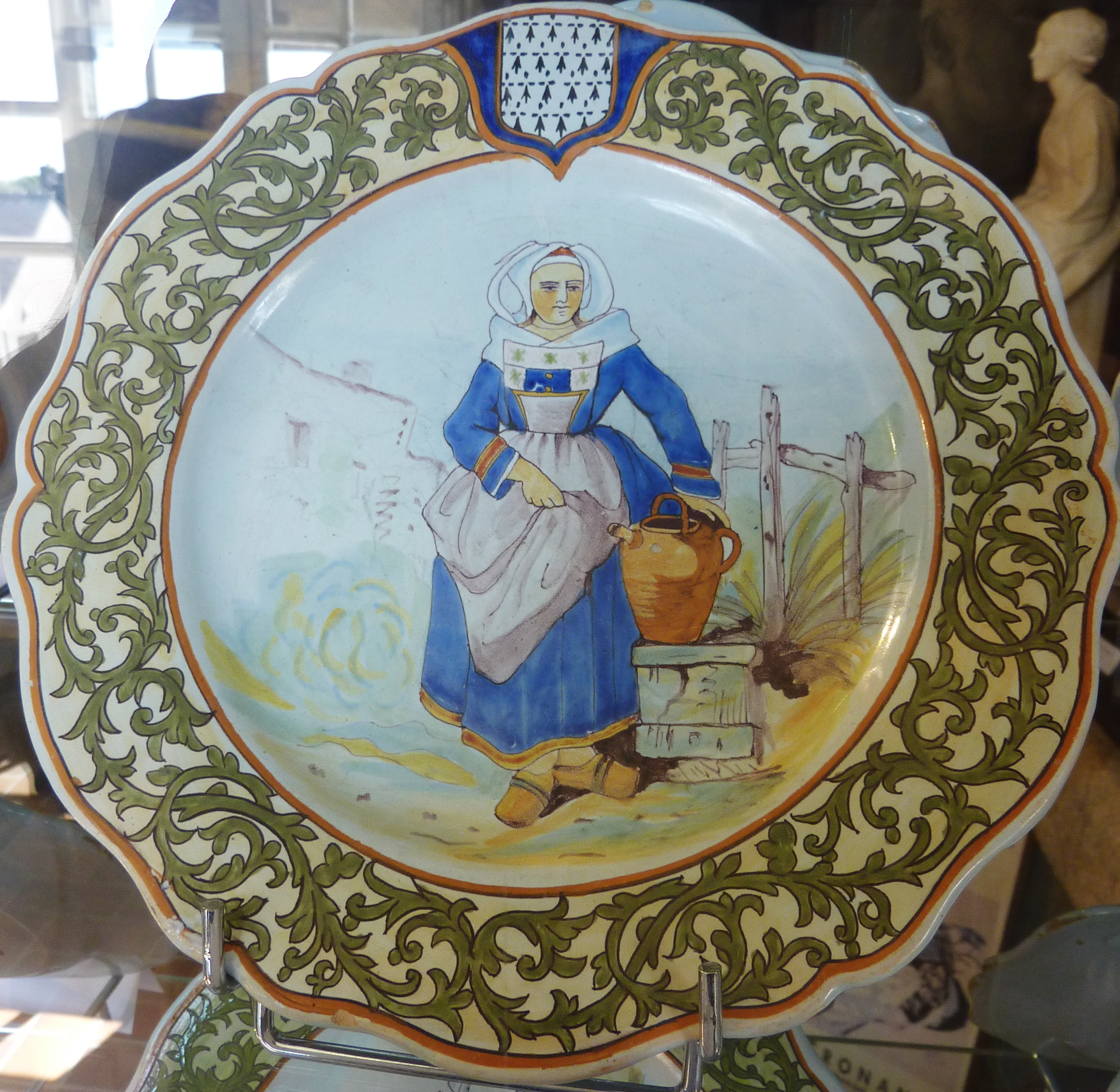
Faïence de Quimper : Femme de Châteaulin (musée de Locronan)

#### Châteaulin,4eville électrifiée de France
Châteaulin fut la 1re ville électrifiée de l'Ouest et la 4e de France après Bellegarde-sur-Valserine, La Roche-sur-Foron et Bourganeuf. L'usine hydroélectrique mise en service le 20 mars 1887 fut construite par la "Société Châteaulinoise d'Éclairage Électrique", dont messieurs Armand Chauvel, Armand Gassis et Gustave Benoist étaient administrateurs, près de l'écluse de Coatigrac'h, sur la rive gauche du Canal de Nantes à Brest, en Saint-Coulitz, ce qui permit à Châteaulin d'être la 4ème ville de France à être électrifiée ; quelques exploitations agricoles de Saint-Coulitz en bénéficièrent également. Cette usine ferma en 1946. Cette usine est décrite ainsi lors de sa mise en service :

« L'usine est placée (...) près de l'écluse de Coatigrac'h, où existe une chute d'eau de 1,30 m de hauteur. La force motrice est fournie par une turbine de la force de 45 chevaux. Une machine dynamo-électrique alimente directement les lampes électriques, par des câbles en cuivre de 12 mm de diamètre, d'une longueur de 1 900 mètres. Ces câbles aboutissent à des conducteurs de distribution dont la longueur totale est de 6 kilomètres. Les fils sont aériens. Les installations intérieures sont faites avec des câbles environnés de plomb. La machine dynamo-électrique est arrêtée à minuit, heure à laquelle cesse l'éclairage public. (...) L'éclairage public comprend 35 lanternes (...) qui fournissent l'éclairage des quais, des ponts, des rues et des places publiques. Un certain nombre sont placées dans la mairie, l'église, les halles, les cafés, les hôtels, les magasins et quelques maisons particulières. »

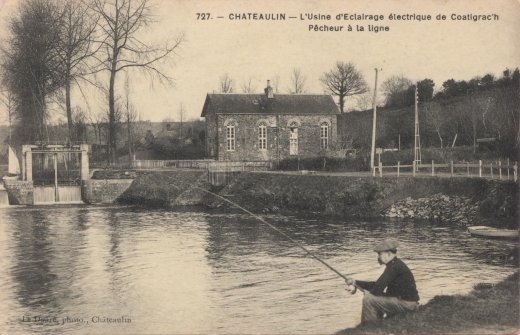
L'usine électrique.

Le 20 mars 1887, l'usine électrique est inaugurée en grande pompe. 9 000 à 10 000 personnes auraient assisté à cette grande fête où de nombreuses distractions furent offertes : courses de chevaux sur les routes de Port-Launay et de Quimper, concert par la musique municipale, danses au biniou, allumage des lampes des abonnés, banquet à la halle au blé rassemblant 200 convives… La fête s'est terminée par un feu d'artifice.

### XXesiècle
Châteaulin fut pendant très longtemps associée au vélo avec le Circuit de l'Aulne, à la pêche au saumon, à la pomme de terre et à la carte postale avec les éditions Jos Le Doaré.

#### Belle Époque
Le viaduc ferroviaire de Châteaulin, un pont curviligne de 165 mètres de long, en pierre de kersantite et granite de Pontivy, est construit en 1905-1906 par Eugène Sanson, ingénieur des Ponts et Chaussées afin de relier la ligne Carhaix-Châteaulin du réseau breton à la gare de la Compagnie du chemin de fer de Paris à Orléans.

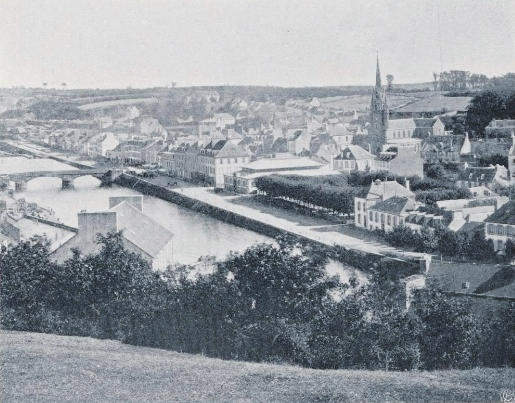
Vue générale de Châteaulin vers 1900 (photographie d'Onésime Reclus).
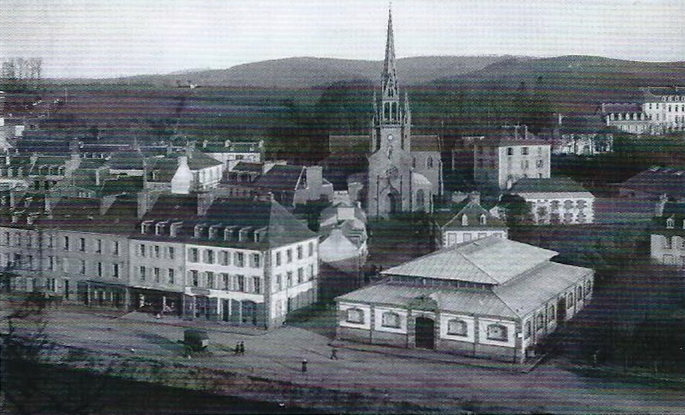
Châteaulin vers 1900 : la halle au blé et l'église Saint-Idunet.
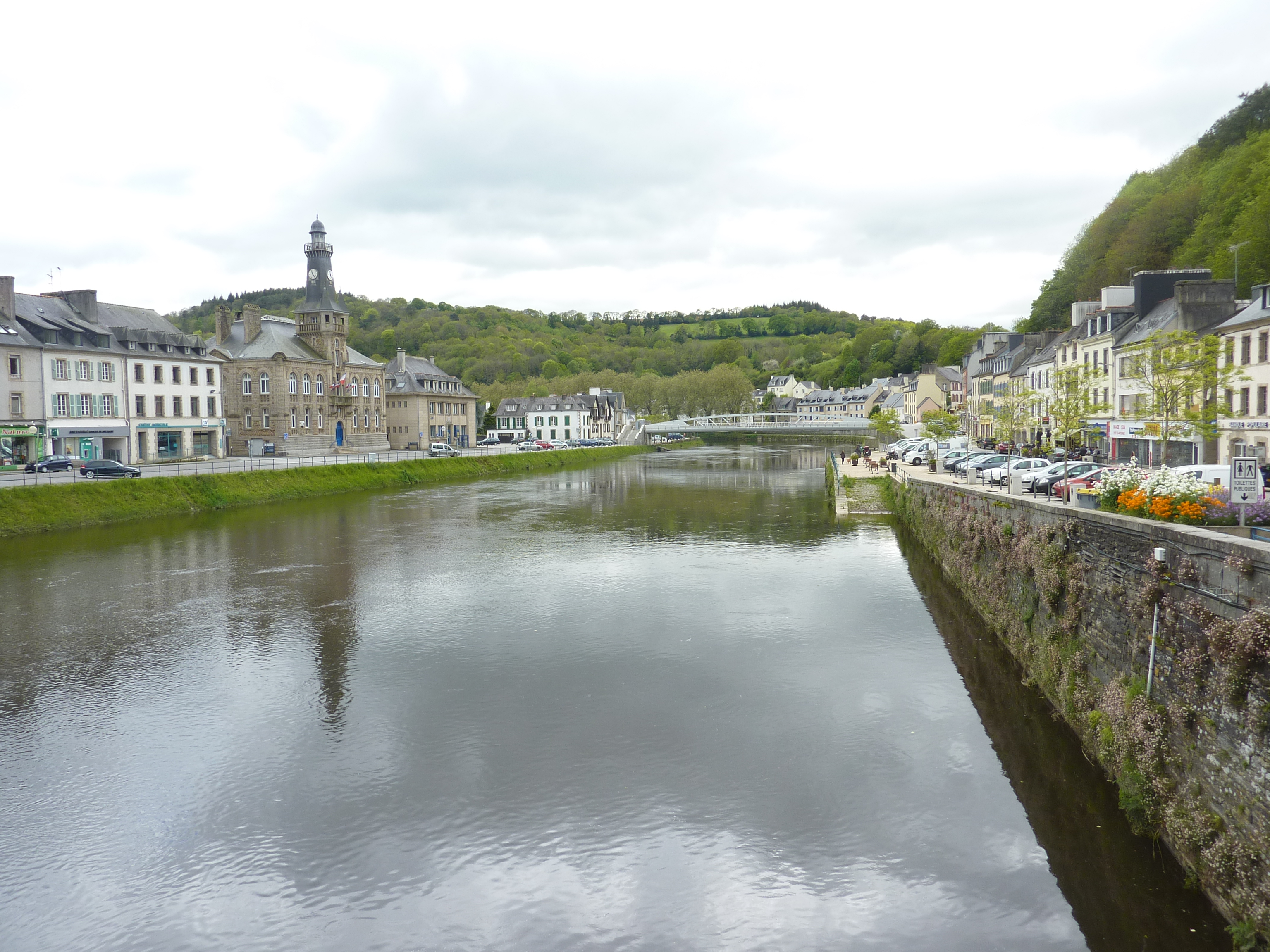
La mairie de Châteaulin construite selon les plans de l'architecte Charles Chaussepied.
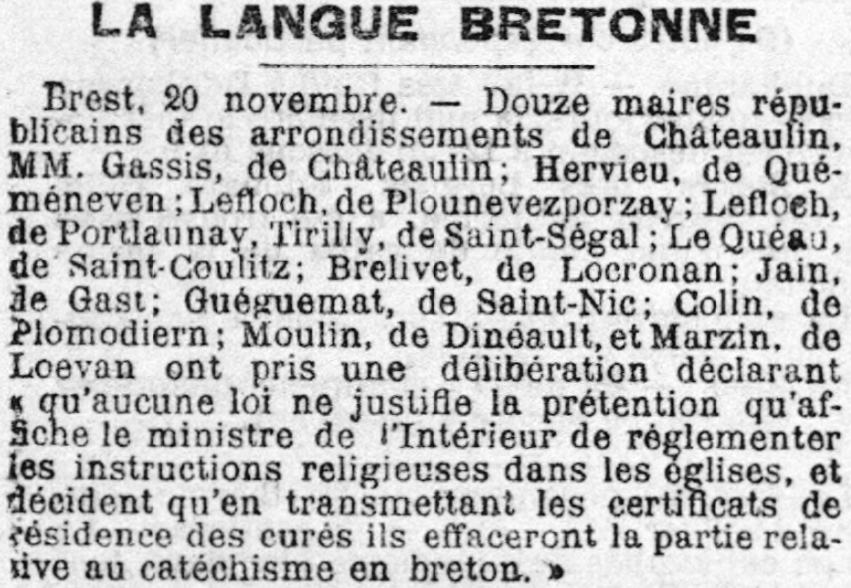
Protestation de 12 maires de l'arrondissement de Châteaulin (dont le maire de Châteaulin) qui déclarent refuser d'indiquer sur les certificats de résidence des curés s'ils utilisent la langue bretonne lors de l'instruction religieuse (catéchisme, sermons).

L'hôtel de ville de Châteaulin, sur la rive droite de l'Aulne, qui a remplacé une ancienne mairie vétuste, est construit entre 1912 et 1925 (les travaux ont été interrompus pendant la Première Guerre mondiale) selon les plans de l'architecte Charles Chaussepied à proximité de l'ancienne halle aux blés construite en 1867 qu'il fallut en partie démolir ; dominé par un beffroi, tous les services rayonnent autour du vestibule central.

#### Cartes postales Jos
L'entreprise Jos, installée sur les bords de l'Aulne depuis plus de 100 ans, diffuse ses cartes postales sur l'ensemble de la Bretagne. Aujourd'hui, les cartes réalisées par la famille Le Doaré (Jean-Marie Le Doaré puis son fils Jos Le Doaré) sont bien souvent le témoin d'une époque qui n'est pas si vieille et qui pourtant nous paraît bien loin. L'entreprise a su se diversifier avec la vente de cartes de vœux, de cartes messages, de posters, de livres, de bandes dessinée.

#### Première Guerre mondiale

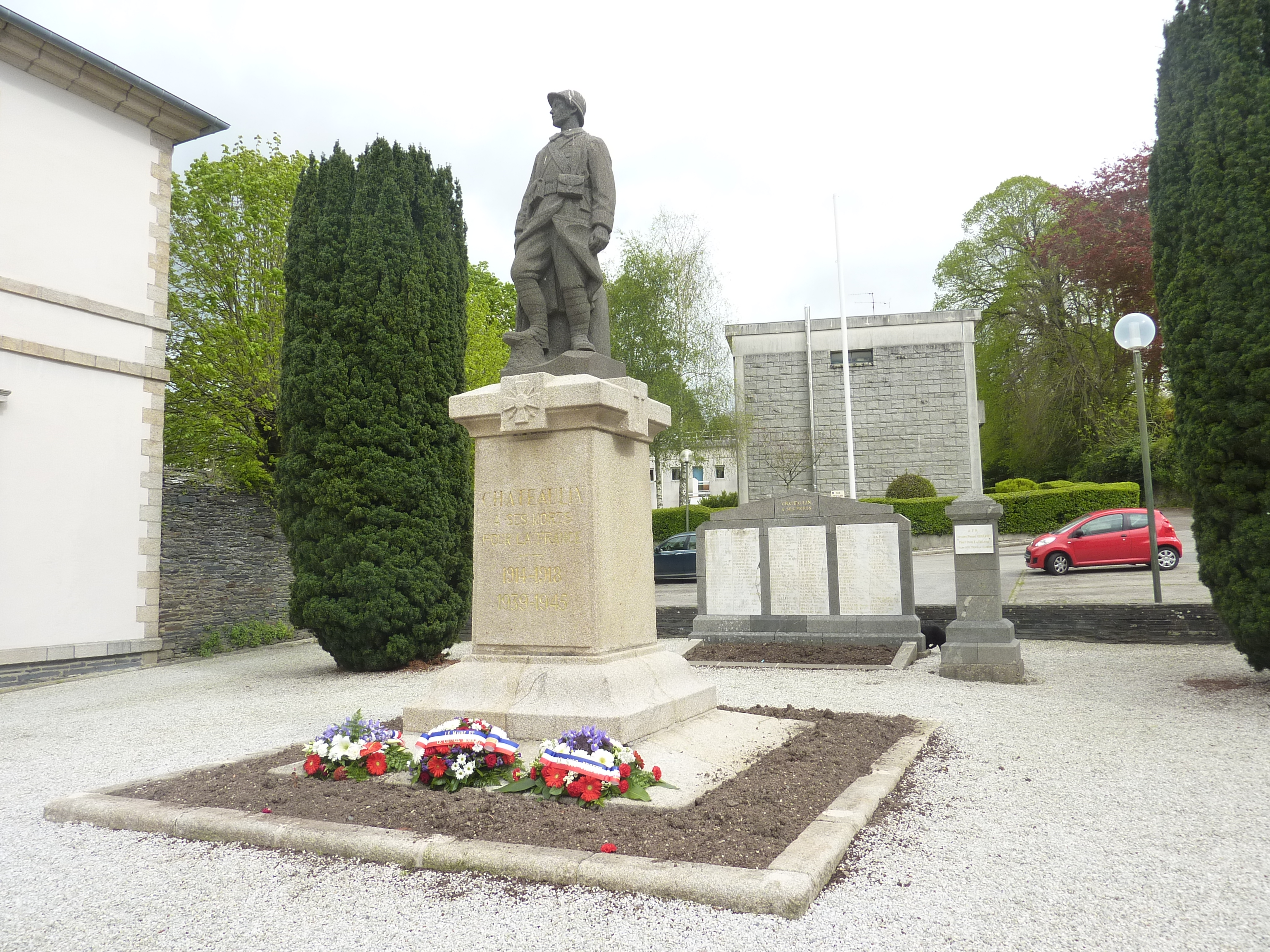
Châteaulin : le monument aux morts

Le monument aux morts de Châteaulin porte les noms de 129 soldats morts pour la France pendant la Première Guerre mondiale. Trois d'entre eux au moins (Jean Coatalem, René Donnou, François Tromeur) sont morts sur le front belge lors de la Course à la mer en 1914 ; quatre d'entre eux au moins (Jean Coathalem, Yves Gendron, Albert Huet, Jean Léostic) sont morts dans les Balkans alors qu'ils faisaient partie de l'Armée française d'Orient ; quatre d'entre eux au moins (André Boucher, Jean Denniélou, Pierre Le Roy, Pierre Nédélec) sont disparus en mer ; un au moins (Jean Moré) est mort en captivité en Allemagne ; la plupart des autres sont décédés sur le sol français.
Une bannière en l'honneur de Notre-Dame de Kerluan représente sur une de ses faces la Vierge allaitante et porte l'inscription "Reconnaissance 1914-1918" et sur son autre face un soldat en uniforme bleu horizon fléchissant un genou devant l'apparition du Sacré-Cœur ; elle a été offerte par Marianne Suignard (de Quélennec), en reconnaissance du retour vivant en 1918 de ses trois fils, Yves, Jean et Sébastien Baugion, nés d'un premier mariage et se trouve dans l'église paroissiale Saint-Idunet.

#### Entre-deux-guerres
Jean Moulin, le futur chef de la Résistance intérieure française, fut sous-préfet de Châteaulin entre 1930 et 1932, fréquentant des poètes comme Saint-Pol-Roux à Camaret et Max Jacob à Quimper.

#### Seconde Guerre mondiale
Châteaulin est occupé par les Allemands le 19 juin 1940. La ville occupe une position stratégique car c'est à l'époque un carrefour ferroviaire permettant entre autres l'accès à la presqu'île de Crozon et l'acheminement des matériaux nécessaires à la construction du Mur de l'Atlantique.

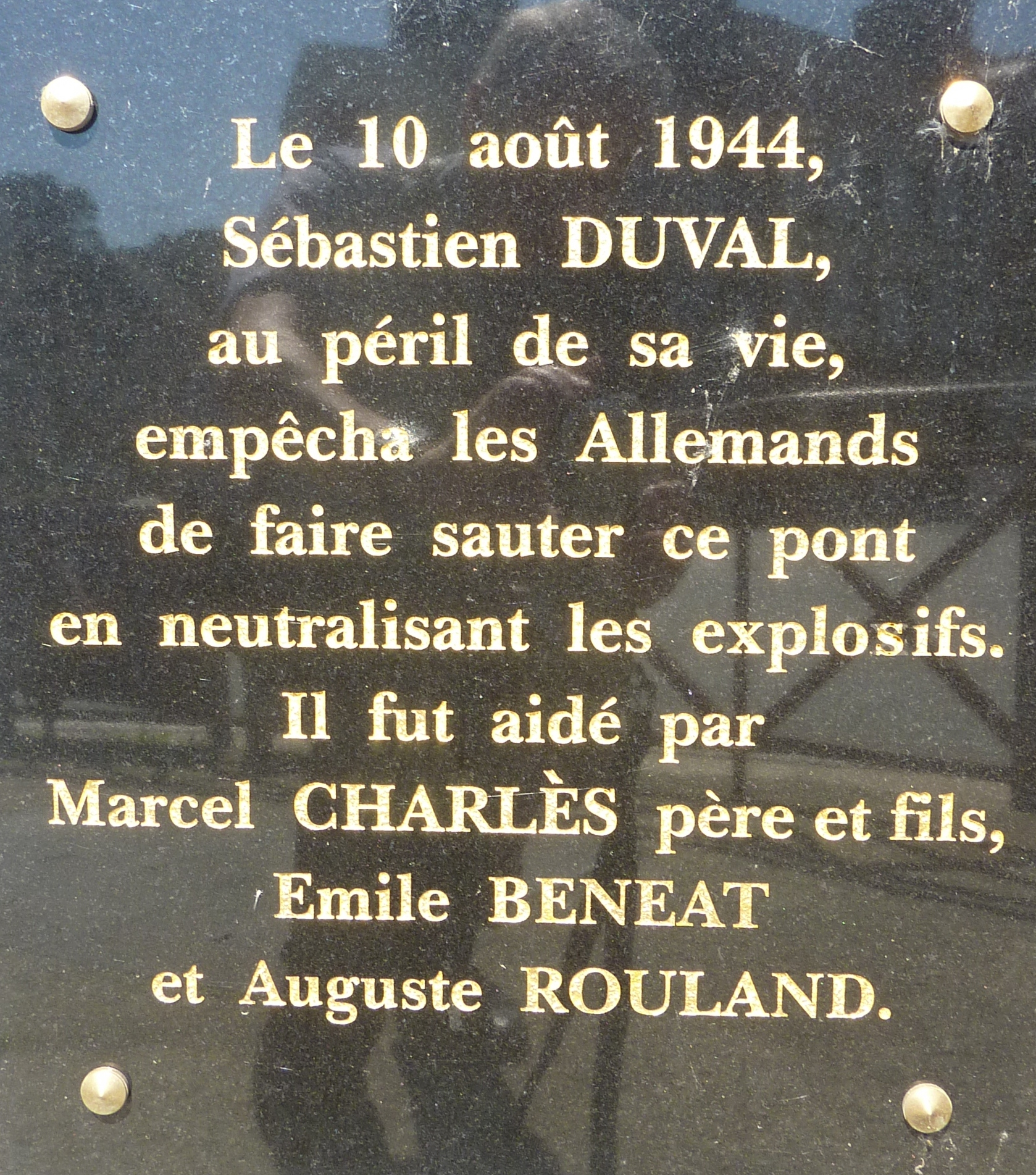
Plaque commémorative en l'honneur des démineurs du pont de Châteaulin le 10 août 1944

Le 29 janvier 1944, un avion de nationalité inconnue mitraille la gare et la ville de Châteaulin. Le 14 mai 1944, la gare de Châteaulin, qui est alors un nœud ferroviaire, est mitraillée sans faire de dégâts, ni de victimes. Par contre le mitraillage d'un train de marchandise dans la même gare le 21 mai 1944 provoque la mort de deux civils et fait aussi trois blessés. Un autre mitraillage près de Châteaulin le 1er juin 1944 provoque la mort d'un civil français, père de sept enfants, et blesse deux personnes.
Dans la nuit du 9 au 10 juillet 1944, trois résistants réfractaires du STO, capturés le 28 juin 1944 à Lopérec et dans le bois de Bodriec en Loqueffret, Jean Cavaloc, né le 5 juin 1922 à Lopérec, réfractaire au STO, est emprisonné puis fusillé après avoir été atrocement torturé dans la cave située sous la chapelle de l'école Saint-Louis de Châteaulin, ainsi que deux autres résistants François Toullec, de Brennilis, 20 ans, et François Salaün, de Loqueffret, 22 ans.

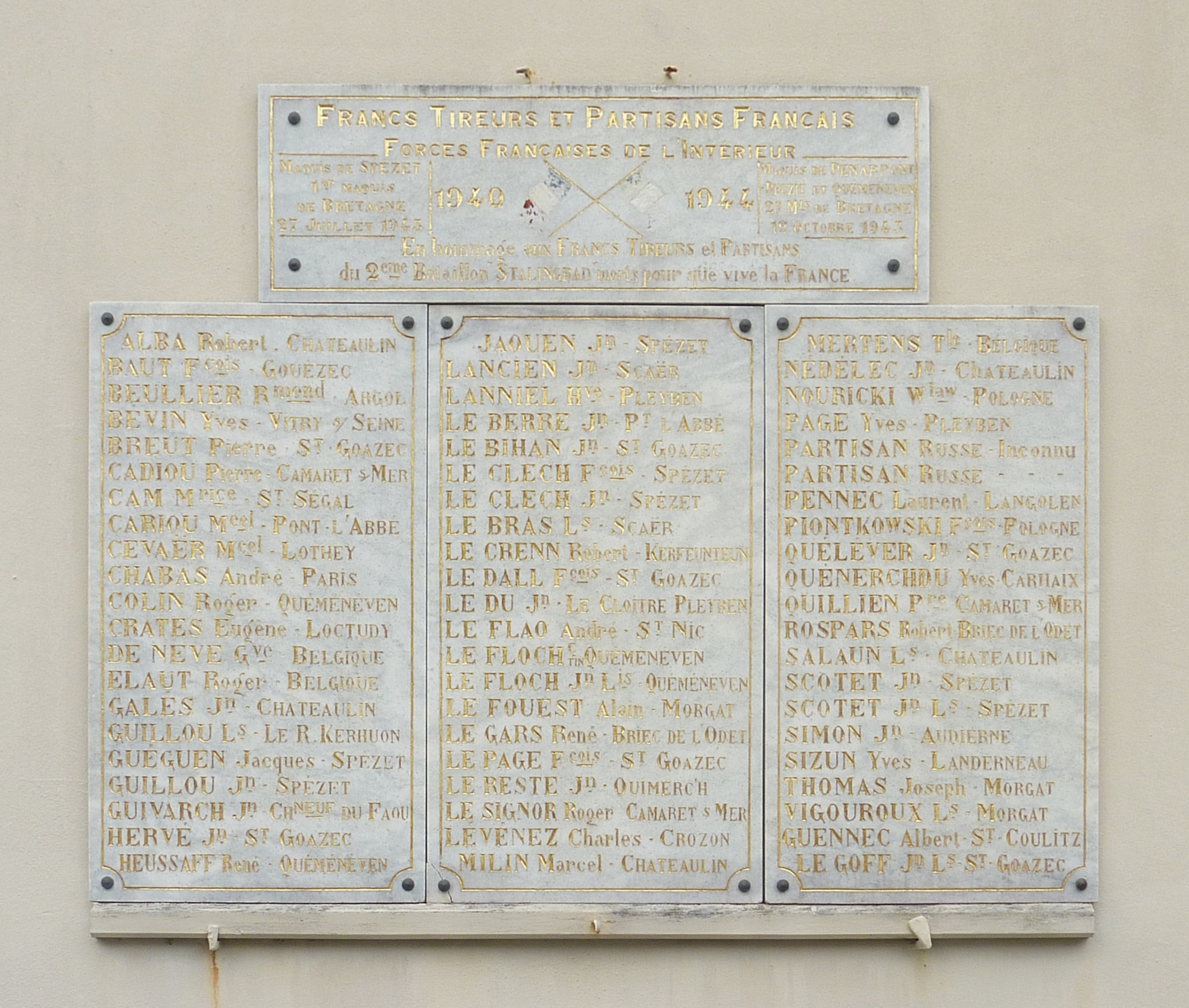
Châteaulin : le monument commémoratif à la mémoire des résistants francs-tireurs et partisans des deux maquis de Saint-Goazec -Spézet et Penarpont

Le 10 août 1944, les Allemands minent le pont de Châteaulin afin de ralentir la progression des troupes alliées et couvrir leur retraite vers la presqu'île de Crozon ; avant de quitter la ville, ils mirent le feu à l'école des filles ; c'est grâce à l'intervention de Sébastien Duval, qui sectionna les câbles avant la mise à feu, que le pont et la ville furent sauvés. Avec l'aide d'Emile Bénéat, d'Auguste Rouland et sous la protection de Marcel Charlès père et fils, il démina le pont et jeta les explosifs dans le canal. La ville est libérée le 11 août 1944 par le 2e bataillon "Stalingrad", formé de résistants FTPF du maquis de Saint-Goazec - Spézet, commandé par Auguste Le Guillou, qui créa aussi le maquis de Penarpont. La  première compagnie du bataillon "Stalingrad", commandée par Fernand Bouyer, prit aussi part aux combats. Eugène Littoux, un membre de la 2e compagnie du bataillon Stalingrad, a raconté l'histoire du bataillon "Stalingrad".
Dans la vallée de l'Aulne, les groupes de résistants avaient pris des noms de « compagnie » ou  « bataillon » : le "bataillon « Normandie »" dans la région de Châteauneuf-du-Faou, la "compagnie « Bayeux »" dans la région de Laz -Trégourez - Coray, les "compagnies  « Cartouche » et  « Surcouf »" dans le secteur de Leuhan - Cast - Pleyben, les "compagnies « Ténacité », « Victoire »  et « Châteaulin »", toutes regroupées au sein du "bataillon « Stalingrad »". C'est ce bataillon qui occupa Châteaulin le 11 août 1944 après le départ des Allemands.
Le monument aux morts de Châteaulin porte les noms de 22 personnes mortes pour la France pendant la Seconde Guerre mondiale. Une autre plaque commémorative apposée sur un bâtiment face au monument aux morts de Châteaulin porte les noms de 63 résistants francs-tireurs et partisans membres du maquis de Saint-Goazec - Spézet ou du maquis de Penarpont morts pour la France.
Parmi les résistants châteaulinois décédés, Robert Alba, Pierre Jaffret, Jean Galès, Marcel Milin, Louis Kernéis, Émile Baley.
Le 29 septembre 1944, une Fête de la Libération est organisée à Châteaulin.

#### Après la Seconde-guerre-mondiale
Hervé Mao, qui participa aux combats de la Résistance, notamment à la libération de Châteaulin, dans la "compagnie De Gaulle" au sein du "bataillon Stalingrad", est élu maire en avril 1945 et le resta jusqu'en 1971.
Un châteaulinois, Auguste Queffelec est mort des suites de ses blessures pendant la Guerre d'Indochine et un autre, Pierre Grollier, est mort pour la France pendant la Guerre d'Algérie.
Pendant la décennie 1950, Châteaulin fut le premier centre français d'expédition de pommes de terre de semence et la gare connût alors un trafic marchandises notable.
L'actuel hôtel des postes de Châteaulin est achevé en 1956 ; le bâtiment, construit selon les plans de l'architecte Edme-Pierre Derrouch, fut inauguré le 22 avril 1956 par Guy Mollet, alors président du Conseil.
En raison de la fermeture de la ligne ferroviaire du réseau breton en 1967, le viaduc franchissant l'Aulne est transformé en viaduc routier, à voie unique, dans le sens nord-sud. L'emprise de l'ancienne voie ferrée est transformée par endroits en sentier de randonnée.
La piscine de Rodaven, construite par l'architecte brestois Philippe Bévérina, ouvre en 1972. Ce fut un véritable événement pour tout le pays de Châteaulin. Elle a fermé en 2020, remplacée par une nouvelle piscine.

#### Cyclisme et le circuit de l'Aulne
Les premières courses de vélocipèdes, organisées dans le cadre des Fêtes du pardon, furent organisées le 14 juillet 1889. M. Coatval créa le "Véloce Club Châteaulinois" en 1893, puis l'"Union vélocipédique bretonne" en 1894.
La petite course cycliste de pardon, le "Grand prix de Châteaulin", créée en 1933 (son  vainqueur en 1934 est Jean-Marie Goasmat) par Bertrand Côme, est rebaptisé "Circuit de l' Aulne" en 1935. Les spectateurs venaient de tout le département, voire de plus loin, admirer les grands noms du cyclisme français, mais aussi les grands du cyclisme international (parmi ses vainqueurs Louison Bobet en 1949 et 1953, Rik Van Steenbergen en 1952, Rik Van Looy en 1962 et 1963, Raymond Poulidor en 1967, Jacques Anquetil en 1968, Eddy Merckx en 1966, 1969 et 1975, Bernard Hinault en 1978 et 1979, etc..). Ce qui fut le plus grand critérium de la région a été remplacé en 1999 par « Les Boucles de l'Aulne - Grand Prix Le Télégramme », course professionnelle UCI.
Les championnats de France de cyclisme sur route furent organisés à Châteaulin en 1955 (vainqueur : André Darrigade), en 1959 (Valentin Huot), en 1964 (Jean Stablinski) et en 1986 (Yvon Madiot). Des étapes du Tour de France cycliste Châteaulin-Châteaulin contre-la-montre ont vu la victoire de Charly Gaul en 1958 et de Raymond Poulidor en 1965 et deux étapes en ligne ont eu leur arrivée à Châteaulin en 1965 et 1982.
En 1982 venant de Concarneau la 8ème étape du Tour de France fit halte à Chateaulin. Un circuit utilisant les routes du circuit de l'Aulne fut parcouru à plusieurs reprises en fin d'étape. Celle-ci fut animée par le champion de France de l'époque Régis Clère. L'étape fut remportée au sprint par le belge Frank Hoste. Bernard Hinault remporta cette année là sa quatrième Grande Boucle.
Outre cette passion pour le cyclisme, nombreux sont les adeptes de la pêche et plus particulièrement de la pêche au saumon. Même si les prises sont beaucoup moins nombreuses que par le passé, une centaine de saumons sont encore pêchés dans l'Aulne, chaque année pendant la saison.

#### Pommes de terre
Lorsque l'on parle de Châteaulin, on pense aussi très souvent à la pomme de terre. C'est en effet dans la région de Châteaulin et du Porzay que la production s'est fortement développée. Châteaulin fut pendant la décennie 1950 le premier centre français d'expédition de pommes de terres de semence (jusqu'à trois trains par jour en saison). Ce tubercule a ainsi fait dans les années cinquante la richesse de certains paysans, qui ont pu se faire construire de belles demeures et s'acheter des « tractions » qui ont été surnommées « Beauvais », en référence à la pomme de terre du même nom.

#### Essor des industries agro-alimentaires
La société Doux (1er volailler d'Europe) fut l'une des premières à s'implanter sur la zone de Lospars en 1981. Kritsen (fabrication de produits de la mer élaborés) et le Moulin de la Marche (fumaison de saumons et de truites), établies plus tard, dans la zone de Run ar puns sont venues confirmer l'importance de l'industrie agro-alimentaire à Châteaulin. Plusieurs sociétés de transports ont également choisi de s'installer à Châteaulin pour sa situation centrale.
Ces quelques « symboles » ne doivent pas cacher le véritable visage de la petite cité qui s'est largement développée avec l'arrivée de la quatre voies en 1976. Châteaulin a su tirer parti de sa situation géographique stratégique (entre Brest et Quimper) en créant 4 zones d'activités qui ont permis la création de plus de 2 000 emplois.
Au cours du XXe siècle, la sous-préfecture des bords de l'Aulne a su renforcer son rôle de cité administrative avec l'installation de l'Hôtel des impôts, de la Perception, de la Chambre d'agriculture, de la Chambre de commerce et d'industrie, de l'antenne du Conseil général, de la Maison de l'emploi ou encore du Centre Départemental d'Action sociale ou du Centre d'Information et d'Orientation Sociales…
Outre cette fonction administrative, Châteaulin est une ville de services et de commerces : banques, assurances, boulangeries, épiceries… simplifient au quotidien la vie des Châteaulinois.
Cette expansion ne s'est pas faite sans efforts. En effet, au début du XXe siècle, Châteaulin vivait essentiellement de la pomme de terre. La démographie en baisse de 1911 à 1931, resta stagnante ou presque jusque dans les années cinquante. Les municipalités successives se sont employées à faire de Châteaulin, un véritable centre administratif et économique.
Pour permettre ce développement, il a fallu mettre l'accent sur le logement. De 1940 à 1972, plus de 540 maisons ont ainsi été construites. Du lotissement de la rue des Ajoncs créé en 1972, au développement du secteur de Quimill, ces dernières années ce sont plus de 1 300 logements qui ont été réalisés.

### XXIesiècle
En 2000 l'ancienne gare de Châteaulin-ville est transformée en "Maison du vélo". Elle est désormais le siège du Véloce-Club Châteaulinois, du comité d'organisation des Boucles de l'Aulne et d'une association cyclotourisme.
Une passerelle pour piétons permettant de traverser l'Aulne en amont du pont routier du centre-ville est mise en service en 2009.
Les difficultés du groupe Doux entraînent en 2018 sa reprise par "France Poultry", une filiale du groupe saoudien Al-Munajem, ce qui a permis de conserver 521 salariés dans l'abattoir, plus 24 emplois en fonctions supports sur le site de Châteaulin (chiffres de 2020).

## Politique et administration

### Liste des maires
| Période            | Période                   | Identité                                      | Étiquette            | Qualité                                                                                        |
| ------------------ | ------------------------- | --------------------------------------------- | -------------------- | ---------------------------------------------------------------------------------------------- |
| 1er septembre 1944 | 19 mai 1945               | Noël L'Haridon                                |                      | Président de la Délégation spéciale                                                            |
| 19 mai 1945        | 26 mars 1971              | Hervé Mao                                     | SFIO-PS              | Contrôleur puis inspecteur des PTT Résistant Libération-Nord et FFI Député SFIO de 1956 à 1958 |
| 1971               | 1983                      | Jacques Le Guyader-Desprées                   | UDF-PR               | Notaire                                                                                        |
| 1983               | 18 juin 1995              | Hervé Tinevez                                 | RPR                  | Vétérinaire ; conseiller général ; conseiller régional                                         |
| 18 juin 1995       | 21 mars 2008              | Yolande Boyer                                 | PS                   | Professeur d'espagnol ; sénatrice du Finistère (1998-2008)                                     |
| 21 mars 2008       | En cours (au 23 mai 2020) | Gaëlle Nicolas Réélu pour le mandat 2020-2026 | DVD puis UMP puis LR | Avocate - Conseillère régionale de Bretagne (depuis 2010)                                      |

### Jumelages
- Clonakilty (Irlande)
- Grimmen (Allemagne)

## Population et société

### Démographie

#### Évolution démographique
L'évolution du nombre d'habitants est connue à travers les recensements de la population effectués dans la commune depuis 1793. Pour les communes de moins de 10 000 habitants, une enquête de recensement portant sur toute la population est réalisée tous les cinq ans, les populations de référence des années intermédiaires étant quant à elles estimées par interpolation ou extrapolation. Pour la commune, le premier recensement exhaustif entrant dans le cadre du nouveau dispositif a été réalisé en 2004.
En 2022, la commune comptait 5 106 habitants, en évolution de −2,03 % par rapport à 2016 (Finistère : +2,16 %, France hors Mayotte : +2,11 %). Le maximum de la population a été atteint en 1982 avec 5 357 habitants.
| 1793  | 1800  | 1806  | 1821  | 1831  | 1836  | 1841  | 1846  | 1851  |
| ----- | ----- | ----- | ----- | ----- | ----- | ----- | ----- | ----- |
| 2 514 | 3 172 | 3 161 | 2 426 | 2 783 | 2 968 | 2 548 | 2 790 | 2 849 |

| 1856  | 1861  | 1866  | 1872  | 1876  | 1881  | 1886  | 1891  | 1896  |
| ----- | ----- | ----- | ----- | ----- | ----- | ----- | ----- | ----- |
| 2 852 | 2 892 | 3 259 | 3 339 | 3 436 | 3 462 | 3 656 | 3 677 | 3 857 |

| 1901  | 1906  | 1911  | 1921  | 1926  | 1931  | 1936  | 1946  | 1954  |
| ----- | ----- | ----- | ----- | ----- | ----- | ----- | ----- | ----- |
| 3 874 | 4 237 | 4 271 | 4 005 | 3 766 | 3 615 | 3 702 | 3 954 | 3 958 |

| 1962  | 1968  | 1975  | 1982  | 1990  | 1999  | 2004  | 2006  | 2009  |
| ----- | ----- | ----- | ----- | ----- | ----- | ----- | ----- | ----- |
| 4 096 | 4 370 | 4 711 | 5 357 | 4 965 | 5 157 | 5 337 | 5 337 | 5 196 |

| 2014  | 2019  | 2022  | - | - | - | - | - | - |
| ----- | ----- | ----- | - | - | - | - | - | - |
| 5 173 | 5 164 | 5 106 | - | - | - | - | - | - |

#### Pyramide des âges
La population de la commune est relativement jeune.
En 2018, le taux de personnes d'un âge inférieur à 30 ans s'élève à 32,5 %, soit au-dessus de la moyenne départementale (32,5 %). À l'inverse, le taux de personnes d'âge supérieur à 60 ans est de 28,0 % la même année, alors qu'il est de 29,8 % au niveau départemental.
En 2018, la commune comptait 2 510 hommes pour 2 679 femmes, soit un taux de 51,63 % de femmes, légèrement supérieur au taux départemental (51,41 %).
Les pyramides des âges de la commune et du département s'établissent comme suit.
| Hommes | Classe d’âge | Femmes |
| ------ | ------------ | ------ |
| 1,1    | 90 ou +      | 3,0    |
| 7,5    | 75-89 ans    | 12,1   |
| 15,3   | 60-74 ans    | 16,6   |
| 23,8   | 45-59 ans    | 21,5   |
| 17,0   | 30-44 ans    | 17,0   |
| 19,1   | 15-29 ans    | 14,6   |
| 16,2   | 0-14 ans     | 15,2   |

| Hommes | Classe d’âge | Femmes |
| ------ | ------------ | ------ |
| 0,7    | 90 ou +      | 2,2    |
| 7,8    | 75-89 ans    | 11,5   |
| 19,2   | 60-74 ans    | 20,1   |
| 20,8   | 45-59 ans    | 19,7   |
| 17,7   | 30-44 ans    | 16,6   |
| 17,1   | 15-29 ans    | 14,7   |
| 16,8   | 0-14 ans     | 15,2   |

## Langue bretonne
À la rentrée 2018, 18 élèves étaient scolarisés à l'école Diwan (soit 3,1 % des enfants de la commune inscrits dans le primaire).

## Enseignement et équipements sportifs
Les établissements scolaires font partie des éléments structurants de l'économie châteaulinoise. Après la guerre, ils sont nombreux à avoir vu le jour. Châteaulin dispose d'écoles maternelles et primaires, collèges, lycées, formations post-bac qui accueillent plus de 3 000 élèves (2 500 jeunes en 1967).
Pour les besoins des scolaires et ceux de la population, Châteaulin s'est dotée progressivement depuis les années soixante d'équipements sportifs : stade Eugène-Piriou (1961), gymnase Hervé-Mao (1966), piscine municipale couverte et chauffée (1972), stade de Parc-Bihan (1977) ; terrain de rugby (1982) ; gymnase Marie-Curie (1990) ; terrain multisports (2012)…
Grâce aux associations, véritable richesse pour la commune, on peut pratiquer de nombreux sports à Châteaulin : handball, aviron, kayak, pétanque, sports de combat, plongée, football, rugby, cyclisme, tennis de table, etc. Ces associations sont depuis quelques années rassemblés au sein d'un Office municipal des sports.
Le château de Toul ar C'hoat, construit en 1898 par Abel de Bossier, arite depuis 1959 un institut pour les jeunes épileptiques. Dénommé de nos jours "Institut thérapeutique éducatif et pédagogique", il accueille des enfants épileptiques venus de toute la France ; il dispose de 84 places, dont 68 en internat.

## Les associations culturelles

### Le scoutisme à Châteaulin
Le scoutisme catholique existe à Châteaulin depuis 1931. Le premier groupe fut fondé au sein de l'association des Scouts de France par Jos Le Doaré, qui lui donna le nom de groupe « Amiral Ronarc'h » et un foulard vert bordé de blanc.
Dans les années soixante, alors que les Scouts de France sont traversés par un profond mouvement de réformes, le groupe rejoint l'Association des guides et scouts d'Europe. Une quinzaine d'années plus tard, le groupe adhère aux Scouts unitaires de France (SUF) avant de rejoindre l'association des scouts de Bretagne. L'aventure dure trois ans et le groupe Amiral Ronarc'h est mis en sommeil en 1995. Des unités féminines sont aussi créées, mais leur existence est périodiquement remise en question, au gré de la présence ou de l'absence de cheftaines.
En septembre 2011, un nouveau groupe SUF est lancé à Châteaulin. Il prend le nom de groupe « Saint-Gwénolé » en mémoire de l'action d'évangélisation de la presqu'île de Crozon et de la Cornouilles par ce saint. Son foulard est bleu ciel bordé d'or pour rappeler que même par temps couvert, au-dessus de nous, le ciel est toujours clair.

### L'Association Culturelle Châteaulinoise
« L'Association Culturelle Châteaulinoise » créée pour fédérer l'ensemble des activités culturelles et de loisirs organisées à Châteaulin (à l'initiative de quelques associations locales et des foyers socioculturels des établissements scolaires de la ville) devient « Maison des Jeunes et de la Culture » dans les années 1970, puis « Maison Pour Tous » dans les années 1980. Installée dans les années 1975 place du Champ de Foire, l'association prend un nouvel essor en 1985, avec son installation dans les locaux du quai Alba. Elle développe ses activités dans différents domaines, et passe en quelques années de 150 à près de 1 000 adhérents. En 1986, elle obtient l'agrément « Centre Social » de la CAF. L'association prend alors le nom de Polysonnance.
C'est également dans les années soixante dix que le Run ar Puns, café-concerts? a ouvert ses portes. Les concerts s'y succèdent avec dans les premières années une préférence pour le jazz… Aujourd'hui, le Run accueille une diversité d'artistes allant du traditionnel à l'électro en passant par des soirées thématiques.
Au début des années 1980, la municipalité créée une école de musique et ouvre en 1989 une bibliothèque.
À ce tableau, il faut ajouter la fonction médicale et hospitalière de la ville. En 1954, la famille Kerfriden crée une clinique neuropsychiatrique en centre-ville et ouvre en septembre 1959 le Centre de Toul ar C'hoat, spécialisé dans l'accueil des jeunes épileptiques.
En avril 1960, les nouveaux bâtiments de l'hospice sont achevés. Cet hospice, qui s'est progressivement agrandi et surtout très modernisé, est devenu depuis une maison de retraite.
Pour faire face à la nouvelle demande d'accueil de personnes retraités non dépendantes, un foyer logement pour personnes âgées est créé en 1985.
Le cercle celtique Alc'houederien Kastellin a pour but de collecter, sauvegarder et diffuser les chants, danses et musiques de la région de Châteaulin. Son siège est à la mairie. Il a été créé en 1946, et évolue en seconde catégorie de la confédération Kendalc'h.

### LeXXIesiècle
La réalisation d'une passerelle, reliant la place de la Résistance au quai Carnot, marque l'entrée de Châteaulin dans le XXIe siècle.

## Enseignement
- École élémentaire publique Marie-Curie
- École maternelle publique Kerjean
- École maternelle publique Louis-Kerneis
- École spécialisée publique de Toul Ar C'Hoat
- École primaire privée Diwan
- École maternelles et primaires privée Saint-Joseph de la Plaine
- Cité scolaire publique Jean-Moulin
- Collège-lycée public d'enseignement technique agricole et horticole de l'Aulne
- Collège-lycée privé Saint-Louis

## Économie
La ville est le siège du groupe Doux qui y possède un important abattoir de volaille. Ce dernier et les élevages voisins alimentent un méthaniseur du groupe Vol-V ouvert en 2017, qui injecte du biométhane dans le réseau GRTgaz.
Elle dispose aussi d'une antenne de la Chambre de commerce et d'industrie de Brest.

## Monuments et sites
- l'enclos paroissial de Châteaulin : la chapelle Notre-Dame, l'arc de triomphe, la croix et l'ossuaire sont classés au titre des monuments historiques par arrêté du 21 décembre 1914[132] ;

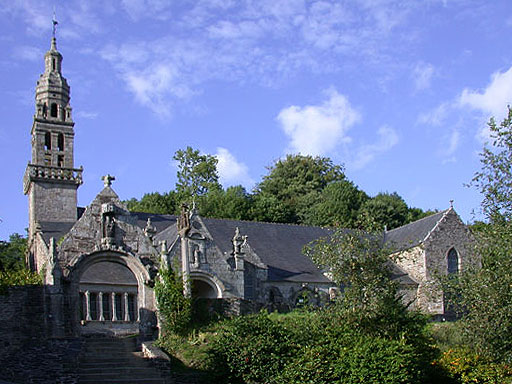
Chapelle Notre-Dame et son arc de triomphe.
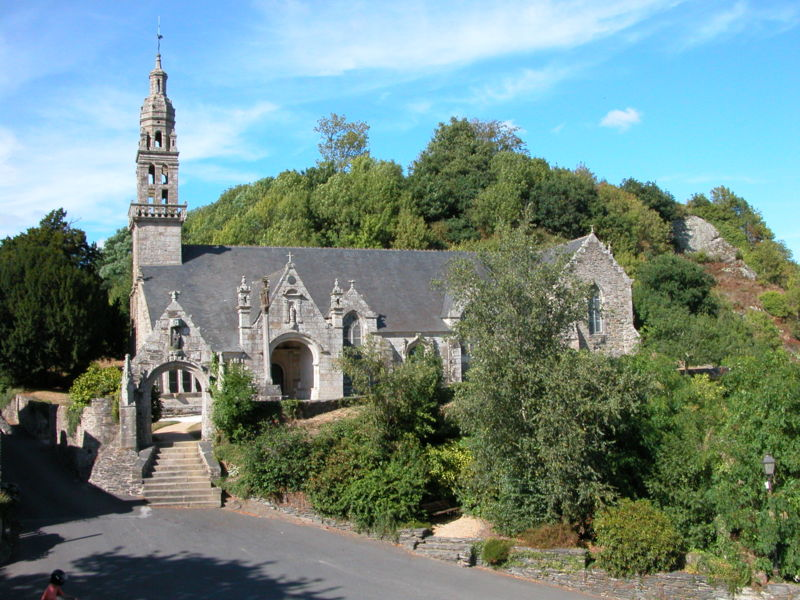
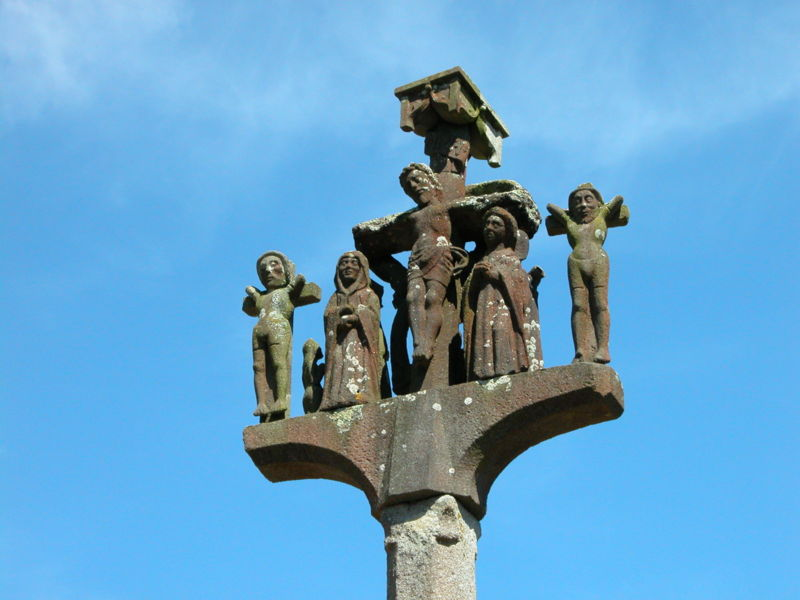
Le calvaire de la chapelle Notre-Dame.
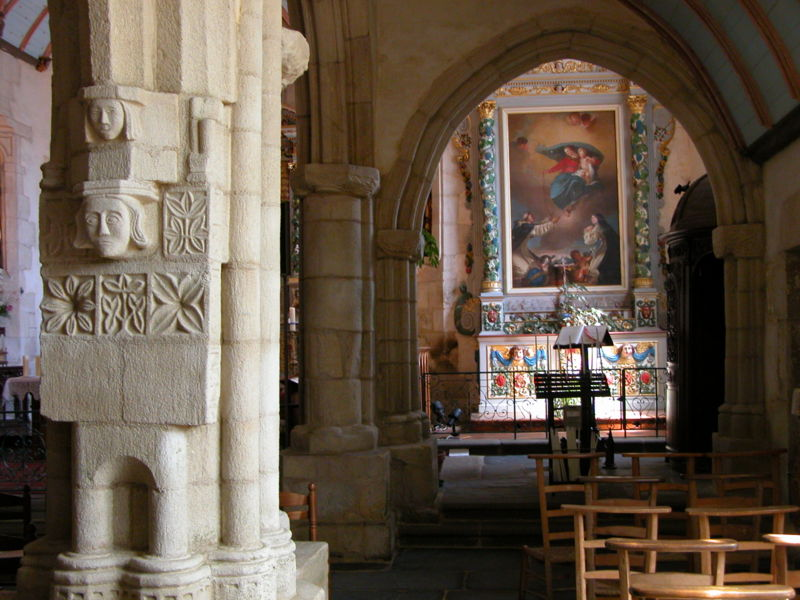
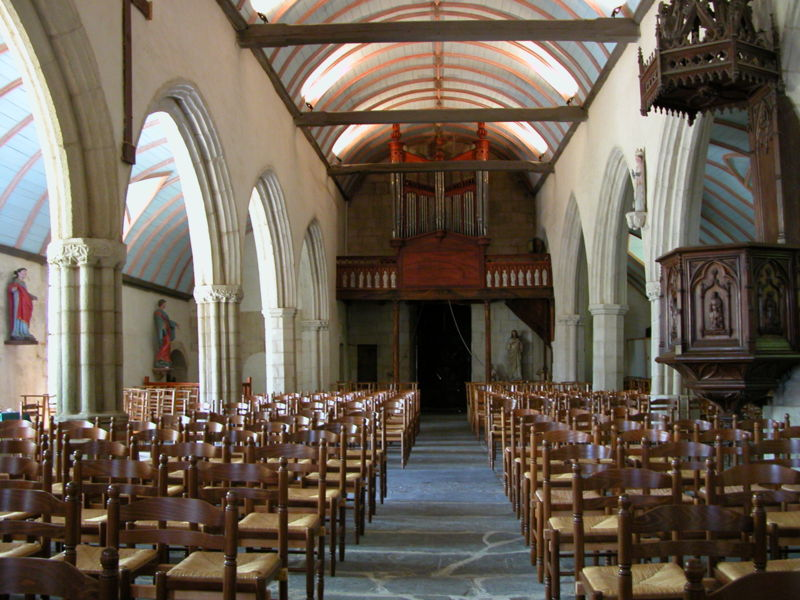
L'orgue de la chapelle, dû à Herland de Brest en 1843.
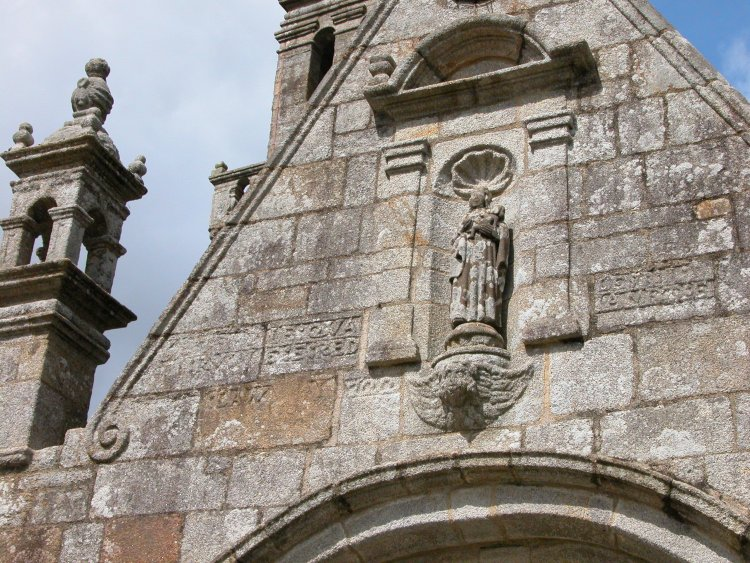
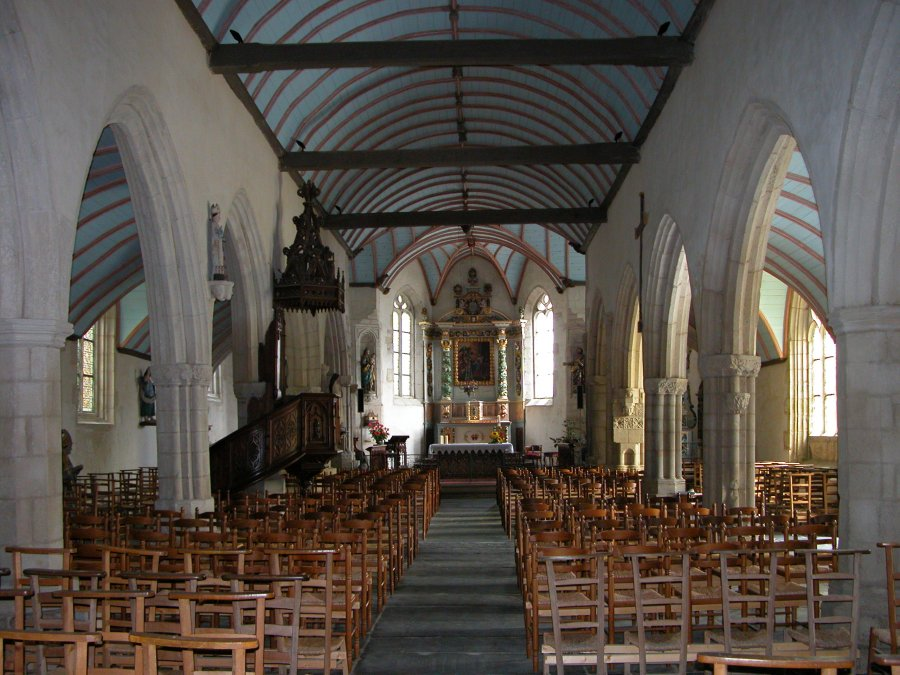
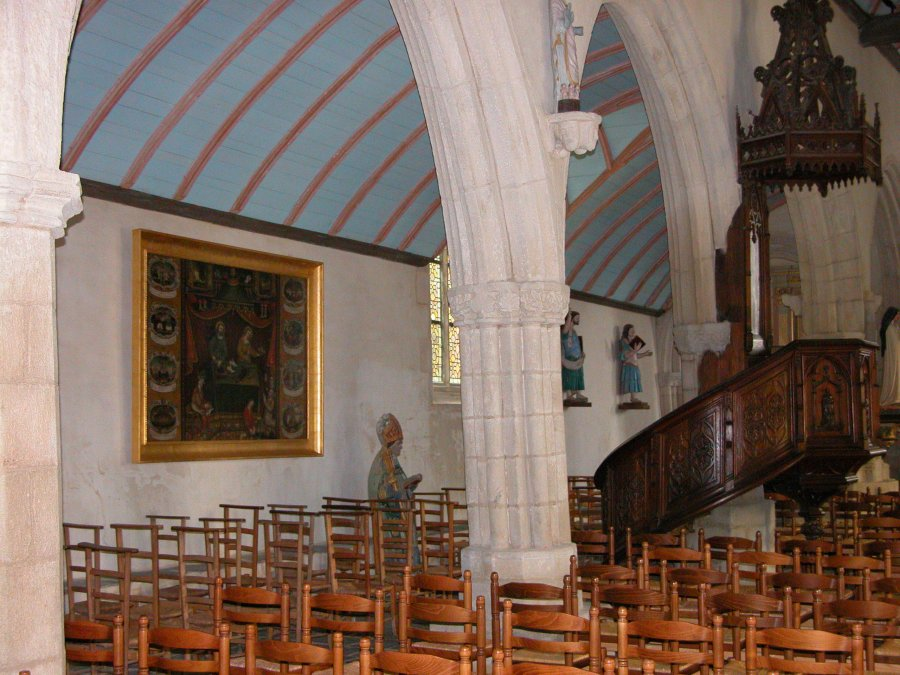
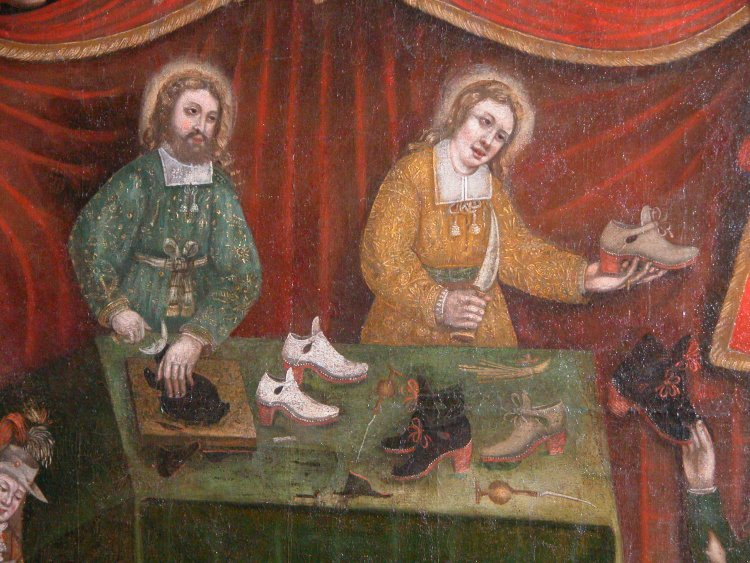
Le  tableau de Saint-Crépin et Saint-Crépinien.
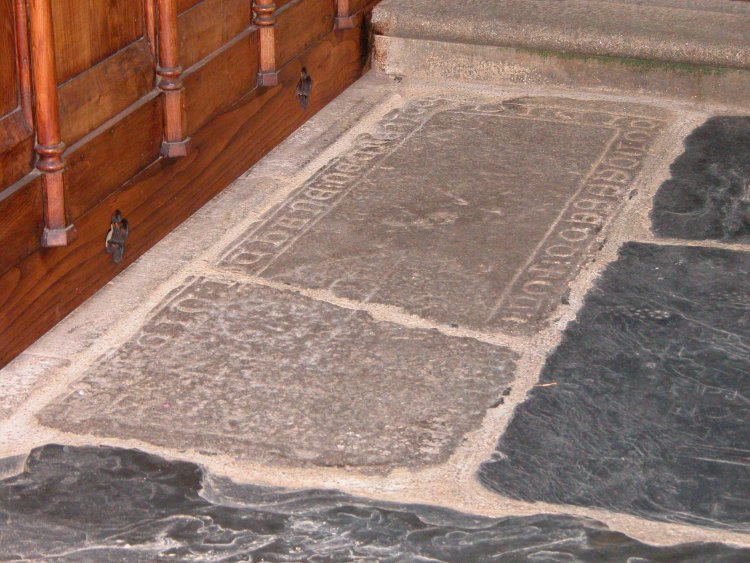
La tombe de Jothane de Trésiguidy (1324).

- Église Saint-Idunet.
- Chapelle Saint-Compars de Lospars[133]. Cette chapelle, qui date du XVIe siècle[134], a été restaurée en 1989, à l'initiative de Pierre Doux et du comité de la chapelle ; elle possède des vitraux contemporains imaginés et dessinés par le peintre Yves Drennou et réalisés en 2002 et 2005 par le maître verrier Alain Grall[135] ; ils évoquent la mer, la terre, le ciel, la faune et la flore et les grandes avancées technologiques réalisées par l'homme. Un pardon des animaux, une tradition séculaire (saint Compars, saint breton par ailleurs inconnu, est considéré comme un saint protecteur des animaux), y est à nouveau organisé depuis la décennie 1990 chaque lundi de Pentecôte[136].

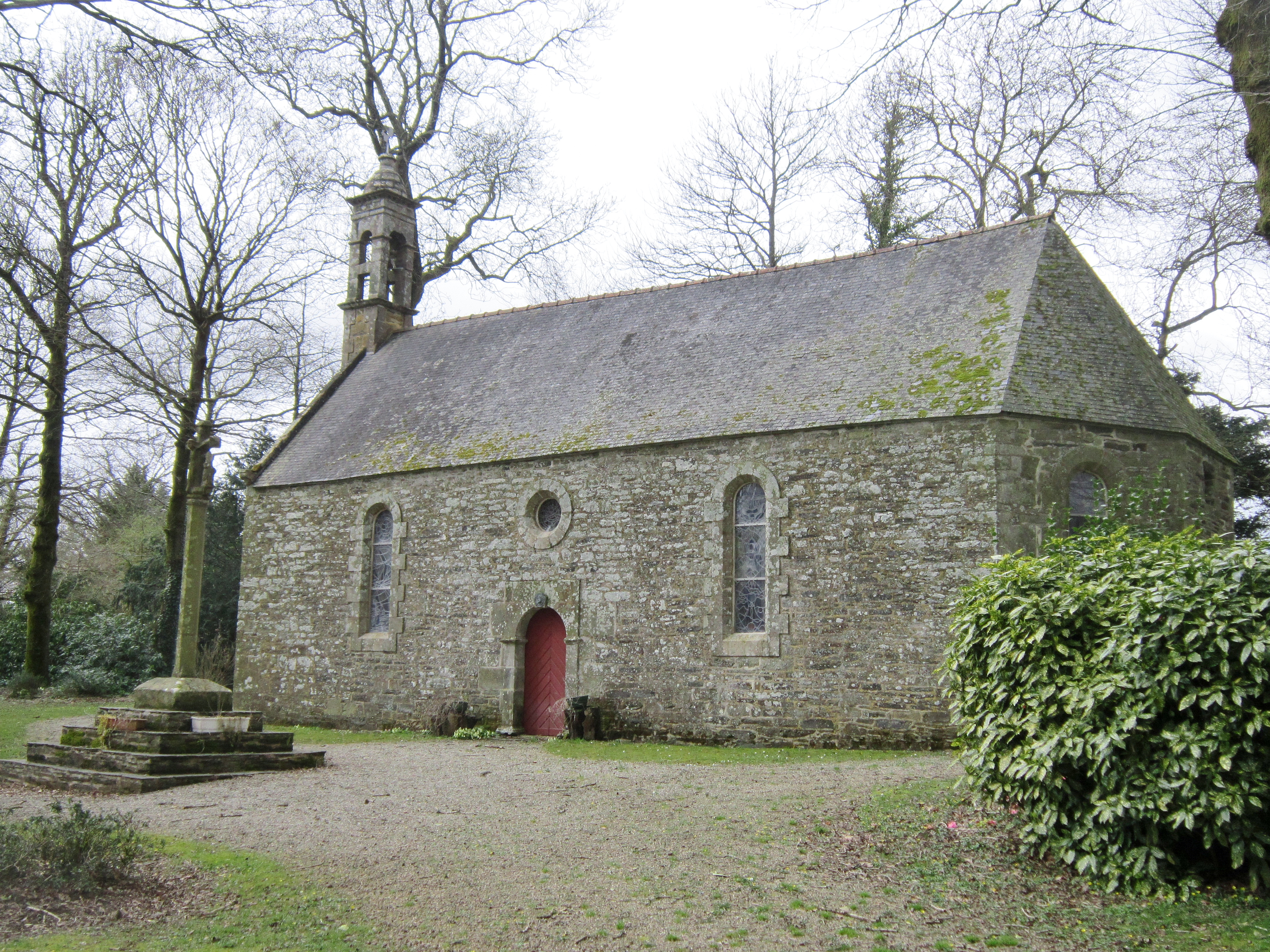
Chapelle Saint-Compars, vue extérieure d'ensemble.
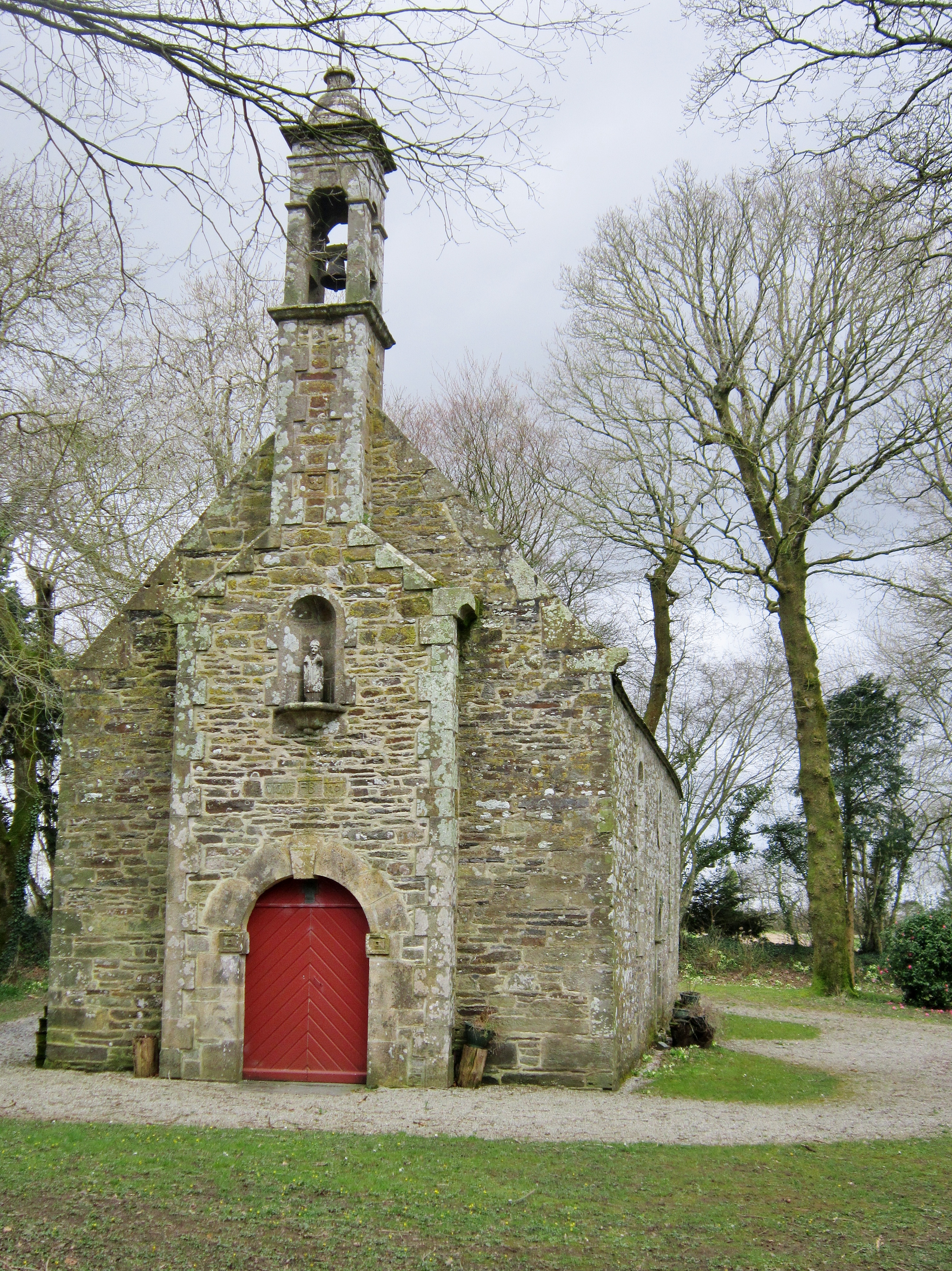
Chapelle Saint-Compars, la façade.
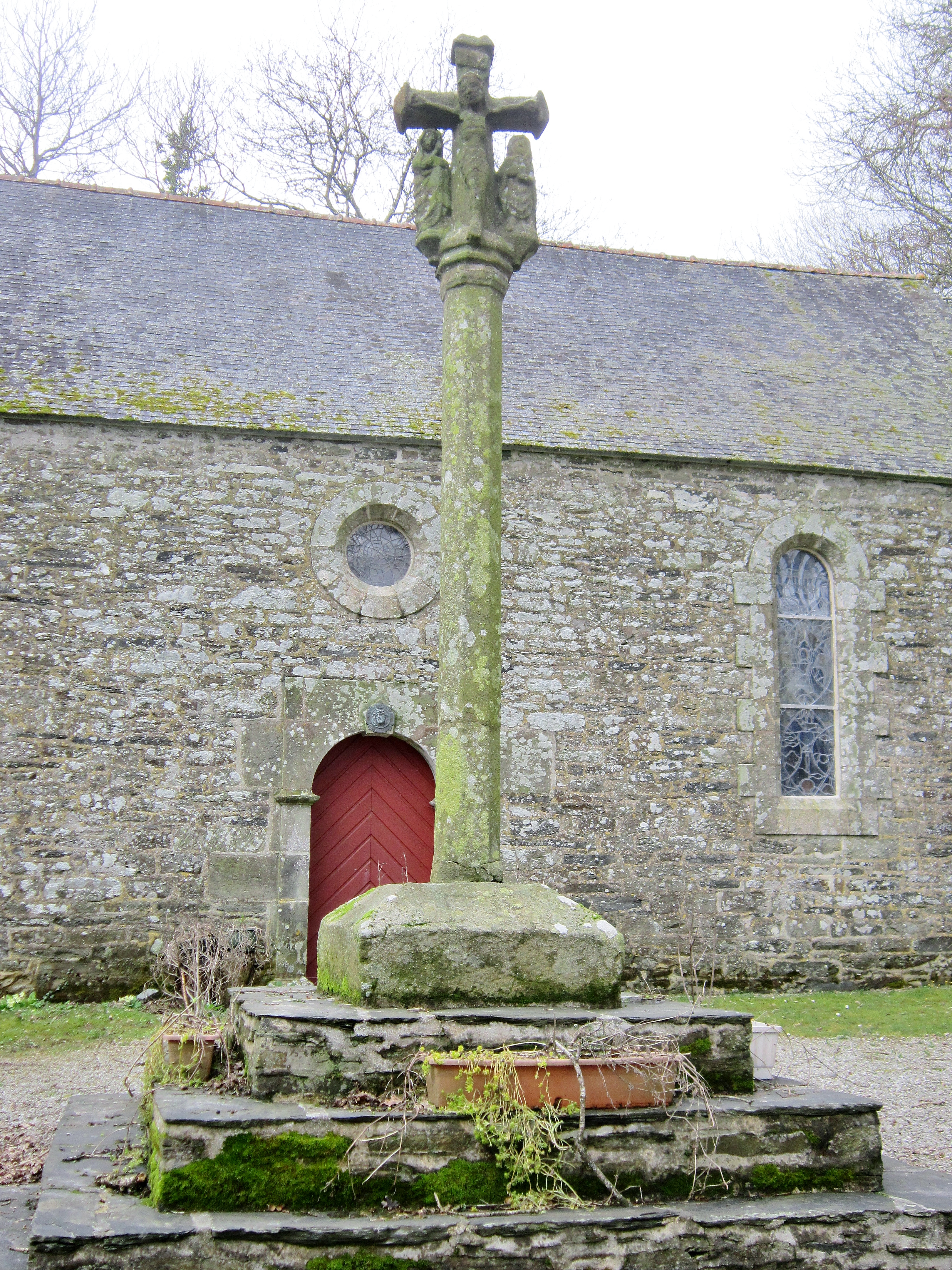
Chapelle Saint-Compars, le calvaire devant la chapelle.
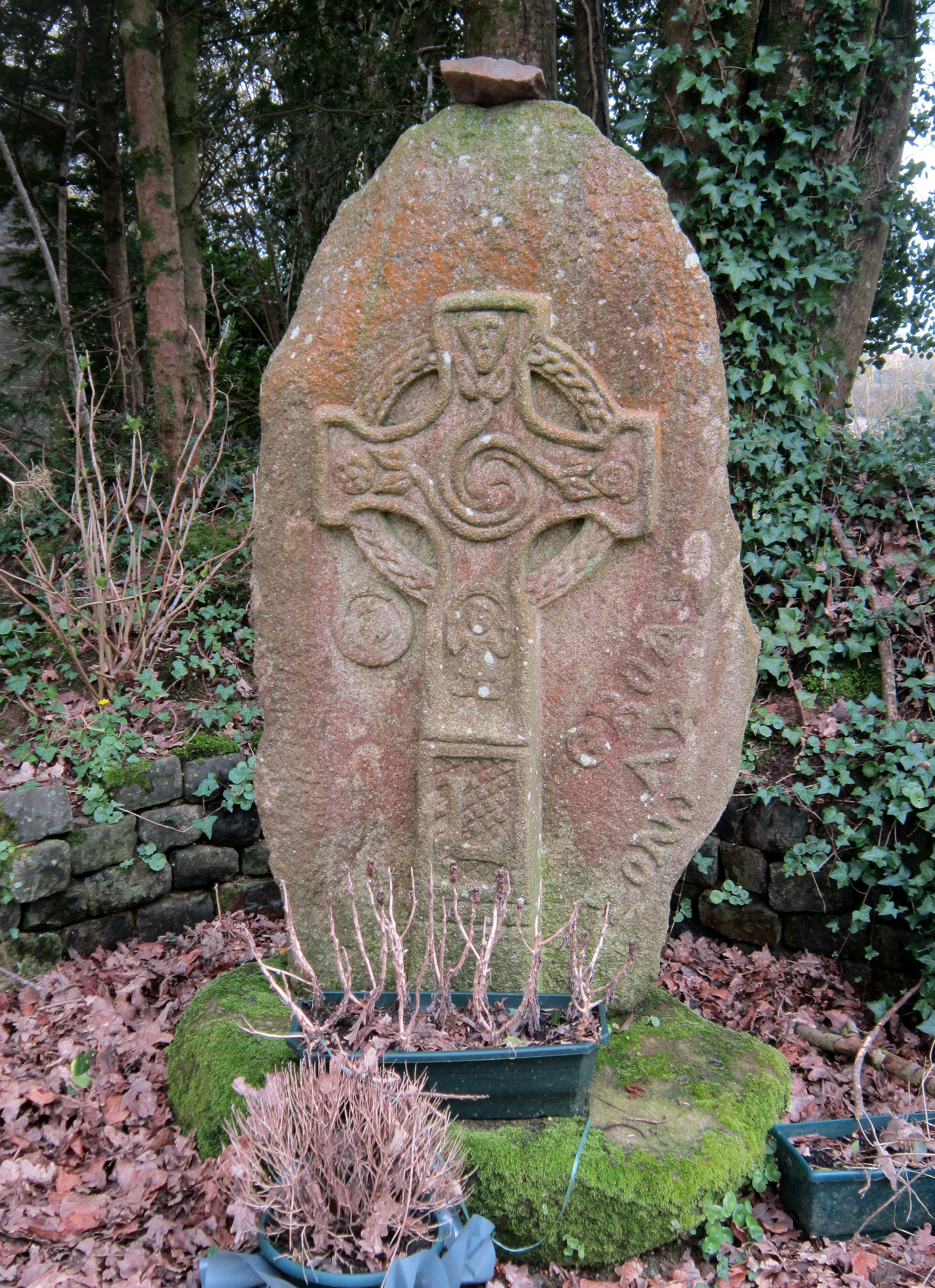
Enclos de la chapelle Saint-Compars, stèle christianisée.

- Chapelle Notre-Dame de Kerluan [Kerluhan] : en forme de croix latine, elle date en partie de 1653, mais a connu de nombreuses restaurations depuis (elle a été notamment victime d'un incendie en 1805)[137] ; le calvaire de l'enclos, qui date de 1639, année où la peste sévissait dans la région, réalisé par les ateliers de Roland Doré, porte sur son tronc les hauts-reliefs de saint Sébastien et de saint Roch. Enfouie depuis plus de 100 ans sous un retable de la chapelle de Kerluan, une statue de "Vierge allaitante" a été mise à jour le 8 février 2007 ; elle était invoquée par les mères manquant de lait pour allaiter leur nourrisson[138].En 2020 deux vitraux réalisés par le maître verrier quimpérois Antoine Le Bihan et le peintre châteaulinois Jean-François Chaussepied ont été installés, quatre autres devant l'être en 2021[139].

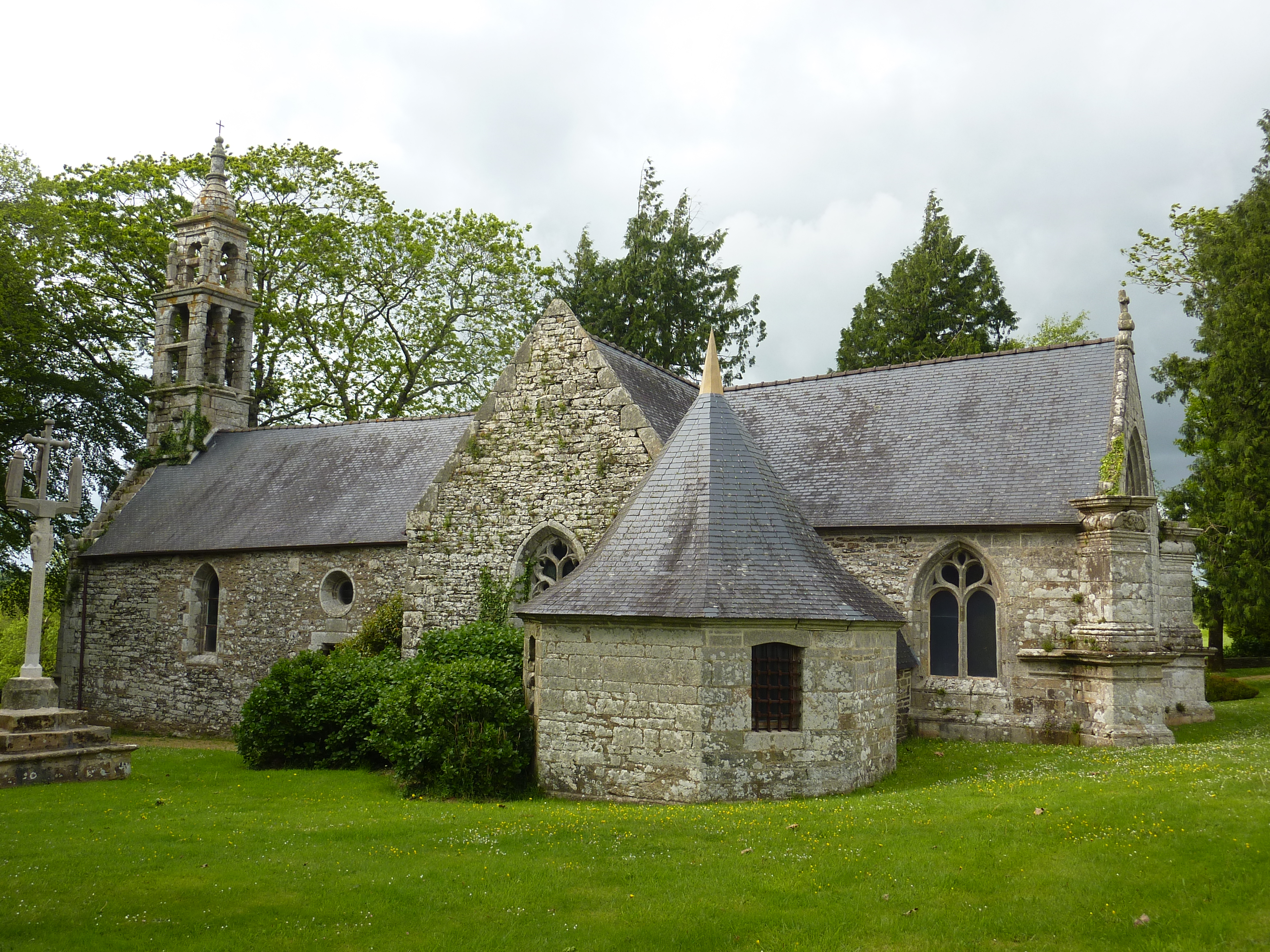
La chapelle Notre-Dame de Kerluan : vue d'ensemble de l'enclos
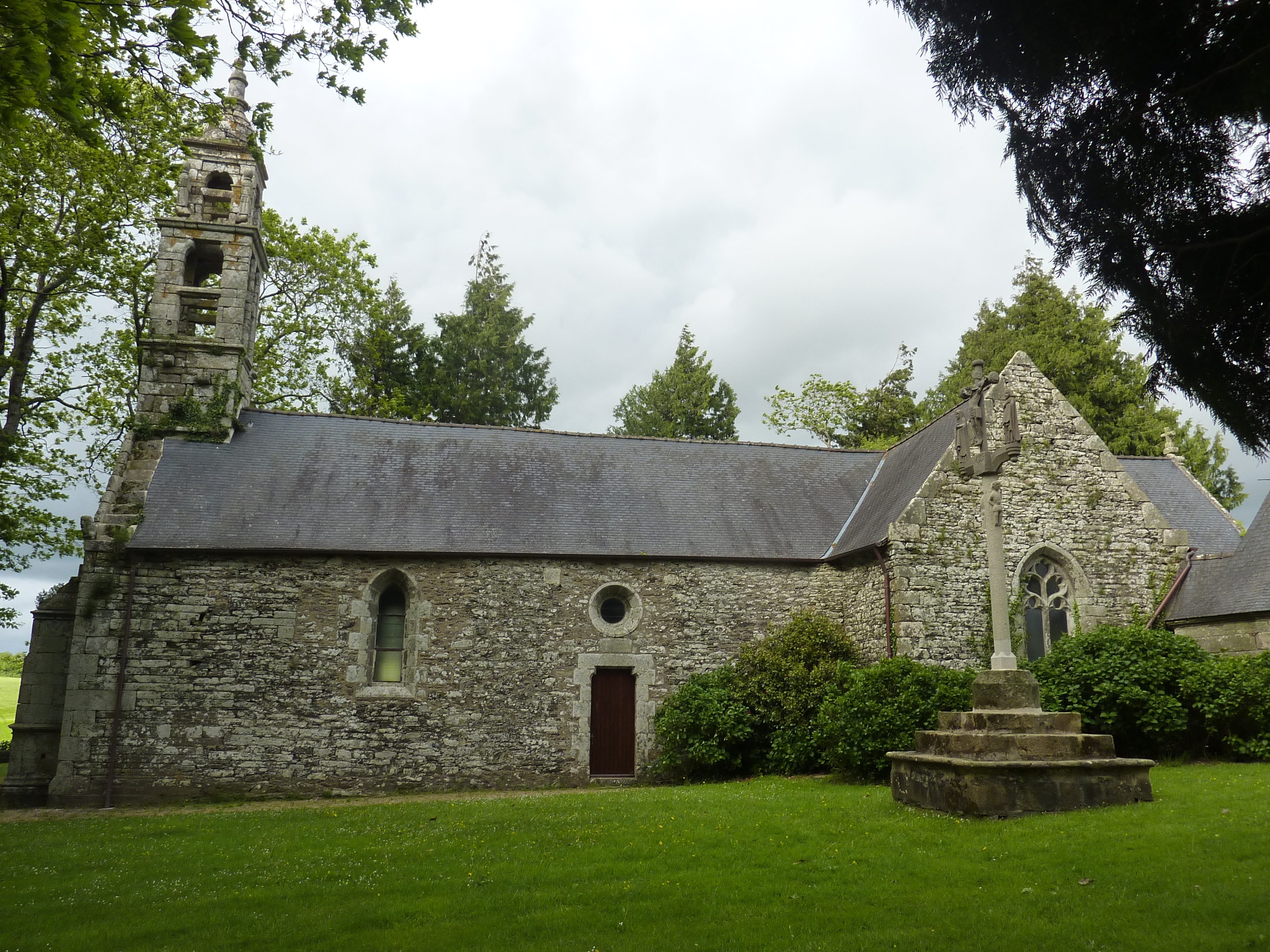
La chapelle Notre-Dame de Kerluan et son calvaire daté de 1636
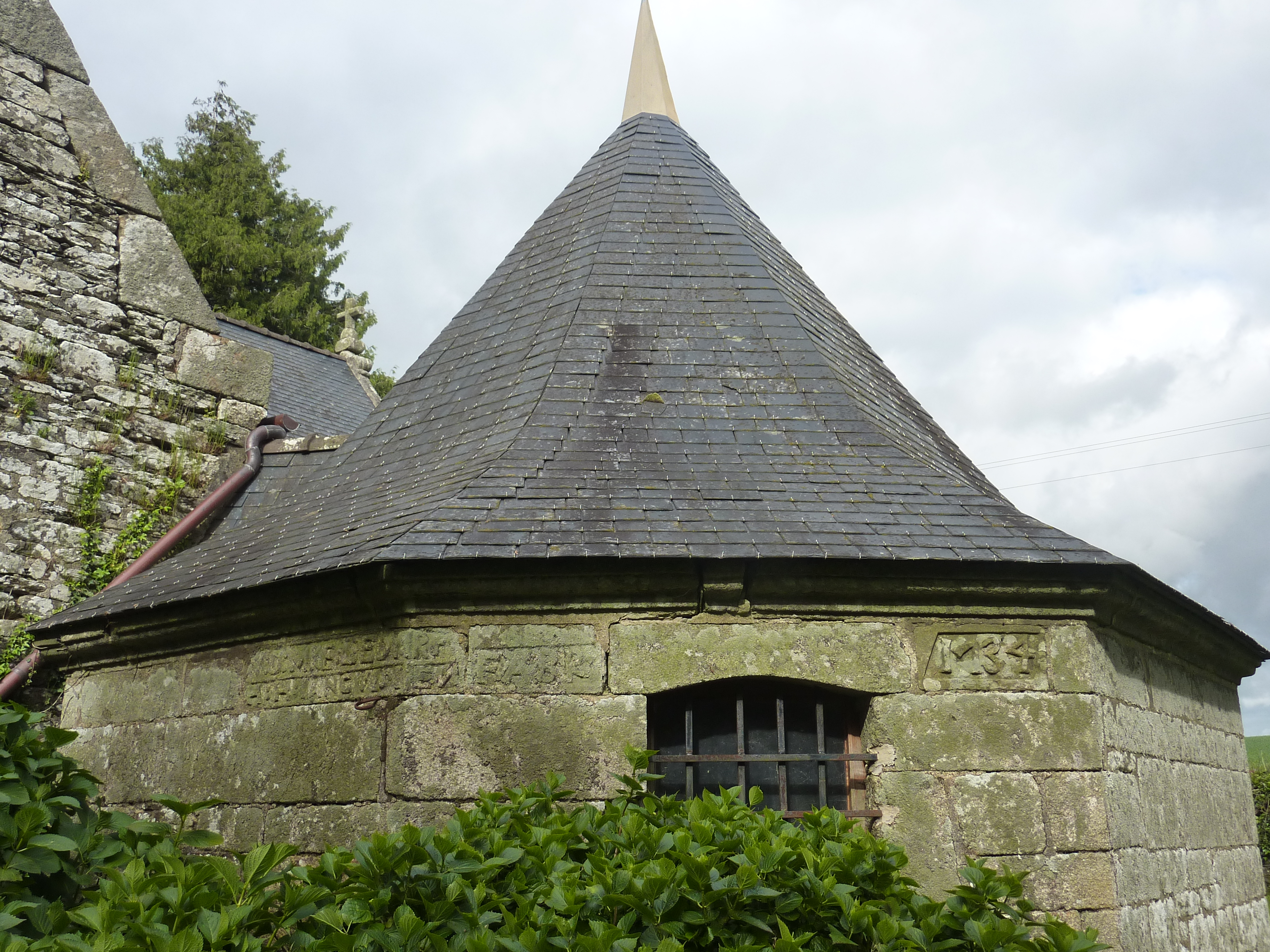
La sacristie de la chapelle Notre-Dame de Kerluan et son inscription (1734)
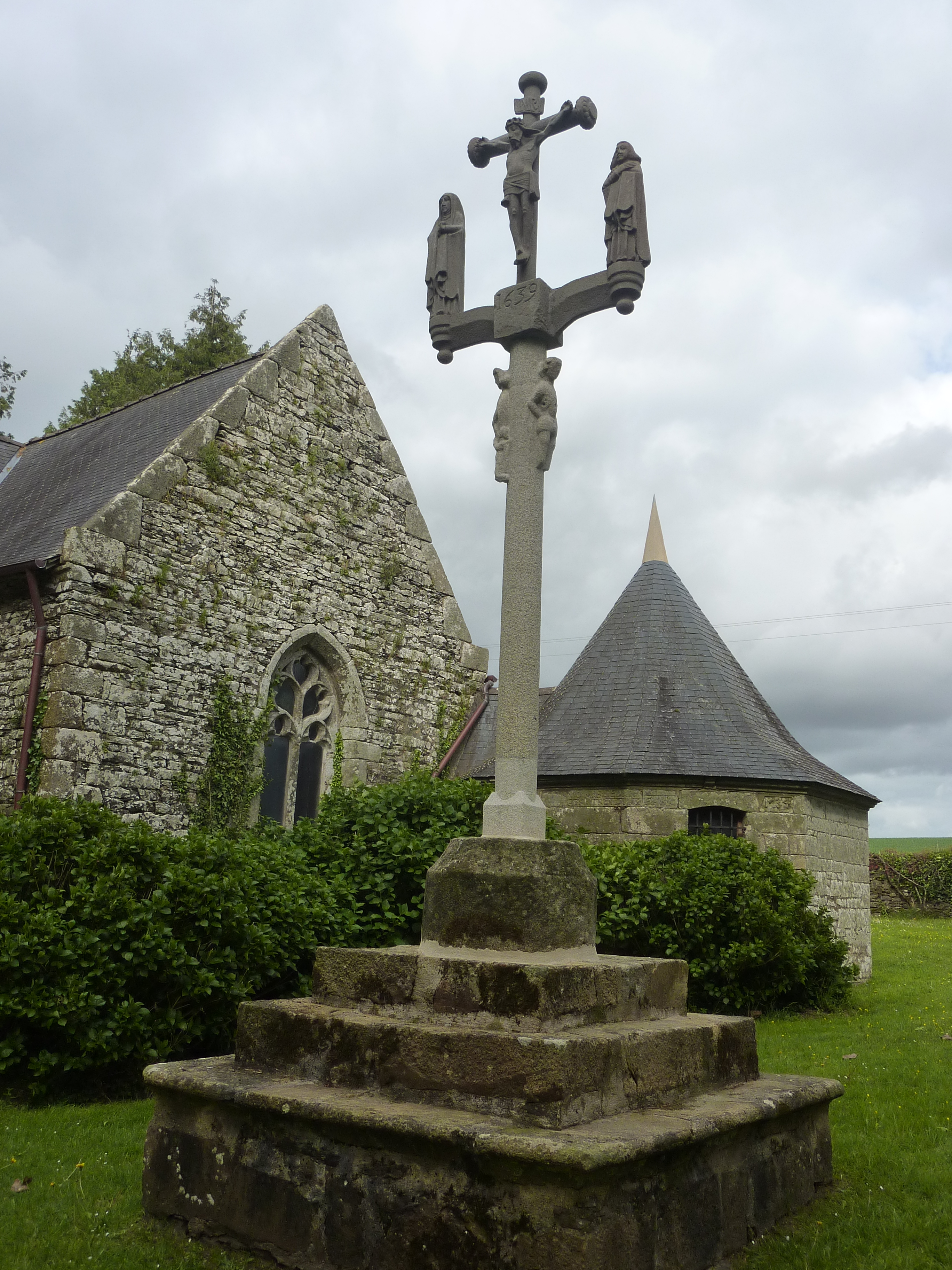
Le calvaire de Notre-Dame de Kerluan

- le donjon de l'ancien château de Châteaulin date des Xe et XIe siècles, il est inscrit à l'inventaire général du patrimoine culturel[140] ;
- Le viaduc de Châteaulin, en courbe, construit au début du XXe siècle. Il enjambe le canal et domine la ville et donne un beau point de vue.
- Anciennes ardoisières (balades et belvédères aménagés).
- Le canal de Nantes à Brest et ses écluses : Guillec, Pen-ar-Pont, Prat-Hir, Toul-ar-Rodo, Coatigrac'h, Châteaulin ; à proximité de cette dernière, un observatoire aquatique permet une descente dans le lit de l'Aulne (observation des poissons blancs, et notamment des saumons au moment de leur migration) et de voir la passe à poissons inaugurée en 1996.

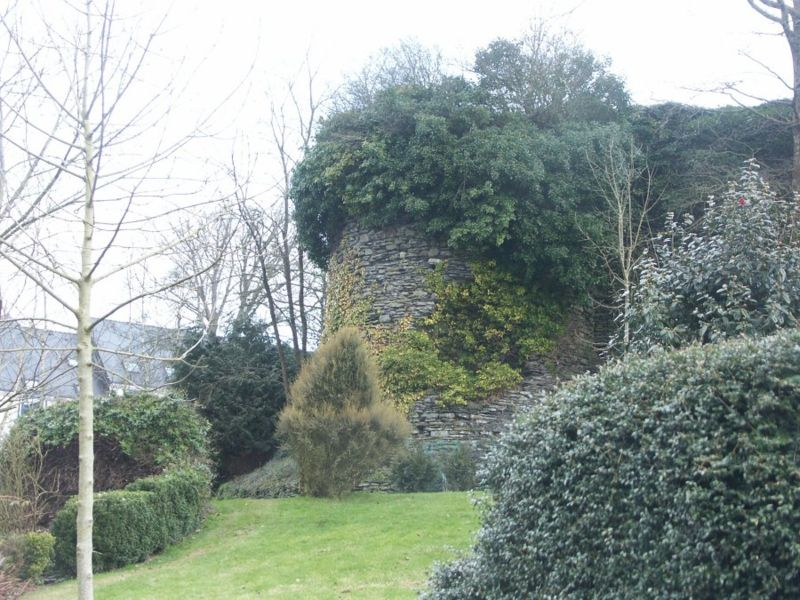
Le donjon de l'ancien château de Châteaulin en 2006.
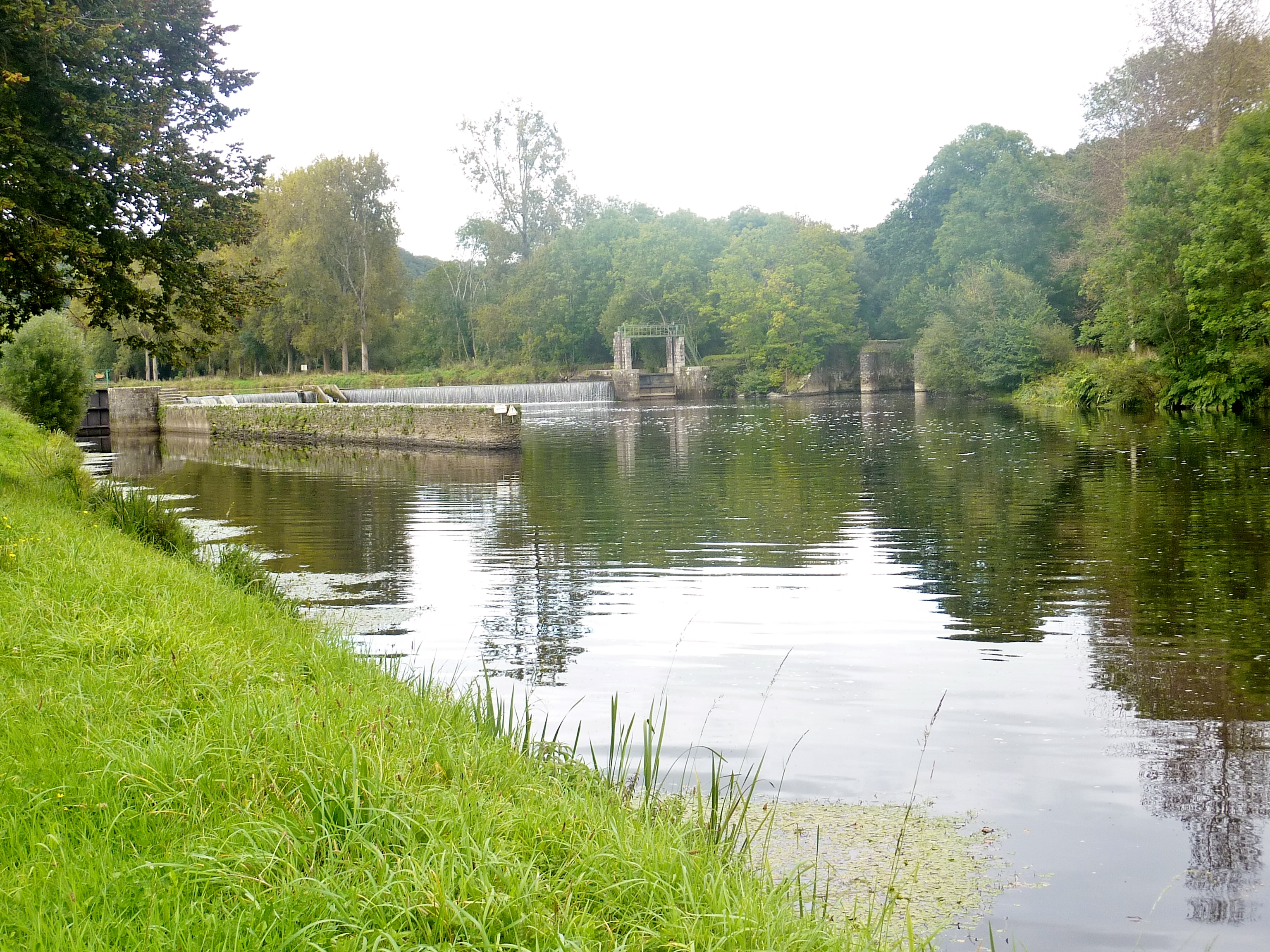
L'écluse de Toul-ar-Rodo sur le Canal de Nantes à Brest (Aulne canalisée) en amont de Châteaulin
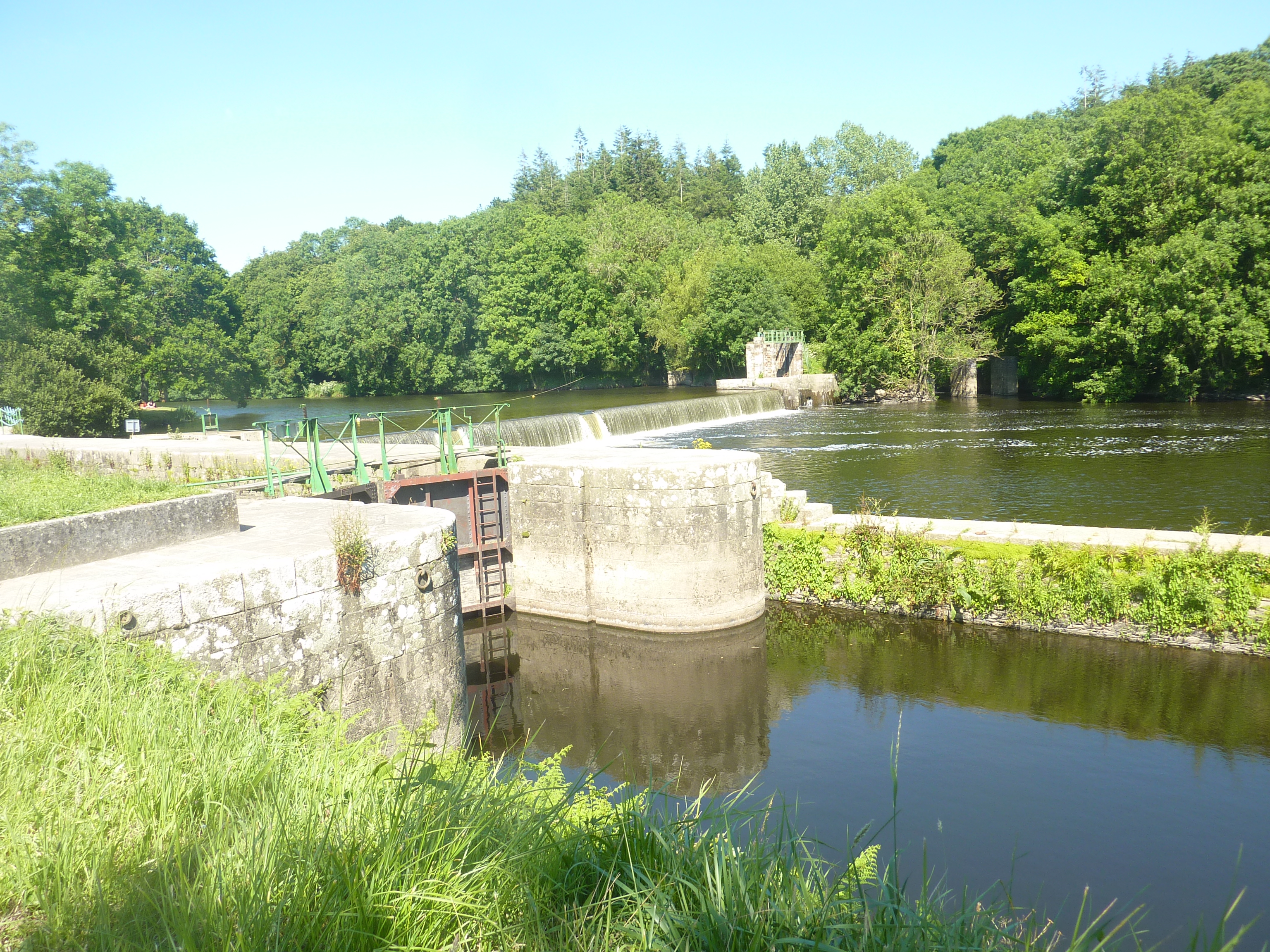
L'écluse de Pen-ar-Pont
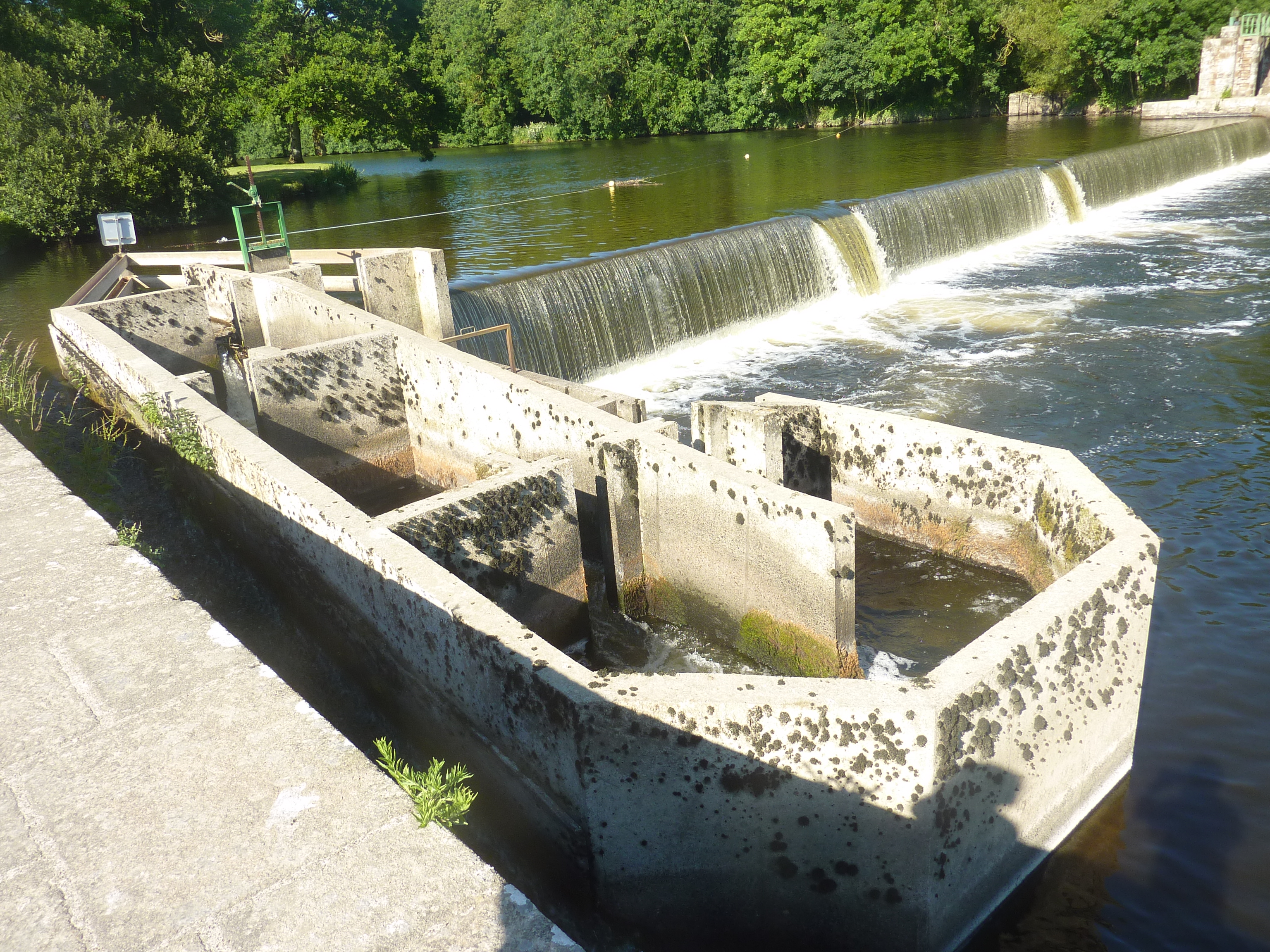
La passe à poissons de Pen-ar-Pont
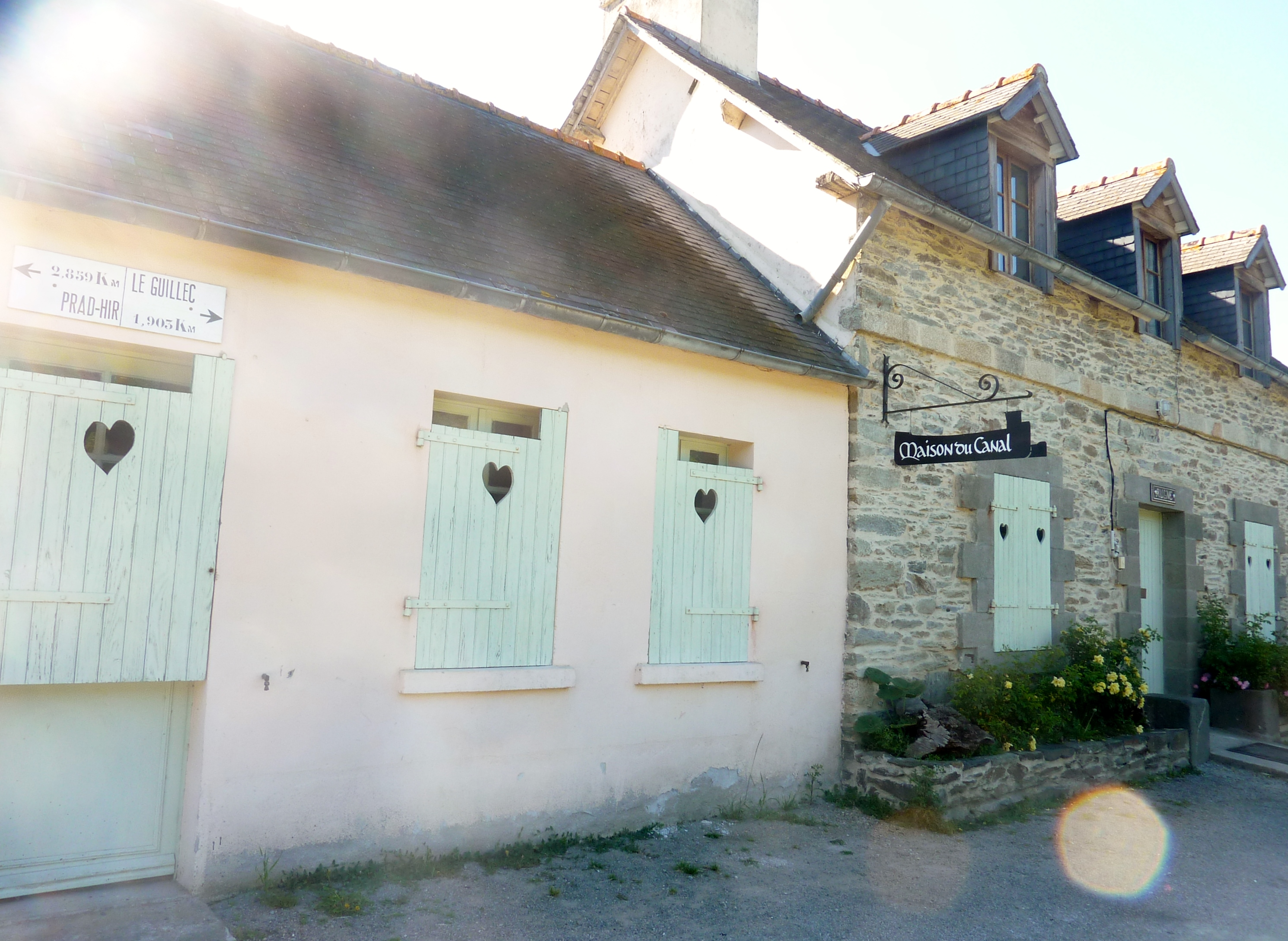
La maison éclusière de Pen-ar-Pont, transformée en « Maison du canal
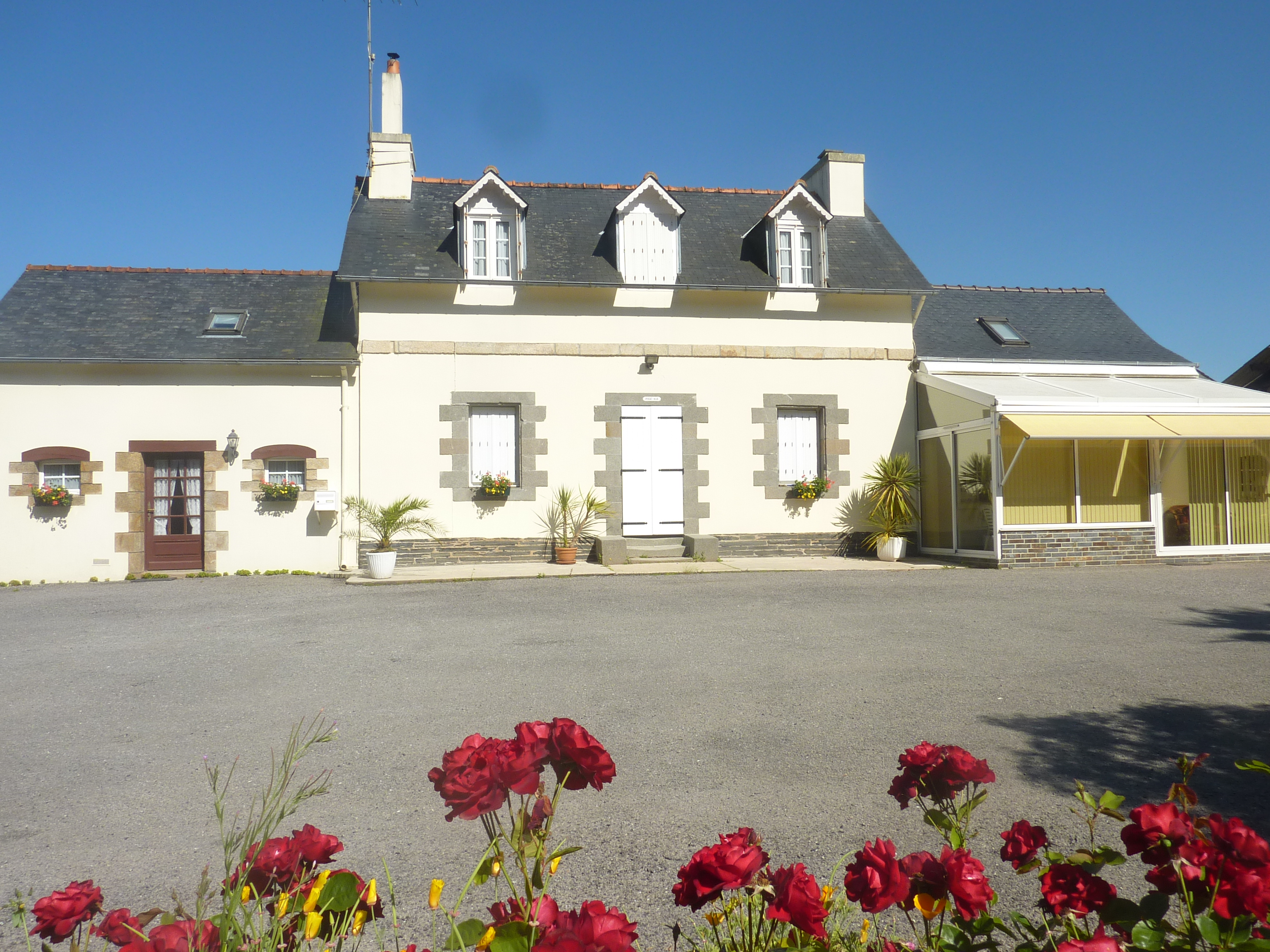
La maison éclusière de Prat-Hir (écluse no 233 du canal de Nantes à Brest)

## Tableaux représentant Châteaulin et sa région
- Charles Léon Godeby : Châteaulin : les bords de l'Aulne ;
- Ernest de Chamaillard : La chapelle Notre-Dame à Châteaulin (1898, collection particulière) ; Jardin fleuri près de l'église à Châteaulin[141] ;
- Maxime Maufra : Matin brumeux à Châteaulin (1901), huile sur toile, 60,5 cm x 73,5 cm[142]

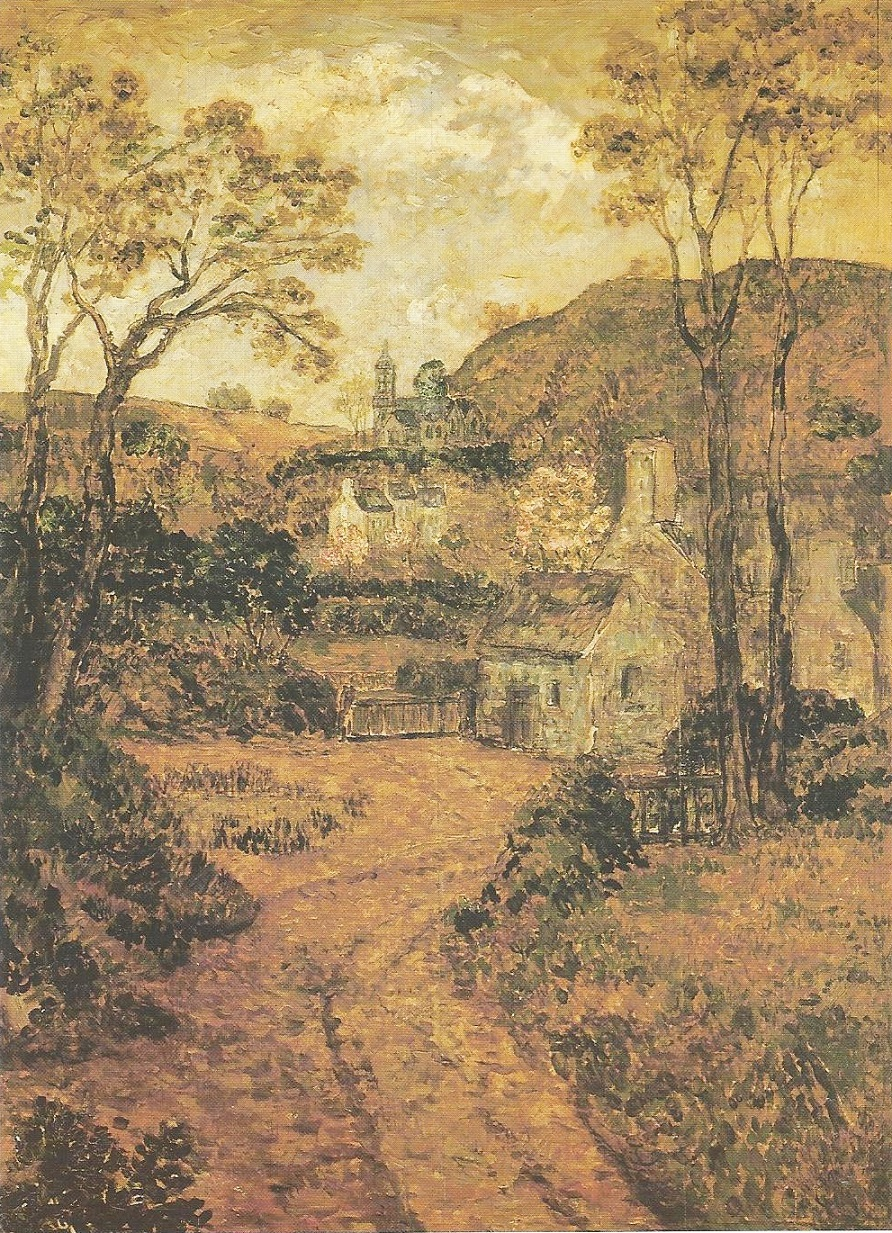
Ernest de Chamaillard : La chapelle Notre-Dame à Châteaulin (1898, collection particulière).
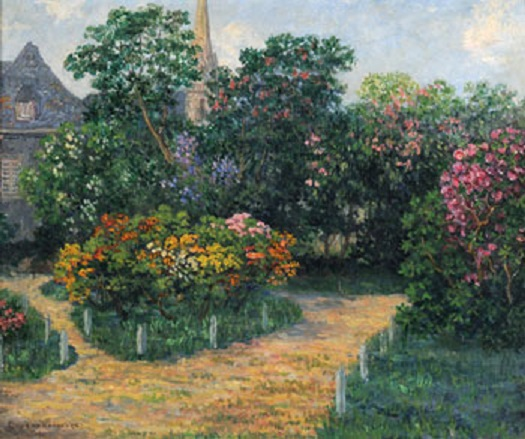
Ernest de Chamaillard : Jardin fleuri près de l'église à Châteaulin.

## Personnalités liées à Châteaulin
- Alain IV de Bretagne, né au château de Châteaulin vers 1060.
- Yves-Marie André, dit le Père André (1675-1764), jésuite et philosophe, né à Châteaulin.
- Julien Marie Cosmao-Kerjulien (1761-1825), contre-amiral et baron d'Empire.
- Fortuné Joseph Hyacinthe le Prédour de Kerambriec (né à Châteaulin le 16 février 1793, décédé le 20 février 1866 à Paris), vice-amiral, sénateur.
- Eugène Halléguen (1813-1879), médecin et historien.
- Ernest de Chamaillard (1862-1930), peintre de l'École de Pont-Aven.
- Jean Moulin (1899-1943), fut sous-préfet de Châteaulin de 1930 à 1933.
- Jos Le Doaré (1904-1976), photographe et imprimeur de cartes postales.
- Raoul Anthony (1874-1941) et son neveu Jean Anthony (1915-2004), y sont nés. Ils furent médecins et professeurs au Muséum national d'histoire naturelle.
- Ronan Gouézec (né en 1964), enseignant et écrivain.